# Ricostruzione filologica dei sinogrammi HSK1
Nella tabella sottostante è indicata la ricostruzione filologica dei sinogrammi HSK1 in riferimento alla versione del 2020, dunque a una versione non più aggiornata ma che comunque è un punto di riferimento nello studio dei sinogrammi più diffusi nel cinese moderno standard. L'HSK1 corrisponde grossomodo al livello A1 (incluso il pre-A1) secondo il quadro di riferimento europeo e internazionale CEFR, è indirizzato ai principianti quasi assoluti e contiene i sinogrammi più diffusi in assoluto.
Molti di questi caratteri sono reperibili pure in giapponese sotto forma di kanji e in coreano e vietnamita come prestiti. In coreano, si possono scrivere sotto forma di hanja, mentre in vietnamita si può reperire il nesso tra pronuncia e Han tu' in alcuni dizionari.

## Ricostruzione filologica degli hanzi HSK1
Le ricostruzioni, salvo diversa indicazione, sono riprese da Qimingwang (起名网), un sito che contiene un database di ricostruzioni paleografiche più la resa della pronuncia in fanqie nel rimario Guangyun del 1008. Parte di queste ricostruzioni viene riportata anche in Chaziwang, (查字网). Alcune etimologie folk sono corrette con l'uso del "Multi-function Chinese Character Database" (漢語多功能字庫) sviluppato dal Research Centre for Humanities Computing (人文電算研究中心) dell'Università di Hong Kong e messo online nella sua prima versione nel luglio 2014 e ripubblicato con espansioni nell'estate del 2018.
I caratteri HSK sono indicati nella prima colonna in versione semplificata per renderli più riconoscibili. Il cantonese è trascritto con il sistema di romanizzazione Jyutping e la pronuncia è quella standard e prestigiosa di Hong Kong. La ricostruzione in primo cinese medio citata è quella di Baxter (2011), mentre quella in cinese antico è la Baxter-Sagart (2014). Salvo diversa indicazione, la ricostruzione etimologica è quella indicata da Schuessler (2007) ed è un punto di riferimento valido nonostante utilizzi una propria ricostruzione del cinese antico che non combacia totalmente con la Baxter-Sagart.
| 字      | 拼音               | 粤拼                          | Significato moderno e/o arcaico; ricostruzione paleografica; etimologia; note sulla pronuncia antica |
| ------- | ------------------ | ----------------------------- | --- |
| 爱      | ai4                | oi3                           | Il carattere significa "amore, amare", la versione tradizionale è 愛. In origine, il carattere era totalmente diverso siccome era 㤅 ed era pronunciato "xì": in alto si trova la chiave di lettura 旡 ji4 (variante arcaica e più vicina al pittogramma 㒫), che secondo Xu Shen indica il cibo che si blocca in gola (è il pittogramma di una persona inginocchiata e con la bocca spalancata), mentre in basso si trova il radicale Kangxi del cuore/mente, cioè il pittogramma di un cuore con tre arterie 心. Tutto il carattere indica dunque una situazione di difficoltà e malessere causata da un'emozione. Questo carattere era usato come variante di 忌 jì, che indica il concetto di essere geloso. Il carattere poi è completamente cambiato nella versione tradizionale 愛: raffigura due mani (stilizzate in modo irriconoscibile come 冖), con la bocca spalancata in cima (stilizzata in modo irriconoscibile e fuorviante come 爪) e l'impronta di un piede in basso (夊) forse per indicare una persona che in preda a una passione cammina lentamente, siccome il pittogramma dell'impronta del piede aveva assunto questo significato antico; in mezzo alle mani è visibile il cuore/mente 心. Una versione molto arcaica del carattere e simile all'originale è 𢜤. Un carattere molto simile graficamente è you1 憂 (oggi 忧), che indica la tristezza: si vede un naso con sotto il cuore e l'impronta del piede ("camminare lentamente"). Nella semplificazione, il cuore/mente è stato tolto e l'impronta del piede è stata sostituita con due mani giunte (友 you3, sinogramma che indica l'amicizia). La pronuncia in cinese antico, a causa della forma originale del carattere, aveva uno stop senza rilascio di suono a fine sillaba ed è simile secondo Behr (2016) alla pronuncia in cinese antico di vari caratteri che indicavano l'atto di respirare e singhiozzare. In cantonese e tardo coreano medio, la pronuncia conserva il dittongo originale del primo cinese medio, *-oi pronunciato con le labbra non arrotondate; in tardo coreano medio, si trova trascritto in hangeul con la vocale indicata dal punto, la arae-a. Il fanqie è 烏代切. |
| 八      | ba1                | baat3                         | Il carattere significava "dividere" (oggi 分) e "differenziare" (oggi 别), mentre oggi significa "otto" a causa di un prestito fonetico ed è anche un radicale Kangxi. Raffigura un oggetto tagliato e separato in due attraverso due tratti curvi discendenti (il carattere è laconico e, dall'andamento sinuoso dei due tratti, potrebbe essere una cucurbitacea come un'anguria 瓜 tagliata in due. Xu Shen invece sostiene che siano due schiene di profilo, "schiena contro schiena", invece che un oggetto tagliato e separato in due). Esisteva una variante arcaica, 丷, usata sistematicamente nelle grafie vecchie dei caratteri tradizionali (ma non significa "dividere": per esempio, può rappresentare degli sbuffi d'aria). In Primo Cinese Medio finiva con lo stop senza rilascio udibile di suono *-t, conservato nei dialetti conservativi come il cantonese e svariati Minnan (es. gli Hokkien) e nelle lingue sino-xeniche (giapponese, coreano in cui diventa -L, vietnamita). Il fanqie è 博拔切. |
| 爸      | ba4, ba5           | baa1                          | Il carattere significa "papà" (informale rispetto a "padre") e in cima si nota il radicale Kangxi di un'ascia di pietra tenuta in mano (che come significato indicava il "maschio" e poi ha iniziato a indicare anche il "padre", 父) con sotto la chiave di lettura "ba1", 巴, che era in origine il pittogramma di un enorme serpente (ma non nel radicale Kangxi 邑) e che poi ha iniziato a indicare il concetto di "coda". La chiave di lettura rende la pronuncia di questo suono infantile, a meno che è un riferimento all'atto dei figli di seguire il padre, che nella Cina antica era il maschio più importante in un nucleo familiare. Oggi la chiave di lettura si usa anche come calco fonetico nei prestiti (es. 巴黎 Parigi). Il fanqie è 捕可切. |
| 杯      | bei1               | bui1                          | Il carattere significa "bicchiere, coppa, calice, tazza" e ha il radicale Kangxi dell'albero siccome in passato i bicchieri potevano essere di legno. Per la precisione, 木 è la visione frontale di un albero stilizzato con tre radici che si diramano nel terreno e tre rami che si estendono verso il cielo. La chiave di lettura è la contrazione del carattere 𠀚 evolutosi in 否, "negare" ("dire 口 no 不"), poi semplificatasi in 不, forse con un riferimento al fatto che i bicchieri non lasciano disperdere un liquido; da solo, 不 in origine rappresentava il calice di un fiore, poi a causa della pronuncia è stato usato per indicare l'avverbio di negazione "no" in cinese classico e da esso è stato coniato il verbo "negare". Una grafia alternativa è 盃, in cui si usa il radicale del vaso per indicare il concetto di contenitore cavo (in questo caso per ospitare liquidi). Una versione molto arcaica del carattere e simile all'originale è 桮. |
| 子      | zi3                | zi2                           | Il carattere significa "figlio" (in passato indicava anche la figlia) ed è la visione frontale di un bambino in fasce con le braccia spalancate e alzate (oggi distese) e la testa grossa. La versione più arcaica del carattere è 𡿹 insieme a 㜽 e la parte superiore, falso amico del pittogramma di alcuni fluttui d'acqua 巛, indicava un ciuffetto di capelli. In altre versioni altrettanto arcaiche, la testa era indicata come 囟 xin4, cioè con una fontanella, a cui si aggiungevano i capelli. In più, è il primo dei dodici Rami Terrestri e corrisponde all'undicesimo mese lunare e al solstizio d'inverno. In questo periodo, secondo Xu Shen, "il tempo migliora e tutto germoglia". Siccome dunque la Natura si rigenera, il collegamento con il neonato è chiaro: secondo lo Shuowen, 子，十一月阳气动，万物滋，人以为偁。象形。 (Baihua: 子，在十二地支之中，“子”代表十一月，这时阳气发动，万物滋生，人假借“子”作称呼。字形像幼儿的形象。"Zi3, riguardo all'undicesimo mese il sole sorge, la miriade di cose cresce, le persone hanno preso in prestito zi3 come nomignolo. E' un pittogramma"). Indicava poi le undici di sera, cioè il momento in cui la luna compare pienamente in cielo e dunque "si genera" come un bambino. Il bambino è presente anche in molti altri caratteri, Uno a caso è 孕 yun4, che indica la gravidanza: è il radicale Kangxi della curvatura 乃 nai3 (cioè il pittogramma di un insieme sinuoso di corde) con sotto un bambino in fasce 子 per indicare il pancione della madre. Nella primissima versione, reperibile osservando le varietà delle ossa oracolari (gusci di tartaruga e scapole di bue messe sul fuoco a screpolarsi), si nota il corpo di una donna incinta (da cui deriva il radicale Kangxi 身) con il bambino all'interno. Un altro sinogramma che è anche imparentato (si nota dalla pronuncia quasi identica) è 字 zì, che in origine indicava "partorire; crescere un bambino, insegnare" e che in un secondo momento ha iniziato a indicare la scrittura, presumibilmente perché un'opera scritta è qualcosa che si genera e si insegna ai figli. Un altro carattere ancora è 了 liao3, che è il pittogramma di un bambino con le braccia avvolte nelle fasce. Il carattere significava "finire" forse a causa del concetto di "fasciato, legato, rilegato" e la pronuncia, che si è lenita nel momento in cui questo vocabolo si è grammaticalizzato in una particella, è le5. Il fanqie di 子 è 即里切. |
| 北      | bei3               | bak1                          | Il carattere significava "schiena" e raffigurava due persone schiena contro schiena per sorreggersi. Il significato arcaico resta preservato nel sinogramma che indica la schiena, 背 bèi, scritto con il radicale Kangxi del pezzo di carne in basso (月) per indicare una parte anatomica. Oggi infatti il carattere ha cambiato significato in "nord, settentrione" attraverso il concetto di "girare la schiena": infatti le case cinesi anticamente erano orientate verso sud, dove sorgeva il sole, e il sud era un punto cardinale dunque fondamentale nel pensiero antico cinese; questo concetto architettonico è diventato una delle basi del fengshui. Pertanto, se ci si orienta verso sud, di spalle si trova il nord. In Primo Cinese Medio finiva con lo stop *-k. Il fanqie è 博墨切. |
| 京      | jing1              | ging1                         | Il carattere significava "torre di guardia" e due versioni molto arcaiche sono 𢂋 e la sua evoluzione, 亰. Il carattere era dunque simile a 髙, oggi 高 gao1: era il disegno in visione frontale di una torre di guarda con sopra il tetto e sotto un enorme portone, stilizzato come 小, falso amico. Mentre in entrambi i caratteri il tetto 亠 è riconoscibile, la parte centrale della torre si è stilizzata in entrambi i caratteri come 口. Oggi indica il concetto di "città capitale", siccome molte città importanti le costruivano come postazioni di guardia. Poi ha iniziato anche a indicare un tumulo alto o una collina e il concetto di "grande", siccome la pronuncia arcaica mostra una parentela con la parola "collina", 岡 gang1 (oggi 冈): la collina e la torre sono due punti alti e due oggetti grandi. In Primo Cinese Medio la consonante iniziale non era colpita da palatalizzazione per effetto di un'antica semivocale anteriore */j/-: in mandarino meridionale (Nanchino) la consonante iniziale era */k/-. La palatalizzazione risale all'avanzata del mandarino nella varietà di Pechino e non avviene nei dialetti meridionali e nelle lingue sino-xeniche. La coda nasale -ng si ritrova in tutte le lingue in cui il carattere è preso a prestito tranne che in giapponese, in cui veniva trascritta e pronunciata *-/u/. Oggi culmina in un allungamento vocalico, /o:/. Il sinogramma 京 si trova come chiave di lettura indicante in primis la pronuncia in vari caratteri come ad esempio 鲸 jing1, che indica la balena: è il pittogramma di un pesce con il corpo e le pinne 鱼 (radicale Kangxi) accanto alla chiave di lettura 京, che indica anche che la balena è un pesce grande e grosso come una torre o una collina. Il fanqie è 舉卿切. |
| 本      | ben3               | bun2                          | Il carattere indicava il concetto di "radice" (oggi ha molti più significati simili ma astratti, incluso "questo" in contesti formali, "origine", "fondamento", "edizione". Il carattere è il pittogramma di un albero (木) con tre grossi punti neri sopra le radici per enfatizzarle, poi modificati in un singolo trattino lungo la radice centrale. Una variante arcaica è 𡴩. Questo sinogramma si usa pure come chiave di lettura in altri caratteri. Un esempio è 笨 ben4, cioè il pittogramma delle foglie di bambù in alto 竹 (radicale Kangxi) con sotto il carattere 本. Originariamente indicava l'interno della canna di bambù, che è vuota (e dunque la canna si può usare per tanti scopi, inclusa la costruzione di un sistema di irrigazione o dei primissimi petardi). Successivamente, ha assunto il significato di "stupido, idiota" per indicare la testa di uno stupido, vuota come la canna di bambù. Il fanqie è 布忖切. |
| 不      | bu4 (+sandhi)      | bat1                          | Come già detto, il carattere indicava il calice di un fiore e poi, come prestito fonetico, ha iniziato a significare "negare" con l'aggiunta della bocca spalancata in mezzo al carattere, 𠀚 (dunque 否) e come pittogramma del calice del fiore ha cominciato a indicare l'avverbio di negazione "no, non". In Primo Cinese Medio il carattere aveva due pronunce e una di esse finiva con lo stop *-t. Questo stop resta preservato in cantonese. |
| 客      | ke4                | haak3                         | Il carattere significa "ospite, ospitare" ed è 向 (la visione frontale di una casa stilizzata come un tetto e una bocca per indicare l'apertura della finestra) e, in mezzo, il radicale 止, che ritrae un piede poggiato a terra, in posizione statica, in visione laterale. Oggi tutto il carattere appare molto stilizzato; in particolare il tetto in ogni carattere si stilizza a prescindere come 宀, mentre il piede è diventato 夊 ovvero un'impronta. A causa di questa grafia, il carattere è anche analizzabile come il radicale Kangxi del tetto con sotto la chiave di lettura 各 ge4, che è l'impronta del piede con sotto la bocca per simbolizzare l'apertura di una porta: il carattere significava "venire", significato poi caduto in disuso siccome oggi significa "ciascuno, rispettivamente". Il significato arcaico si è poi trasferito in 𢓜 e 格; mentre il primo sinogramma è caduto in disuso, il secondo indicava anche il concetto di "cornice, frame, stile" con il radicale del legno che indica il tipico materiale di una cornice. Questo carattere ha poi perso il significato arcaico alternativo e ha mantenuto solo quello di "cornice". In Primo Cinese Medio finiva in *-k. Il fanqie è 苦格切. |
| 气      | qi4                | hei3                          | Il carattere indica l'aria (oggi indica anche il vapore e l'atmosfera in senso concreto e figurato e il soffio vitale) e in origine era tre tratti simili a 三 che indicavano una corrente d'aria. Poi il tratto in alto e in basso sono diventati snodati e sinuosi, tale per cui si è ottenuto 气. Questo carattere è stato poi sostituito da 氣, che è diventato la versione tradizionale. Esisteva già come carattere a sé, si pronunciava "xì" e indicava il cibo dato come dono (Xu Shen dice che è riso dato in regalo, ma una glossa dello Shuowen Jiezi spiega che il radicale del riso serve solo a simbolizzare molti cibi e quindi non si riferisce solo al riso cotto: (餼有牛羊豕黍粱稻稷禾薪芻等。不言牛羊豕者、以其字从米也: indica per esempio la carne di mucca, capra, maiale, grano ecc.). Il significato originale resta nel carattere 餼 > 饩. L'apparenza di questo carattere ha portato all'etimologia folk diffusa (e errata) tale per cui il carattere 氣 indica il vapore come "ciò che esce dalla pentola durante la bollitura del riso". Oggi in Cina il carattere è ritornato a essere 气. In giapponese, la piantina di riso si stilizza in una croce a forma di X: la versione kanji è 気. In Primo Cinese Medio il suono è depalatalizzato, come avviene per 京 jing1 <*kjaeng. Il significato preciso di "vapore" si ottiene aggiungendo il radicale Kangxi dei flutti d'acqua 水 accanto a 气 per indicare che è una nebbiolina che sale dall'acqua e, condensandosi, torna a essere acqua. Dai tre tratti simili a 三 che indicavano l'aria deriva anche una variante del carattere, ovvero 乞 (oggi indica "implorare" come prestito fonetico e non è più intercambiabile). Nonostante ci siano meno tratti, non significa che indichi "meno aria" siccome la versione originaria è sempre 三. Il fanqie è 去既切. |
| 菜      | cai4               | coi3                          | Il carattere indica le verdure ed è imparentato con 采 cai3, che infatti si nota in basso anche come chiave di lettura: questo carattere significa "raccogliere", per cui cai4 è "il raccolto; la verdura" ed è la visione frontale di una mano (oggi stilizzata come un artiglio, 爪, radicale Kangxi) che si avvicinano a una pianta o albero (木). Il carattere del raccolto/verdura aggiunge il radicale dell'erba in alto, cioè due ciuffi d'erba prima separati e oggi fusi in una stilizzazione: con sopra due ciuffetti d'erba 艸 (oggi fusi e stilizzati, formando il radicale dell'erba). Oggi il carattere può anche indicare gli alimenti in generale e il concetto di "raccogliere; collezionare". la chiave di lettura ritorna in 彩 cai3, che ha il radicale della ciocca di capelli e indicava probabilmente il "colore; tempera" in origine e che oggi indica il concetto di "variopinto, brillante, colore/sapore letterario". Se cai3 non si limita a indicare la pronuncia, indica allora il fatto che il colore si otteneva da elementi naturali come ad esempio le bacche raccolte dalle piante. La chiave di lettura appare come falso amico nel carattere 番 fan1, che oggi indica il numero di volte e che in origine raffigurava una zampa di animale (采) che lascia un'impronta sul terreno (田, falso amico di una risaia inquadrata dall'alto). In giapponese, questo kanji si usa anche per formare il superlativo. |
| 茶      | cha2               | caa4                          | Il carattere è una modifica di 荼 tu2, un carattere che indica le erbe amare; il tè, se non viene dolcificato, di base è amaro. Nel carattere 荼, in alto si può notare il radicale dell'erba, con un riferimento alla piantina coltivata di tè (scoperto in Cina, forse nel Sichuan, e esportato nel resto del mondo). In basso è presente la chiave di lettura 余 yu2, che è il pittogramma di una casa con il tetto spiovente di paglia (la parte in basso si è stilizzata ma la forma del tetto è riconoscibile come falso amico 人). Mentre il significato arcaico è andato perduto, la chiave di lettura yu2 ha iniziato a indicare il concetto di "rimasto; surplus, superfluo" e, come prestito fonetico durante la dinastia Shang, il pronome "io". Presumibilmente per questo motivo è nata la variante variante 舍 she3, in cui si nota il tetto spiovente in cima e sotto si vede l'aggiunta del radicale della bocca. La stilizzazione di questa variante ha portato a disegnare il radicale della lingua biforcuta 舌, che è quasi totalmente fuorviante. La pronuncia antica di 茶 è *drae, con una "d" retroflessa indicata in trascrizione Baxter dalla "-r-". |
| 吃      | chi1               | gat6 (吃) hek3 (喫)           | Il carattere indicava il concetto di balbettare ed è la visione frontale di una bocca spalancata (口, in passato sorridente) con del vapore sinuoso che esce (乞) e che sta a indicare le parole che escono con difficoltà per l'emozione, tensione o simili. Oggi indica il concetto di mangiare (cose concrete e astratte), probabilmente perché quando si parla mentre si è emozionati si "mangiano" le parole. Il carattere si è sovrapposto con il carattere 喫 chi1, che indicava specificatamente il concetto di mangiare insieme al pittogramma 食, oggi un radicale Kangxi. Per la precisione, il carattere 喫 è una bocca spalancata con accanto l'evoluzione del carattere 栔, che indicava il concetto di incidere (si vede un albero con dei tagli e un coltello) e che successivamente ha iniziato a indicare i documenti ufficiali (qualcosa di cui si lascia il segno di avvenimenti, patti e simili). Entrambi i caratteri finivano con uno stop e non avevano consonanti palatali. Un altro carattere in cui compare 乞, abbastanza raro, è 迄 qi4, che significa "arrivare": è il pittogramma 辵 chuo4 (un incrocio a T visto dall'alto (彳) con sotto un piede 止), dunque il radicale Kangxi del cammino, con accanto la chiave di lettura 乞 che forse indica il fiatone dopo un viaggio. |
| 出      | chu1               | ceot1                         | Il carattere indica il concetto di uscire/comparire ed è un piede inquadrato dall'alto (e poi di lato come 止) che esce da una grotta 凵 (negli altri caratteri, questo pittogramma indica una buca nel terreno). Una variante molto arcaica è 㞮, in cui in cima si vedono le dita dei piedi come falso amico (山). Xu Shen nello Shuowen Jiezi l'ha scambiato per una pianta che cresce a causa della sua stilizzazione fuorviante. Il carattere finiva in *-t. |
| 租      | zu1                | zou1                          | Il carattere indica l'affitto e il concetto di affittare; nel carattere, si mostra il radicale della piantina di cereale 禾 he2 per indicare come l'affitto di un campo venisse pagato con parte del raccolto. A destra, solo per indicare la pronuncia, si trova 且 qie3, il pittogramma di un altare in pietra lungo, sottile e con delle incisioni sul corpo. Oggi, come prestito fonetico, significa "inoltre" e il significato originale resta in 祖, che significa "antenato" (contiene il radicale Kangxi dell'altare sacrificale a tre gambe) e allude ai doni sacrificali fatti agli altari degli antenati per riconoscenza, supplica e venerazione nei loro confronti. La forma dell'altare è allungata o per caso o per riprodurre la scrittura cinese verticale (esattamente come si scrive su un listello di bambù rilegato o su un mokkan). Il pittogramma 且 si ritrova per indicare un altare sacrificale per sacrificare la carne tagliata, 俎. |
| 车      | che1               | ce1                           | Il carattere indicava il carro, mentre oggi indica il concetto generico di veicolo ed è pure un radicale Kangxi. Per la precisione, la versione tradizionale, 車, è una ruota di carro stilizzata con parte del telaio (le prime versioni del sinogramma avevano due o tre ruote). Come radicale, un carattere basilare in cui compare è 辆 liang4, che è il classificatore per i veicoli: è il radicale del carro con accanto 两 liang3, che in isolamento indica il numero due (come quantità). In origine 㒳 poi modificatosi in 兩 con l'aggiunta di un tratto orizzontale in alto, in base alle versioni più arcaiche secondo William Baxter è un raddoppio del carattere 丙 bing3 (in origine assomigliante a 内), che è il pittogramma di una coda di pesce o, secondo Xu Shen, di due spalle. Da qui si ottiene il raddoppio 内 > 㒳. Secondo un'altra interpretazione che però non si ricava dalle versioni più arcaiche, sarebbe il pittogramma di un giogo per animali a due posti. Indica il concetto di due (ma non come numero astratto siccome è 二) ma non indica la coppia, che è indicata dal classificatore 双 shuang1 in versione semplificata (la semplificazione mostra due mani destre 又 l'una accanto all'altra). |
| 打      | da3, da2           | daa1                          | Indica il concetto di colpire (e oggi anche quello di aprire) ed è una mano stilizzata a lato (手, radicale Kangxi) accanto a un chiodo 丁 ding1 (oggi 钉: si aggiunge il radicale del metallo stilizzato a lato, 金). Questa chiave di lettura metaforizza l'azione di picchiare e colpire, inoltre indicava anche la pronuncia originale: la prima attestazione del carattere è nello Shuowen Jiezi di Xu Shen, dunque risale al cinese degli Han orientali (25-220), e Xu Shen indica come fosse pronunciato 丁, ricostruito come *teŋ. Successivamente, la pronuncia di 打 è mutata in da2 per prestito dialettale è ha iniziato anche a indicare la dozzina, "un pugno" come quantità. Oggi il carattere si pronuncia da2 in quest'ultima accezione, mentre per dire "picchiare" e molti altri verbi la pronuncia è mutata in da3; la pronuncia arcaica resta nei dialetti Min e Wu, nel vietnamita "đánh" e nella pronuncia giapponese Go-on ちやう tyau > ちょう chō. Il pittogramma del chiodo si usa da solo come unità temporale tradizionale per un prestito fonetico. |
| 电      | dian4              | din6                          | Indica il concetto di fulmine (e oggi anche quello di energia elettrica) e nella versione tradizionale 電 si nota la nuvola oggi squadrata da cui scendono le gocce di pioggia (雨, radicale Kangxi della pioggia) e, sotto, un tuono molto ramificato (𦥔, 𢑚, 𠃬), che oggi si è squadrato in 电. In tre varianti arcaiche si può ancora notare come il tuono fosse ramificato: 𩃿, 𩃡 e 𩃓. |
| 话      | hua4               | waa6                          | Indica il concetto di parola (in passato, le "belle parole" e le lodi) e nella versione tradizionale 話 si nota il radicale Kangxi della parola (言, cioè una lingua umana che esce da una bocca spalancata, uguale al radicale Kangxi della lingua 舌) affiancato come chiave di lettura a un altro radicale Kangxi, quello della lingua (舌, una lingua biforcuta che esce da una bocca di serpente spalancata). Ma nella versione arcaica originale 䛡 era presente gua1 𠯑, un carattere oggi in disuso che indica in modo puntuale la lettura e significa "bloccare la bocca", per cui punta l'attenzione alla bocca. Il carattere 话 in cinese antico aveva una pronuncia molto simile a 曰 yue1, per cui Sagart (1999) sospetta una parentela etimologica tra i due. Quanto all'identità tra 言 e 舌, i due caratteri si differenziano per grafia, per sfumatura di significato (il secondo indica la lingua come organo, il primo la parola/lingua in senso astratto) e per origine: nel secondo si disegna una lingua biforcuta da esce dalla bocca di un serpente. |
| 大      | da4, dai4          | daai6                         | Indica il concetto astratto di "grande" in modo molto concreto, cioè ritraendo con visione frontale un uomo con le braccia spalancate e le gambe divaricate. Una versione arcaizzante è 亣 (il punto in cima è la testa). Il carattere è simile a 立. La pronuncia in primo cinese medio era doppia e da essa derivano oggi "da" e "dai"; la prima, in base al cinese antico, è la pronuncia originale. La seconda pronuncia è conservata in 大夫 dai4fu5, "dottore" ed è l'unica in coreano e vietnamita. In questo pittogramma, l'uomo è in visione frontale e con le braccia distese, come anche nei caratteri molto simili 立 e 太; in 人 è inquadrato in piedi di lato e con le braccia e gambe ben enfatizzate; in 勹 è inquadrato mentre è rannicchiato e piegato su se stesso (ma in bao1 包 è una placenta che avvolge un feto), in 尸 (versione originale 𡰣) è inquadrato di lato mentre è seduto (un'interpretazione secondaria vuole che sia sdraiato); in 因 è falso amico perché è sdraiato su una stuoia; in 夭 è proteso in avanti a correre o marciare energicamente (per indicare la giovinezza e il vigore giovanile); in卩, 㔾 e nella variante più tarda 卪 è inginocchiato e inquadrato di lato, mentre in 欠 e 旡 (< 㒫) idem ma in più ansima dalla bocca spalancata. Pertanto, la posizione in cui viene ritratto un uomo all'interno dei caratteri aggiunge significato al carattere e solitamente non è un'informazione secondaria. In 喫 è falso amico di un albero. Come chiave di lettura per indicare la sola pronuncia, si ritrova in da2 达, che indica il concetto di raggiungere e mostra il radicale del cammino (incrocio a T e impronta del piede). |
| 的      | de5, di1, di4      | dik1                          | Il carattere indicava il centro del bersaglio per le frecce e il concetto di "brillante". La versione arcaica più fedele al carattere originale è 旳, cioè il radicale Kangxi del sole (日, cioè un cerchio poi squadratosi con un pallino in mezzo per indicare lo splendore o forse per distinguerlo da 口 o caratteri simili, diventato poi un tratto orizzontale) messo accanto a un cucchiaio (勺, secondo lo Yupian 玉篇 era specificatamente un mestolino per raccogliere il vino e si vede un punto che indica una goccia di liquido nel cucchiaio; è pure un'unità di misura tradizionale simile a 斗, quest'ultima però era riferita ai decalitri e al cibo solido e non a modeste quantità di liquidi). Il carattere 的 dunque indicava una buona luce e il bersaglio. Il sole si è poi trasformato in 白 (bai2, che indica il colore bianco (è il pittogramma di una ghianda o forse di una fiammella). Dal significato di "bersaglio", per prestito fonetico è nato poi quello di moderna particella di determinazione, che ha soppiantato quella arcaica, 之. La pronuncia originale di1 si è dunque trasformata in de5 per lenizione, alla pari di liao3 > le5. Il carattere finiva in *-k. |
| 点      | dian3              | dim2                          | Indica il concetto di goccia, punto e accendere e in origine indicava il concetto di annerire. La versione arcaica 點 (variante 㸃) presenta il radicale Kangxi del colore nero accanto a 占. Il componente a fianco, 占, indica la pronuncia. Se la chiave di lettura non rappresenta la sola pronuncia, indica allora un oggetto annerito non qualunque: siccome il carattere significa "divinare", probabilmente si riferisce è ai gusci di tartaruga per le scapulomanzie, siccome in alto è raffigurata una screpolatura 卜 (in origine ㅏ e poi 𠁢, radicale Kangxi della divinazione) e sotto è disegnata una bocca spalancata che predice il futuro in base alle screpolature, secondo l'antico rituale della dinastia Shang e Zhou. I sinogrammi nacquero proprio per incidere dei concetti sulle ossa di tartaruga e scapole di bue per predire il futuro (es. predire se pioverà, se avverranno disgrazie ecc.). Quanto al colore nero 黒 (la versione kanji resta inalterata, mentre in cinese è diventato 黑), secondo Xu Shen è formato dalla canna fumaria di un caminetto acceso con due fiamme l'una sull'altra 炎, ma l'interpretazione è scorretta e deriva dalla stilizzazione del carattere: in base alle ossa oracolari, era un uomo 大 con la faccia tatuata con inchiostro indelebile 𡆧 come punizione nella Cina pre-Han. Per la precisione, il nome storico della punizione del tatuaggio in faccia è 墨 mo4, carattere che oggi indica l'inchiostro: il radicale Kangxi della terra/polvere 土 indica in modo plateale il fatto che questo pigmento "nero" (黒) si otteneva dalla fuliggine ("polvere nera") pestata, filtrata e unita alla resina degli alberi fusa in un pentolino come collante denso; il carattere in cima è hei1, ma in cinese antico aveva una pronuncia simile a mo4, per cui i due vocaboli sono imparentati (inchiostro-nero). Il radicale della terra è il pittogramma di un cumulo di argilla sul terreno o sulla ruota/tornio di un vasaio. L'Imperatore Wen abolì le storiche Cinque Punizioni perché fu convinto dalla lettera della figlia di un condannato, Ti Ying 緹縈. Il carattere dian3 finiva con la codina nasale *-m, che durante il Primo Mandarino (khanato mongolo) e il Mandarino Medio (Dinastia Ming, albori della Dinastia Qing) si è assimilata in -n ma è ritenuta nei dialetti conservativi, in coreano, in vietnamita e nelle pronunce go-on più arcaiche in giapponese. |
| 脑      | nao3               | nou5                          | indica il cervello e, in base alla versione arcaica 匘 riportata da Xu Shen, è un cumulo di capelli (come falsi amici del pugnale e dei flutti d'acqua) con accanto una fontanella su un cranio non ancora chiusa (囟 xin4, presente anche in 𢙦, 恖 > 思, "pensare", e nella versione tradizionale del sinogramma che indica il bambino piccolo, 兒 > 儿, cioè una fontanella sopra due gambine). Il carattere poi si è modificato in 腦 siccome ha subito l'aggiunta del radicale Kangxi della carne scritto a lato (月, da non confondere con il radicale Kangxi della falce di luna). Il carattere 巛 anche qui è un falso amico di 川 perché indica il ciuffetto di capelli sulla testa del neonato, presente pure in 㜽 e 𡿹 (varianti di 子). La fontanella si è poi semplificata siccome ha perso il ciuffetto di capelli. Quanto al radicale della carne, la versione in isolamento è 肉 rou4 ed è un pezzo di carne con dentro due striature 仌 per indicare la forma dei tendini. |
| 视      | shi4               | si6                           | Indica il concetto di guardare e la versione tradizionale è 視. Il carattere è fuorviante siccome la versione originale nelle ossa oracolari non ha nulla a che fare con l'altare sacrificale a tre gambe 示: semplicemente, era un carattere quasi identico a 見 jian4: è un occhio 目 in origine messo in orizzontale con sotto due gambe; la differenza con jian4 è che shi4 mostrava un uomo inginocchiato e non in piedi. L'occhio poi si è mutato in 見, oggi 见, per cui l'uomo è in piedi, e si è aggiunto l'altare 示 come chiave di lettura per indicare la sola pronuncia, ma la sua posizione a sinistra è fuorviante siccome può essere scambiato come radicale. Una variante in disuso che mostra bene come l'altare sia solo una chiave di lettura per la pronuncia è 眎. |
| 影      | ying3              | jing2                         | Indica il concetto di ombra, traccia e immagine ed è il sole sopra una torre di guardia che produce un'ombra indicata con tre tratti sinuosi, oggi stilizzati come il radicale Kangxi della ciocca di capelli in modo parzialmente fuorviante; oppure, è il sole che illumina una torre e la rende visibile. In più, il componente a sinistra (la chiave di lettura) può apparire da sola ed è il sinogramma che indicava la luce del giorno, il concetto di "luminoso" e oggi il paesaggio, 景, siccome il paesaggio intorno a sé è ciò che mostra il sole battente alla vista. La torre come chiave di lettura indica solo la pronuncia. |
| 东      | dong1              | dung1                         | Indicava in origine un sacco senza fondo e dunque chiudibile con un legaccio in entrambe le estremità ed è il pittogramma di questo sacco legato 束 shu4 (pronuncia più arcaica su4 e che oggi significa "mazzo") con l'aggiunta di un tratto orizzontale per distinguere i due caratteri. La legatura si è stilizzata come 木 e presumibilmente le etimologie che indicano come il sacco contenesse dei legnetti da ardere derivano dalla stilizzazione. La versione tradizionale è dunque 東 e, in base alla pronuncia in cinese antico, i due caratteri avevano anche una pronuncia simile. Secondo Xu Shen, significava "muoversi" (东，动也) e da lì probabilmente ha assunto il significato di "est", cioè il punto da cui sorge il sole. Secondo i commentatori dell'epoca Qing, il carattere era il sole 日 che sorgeva da dietro un albero, 木, ma questa etimologia è sicuramente folk e errata e non fa uso delle prime attestazioni. Nella versione semplificata, si nota ancora un tratto orizzontale che indica un pezzo di corda usata come legaccio, la forma del sacco e la chiusura in basso. La semplificazione è simile a 車 > 车. Il carattere ritorna come chiave di lettura in 冻 dong4, che indica il concetto di congelare: è il pittogramma di due striature sul ghiaccio o due pezzi di ghiaccio 仌 (radicale Kangxi del ghiaccio) accanto a un sacco chiuso 東. In origine indicava sia il ghiaccio in generale che il ghiaccio spesso (厚冰), quindi un sacco di ghiaccio; questa etimologia si baserebbe su un parallelo con il carattere raro e non semplificato 涷 dong1, attestato nel periodo pre-Qin e che indica la pioggia torrenziale, quindi un sacco di pioggia. Un secondo carattere abbastanza diffuso in cui compare è 栋 dong4: è il radicale Kangxi dell'albero 木 con accanto 東 come chiave di lettura presumibilmente per indicare solo la pronuncia ed è il classificatore per gli edifici (non tutti: le ditte e le scuole hanno altri due classificatori). In passato indicava la trave orizzontale principale del tetto e anche la trave/pilastro portante verticale che sorregge il tetto di un intero edificio; entrambe potevano essere in legno. Ques'ultimo carattere è attestato a partire dallo Shuowen Jiezi. |
| 西      | xi1                | sai1                          | Indicava il concetto di nido d'uccello e, in base a quanto si vede dalle ossa oracolari, era il pittogramma di un nido, simile a 囪 e 囟, a cui poi si è aggiunto un tratto sinuoso in cima che raffigura un uccello di profilo. Una versione arcaica molto vicina a questo sinogramma è 㢴. Il sinogramma poi si è semplificato, per cui il nido è in basso, appena accennato e schiacciato, mentre in cima ci sono due gambe che indicano le zampette dell'uccello. Secondo Xu Shen, il significato "ovest" deriva dal fatto che quando il sole tramonta va verso ovest e gli uccelli tornano nel nido. Il significato originale si conserva ancora nel sinogramma 栖 e 巢 (quest'ultimo, secondo Xu Shen, in origine indicava gli uccellini su un albero e non in nidi inseriti in buchi e cavità: è un albero 木 con un nido sopra 田 e tre uccellini 巛, per cui i fluttui d'acqua possono essere falsi amici di uccellini e di capelli). In cinese antico, questo carattere iniziava in un cluster con /n/ al secondo membro siccome è chiave di lettura in nai3 迺, una variante di 乃. |
| 都      | dou1, du1          | dou1                          | Indica il concetto di città capitale e oggi si usa anche come avverbio per dire "tutti". A destra, si nota la versione attuale del radicale Kangxi della città, 邑, cioè una zona recintata 囗 con una persona in posizione seduta 巴 per indicare il concetto di risiedere in pianta stabile e da sedentari in un posto delimitato (qui 巴 è falso amico del serpente). A sinistra è presente la chiave di lettura 者, che in cinese classico e in taluni vocaboli anche oggi è un nominalizzatore. Anche la chiave di lettura è un falso amico perché in realtà è la semplificazione di 渚 zhu3, che indica le parti di terreno in mezzo all'acqua (gli isolotti) o le spiagge, rive e lidi, dunque terra vicino a distese idriche (水, radicale Kangxi) e da cui possono crescere per esempio degli arbusti. Indica quindi le antiche città costruite vicino a distese idriche. Il carattere 者 da solo invece è la versione antica di 蔗 zhe4, cioè la canna da zucchero: 者 è una piantina da cui gocciola del liquido dolce (in alto, oggi molto squadrata e poco riconoscibile) e, in basso, una bocca sorridente e spalancata 口 poi mutata nella bocca con un oggetto dolce infilato dentro, 甘 (radicale Kangxi, "dolce"), oggi stilizzata in questo carattere come 曰 (falso amico siccome la bocca non emette sbuffi d'aria per parlare). Il sinogramma è stato usato come particella forse perché preso come prestito fonetico. Quanto alla canna da zucchero, il carattere originale è cambiato completamente e ha il radicale dell'erba e una chiave di lettura per la sola pronuncia 庶 (versione arcaica ma fuorviante 𢉙, versione originale 𤇈 ovvero la pietra con il radicale del fuoco in basso); la chiave di lettura in origine indicava l'atto di cuocere su pietra, mentre come prestito fonetico ha iniziato a indicare "molti, numerosi". Il significato originale rimane in 煮 zhu3, versione arcaica 煑, in cui la canna da zucchero come chiave di lettura indica la sola pronuncia. Quanto al radicale 甘, oggi è raro per indicare il concetto di "essere dolce", ma si ritrova nel termine moderno 甜 tian2, una lingua biforcuta 舌 (per disambiguare la lingua a livello anatomico e fisico) messa accanto al carattere in questione, che indica anche in parte la pronuncia che terminava in *-m. |
| 读      | du2                | duk6                          | In caratteri tradizionali 讀, in origine indicava il concetto di dire ad alta voce, dunque di "declamare le poesie" (in questo senso, il radicale 言 è molto chiaro); oggi indica il generico concetto di leggere (mentre leggere ad alta voce è 朗读). Probabilmente, il vocabolo "leggere" non poteva esistere prima dell'invenzione della proto-scrittura, per cui è stato coniato con la nascita della scrittura, presumibilmente durante il cinese antico; da lì è stato assunto nelle lingue sino-tibetane come prestito dal cinese. Il carattere è imparentato con 讟 du2 (semplificato in 𮙋) a livello etimologico e grafico; questo carattere in disuso significa "denuncia; calunnia", dunque l'atto di dire accuse vere o false ad alta voce. Il componente a destra in 讀 è 𧷏 yu4 (variante 𧶠), che significa "vendere" ed è in disuso e spesso confuso con 賣. Yu4 contiene un carattere che indica "obbedienza; armonia" 睦 mu4 (cioè un grande cumulo di terra 坴 lu4 e il radicale dell'occhio in origine in basso al carattere) e, sotto "obbedienza", il radicale della conchiglia 貝 mostra un mollusco simile a un'ostrica aperta in due, con le due metà ancora attaccate e le striature. Il sinogramma si è poi trasformato in un blocco unico, ma due tratti in basso indicano ancora l'apertura in due. La conchiglia nell'antica Cina era usata come moneta prima di essere soppiantata dalle prime monete in metallo, che solitamente avevano la forma di un'ascia; a volte avevano un buco in mezzo per poterle legare insieme in una collana. Quindi, il carattere "vendere" indica la compravendita (conchiglia) e l'obbedienza/armonia. Se la chiave di lettura non si limita a indicare la sola pronuncia, si può vedere un parallelo con l'italiano "pagare" > latino "paucare", appagare, o uno scambio alla pari in valore o un'obbedienza dei venditori alle richieste dei clienti ma tali etimologie non sono mai state discusse e dunque approvate o scartate. 賣 mai4 (oggi 卖, versione originale 𧷵) è il carattere in uso tuttora per indicare concetto di vendere. Per la precisione, 𧷵 mai4 ha in alto una stilizzazione di 出 e in basso il carattere 𧵽 (mai3, comprare, cioè una rete 网 e una con una conchiglia. La parte in basso si è poi mutata forse per confusione tra caratteri in 買 > 𧹒. Quindi, se qualcuno va a comprare, si sta vendendo qualcosa: "vendere" è la forma esoattiva di "comprare" in etimologia e semantica siccome l'azione è diretta al di fuori del soggetto. Il nesso tra dire ad alta voce e vendere può essere trovato nelle grida dei mercanti, ma il nesso semantico non è confermato. Anticamente 读 finiva in *-k. |
| 对      | dui4               | deoi3                         | Indica il concetto di giusto/corretto e "verso/nei confronti di..." (對) ed è il disegno di 丵 zhuo2, che è un attrezzo per incidere il terreno per delimitare un confine che è dentellato in cima; è simile al pittogramma del coltello 辛 e 䇂, usato per esempio per accecare gli schiavi. Zhuo2 che oggi indica l'erba che cresce a mucchi/cluster; il significato arcaico è rimasto in 鑿 (radicale del metallo e chiave di lettura 𥽿 contenente l'attrezzo). Per tutti questi motivi, le ricostruzioni che lo interpretano come un candelabro sono errate siccome non hanno legami con la lavorazione del terreno. A destra, è presente una mano stilizzata che regge questo attrezzo e sotto all'attrezzo è presente il terreno 土, poi ridotto a una linea orizzontale 一. Il significato arcaico di "separare terreni" si è poi modificato in "rispondere; nei confronti di"; si è poi aggiunto quello di "coppia (inseparabile)" (e.g., una coppia di calzini) presumibilmente per analogia con il fatto che una risposta si accoppia sempre a una domanda. Per distinguere i due significati, è nata la variante 𡭊 riportata da Xu Shen, a cui si è aggiunto il radicale della bocca per indicare l'atto di rispondere. L'attrezzo poi è stato semplificato in una mano destra (又) totalmente fuorviante; nella versione kanji è presente un tratto in alto per cui il carattere è 対, ma anche quest'altra versione è totalmente fuorviante siccome l'attrezzo può essere scambiato per il radicale della letteratura, 文, in base per esempio a un parallelismo con il nome proprio 刘 Liu2. Etimologicamente, la sillaba dui4 in cinese antico finiva in *-p, esattamente come 答 da2, che significa "rispondere". Pertanto, i due vocaboli sono imparentati. |
| 起      | qi3                | hei2                          | Indica il concetto di alzarsi ed è il radicale del cammino (走, cioè un uomo in movimento stilizzato come 土 e sotto il pittogramma del piede 止) messo accanto alla chiave di lettura 己, fuorviante perché in origine era 巳 si4, cioè il pittogramma di un feto (una testa squadrata con sotto il resto del corpicino). Due versioni arcaiche che si avvicinano all'originale sono 𧺫 e 𨑔. Il carattere indicava precisamente il concetto di alzarsi in postazione eretta e iniziare a camminare; poi il significato di alzarsi si è generalizzato ed è anche diventato astratto (e.g., apparire). Secondo Xu Shen, la chiave di lettura del carattere 巳 è un altro pittogramma di un serpente e indica la sola pronuncia e tale interpretazione è forse viziata da una somiglianza con 巴 e dal fatto che si4 nello zodiaco cinese simbolizzava il serpente. Ma la sua ipotesi non riesce a collegare il significato del carattere con la chiave di lettura, non collega questa componente con lo stesso identico componente in 包 bao1 ("borsa"; in origine, il pittogramma di una placenta che avvolge un feto) e 胞 bao1 ("placenta; ventre [forse femminile con riferimento alla gravidanza o alla fertilità]" e oggi anche "cellula"). Originariamente, la pronuncia era non palatalizzata. Un altro carattere in cui il radicale compare è 越 yue4, che significa "sempre più..." e in origine, come il radicale stesso indica, significava "agire, muoversi": in origine era 戉 yue4, il pittogramma di un'ascia da guerra messa in piedi (il manico, simile a 工, è diventato un lungo tratto obliquo a destra; il gancio a sinistra è la lama). In un secondo momento è stato aggiunto il radicale. Questo carattere si usa nel nome del Vietnam, 越南, indica che la sillaba in Primo Cinese Medio terminava in *-t e il significato originale resta preservato nel carattere 钺 yue4, che contiene il pittogramma del metallo 金 (radicale Kangxi). |
| 多      | duo1               | do1                           | Indica il concetto di "molto, tanto" e sono due pezzi di carne messi insieme, schiacciati perché raffigurati l'uno sopra l'altro (月+月), stilizzati in modo simile a 夕, fuorviante. La versione più arcaica e identica all'originale è 𡖈. La pronuncia originale era */ta/. La duplicazione o triplicazione di un pittogramma per indicare il concetto di grande quantità è presente anche in altri caratteri come 林, 众, 炎 e 品 (in 从, 北, 双, 比, 两, 二, 孖 e 辩 invece indica letteralmente una coppia). Il carattere duo1 in cinese antico iniziava con un cluster con /t/ al secondo membro, per cui sarebbe imparentato con 庶 shu4 ("molti" < *-t-) e forse anche con 大 ( da4 "grande"). |
| 少      | shao3              | siu3                          | Indica il concetto di "poco" ed è il pittogramma di quattro trattini per simbolizzare "pochi elementi; scarso; mancare; ridurre" o per rimandare a dei granelli di sabbia. Questi trattini si sono poi allungati e stilizzati. Da questo pittogramma deriva il sinogramma che indica la sabbia, 沙, cioè l'acqua con accanto la sabbia oppure l'acqua accanto al concetto di "mancare", siccome la spiaggia è una distesa di sabbia su cui manca l'acqua. Il carattere shao3 potrebbe essere etimologicamente imparentato con 小 xiao3 siccome la grafia e la pronuncia in cinese antico è simile. |
| 儿      | er2, -r            | ji4                           | Come già accennato, è in origine il pittogramma di un bambino con la fontanella ancora aperta (囟 resa come 臼, falso amico del radicale Kangxi del mortaio) e due gambe in basso (儿, da cui si ottiene dunque 兒). Oggi rimangono solo le gambe. Si usa per indicare il figlio e, nelle varietà del nord, si usa pure per marcare l'erizzazione/rotacismo a fine sillaba, cioè una sorta di "-r" non vibrante e senza contatto tra organi aggiunta a fine sillaba, solitamente in corrispondenza di un'elisione colloquiale di un'altra sillaba. |
| 二      | er4                | ji6                           | Indica il numero due come concetto astratto (e non come quantità concreta) ed è due tratti orizzontali messi l'uno sull'altro, cioè un raddoppio di 一: quest'ultimo è un listello di abaco fatto in bambù messo in orizzontale. Aggiungendone un altro listello, si ottiene in numero due. Aggiungendone un altro ancora, si ottiene il numero tre, 三. Aggiungendo il quarto, si ottiene la versione arcaica del numero quattro, 亖. Il carattere 二 si trova pure come chiave di lettura nel carattere 仁 ren4, che indica l'umanità/compassione, un elemento basilare dell'etica confuciana: è il radicale Kangxi di una persona 人 con accanto il numero due, per indicare l'affinità tra due persone (表示人與人之間的親和關係). La versione originale è 𡰥 (l'uomo è cioè seduto, 尸), dopodiché in 仁 il radicale Kangxi della persona indica anche la pronuncia del carattere. Una variante del periodo degli Stati Combattenti è 忈, per cui mostra il radicale del cuore e forse anche una diversa pronuncia. |
| 饭      | fan4               | faan6                         | In origine significava "mangiare", mentre oggi indica sia il cibo in generale, sia il riso cotto (il riso crudo è 大米). È il radicale Kangxi del cibo 食 (versione arcaica 𩚁) accanto alla chiave di lettura 反, da cui si ottiene 飯. 𩚁 per la precisione è una bocca aperta di forma vagamente triangolare 亼 (interpretata a volte come un coperchio a punta, ma anche in altri caratteri tale forma riproduce una bocca) sopra 皀 xiang1 (pronuncia originale), una ciotola piena di riso cotto con un sostegno sotto (stilizzato già nell'antichità in modo fuorviante come 匕, per cui alcune etimologie indicano questo componente come un mestolo siccome non consultano le versioni sulle ossa oracolari e non tengono conto che tale pittogramma in origine indicava una daga/pugnale). La chiave di lettura 反 è il radicale del dirupo (che indica anche la pronuncia) con una mano destra accanto e significava "arrampicarsi" (significato arcaico preservato in 扳 ban1) e "nuovamente", con un significato iterativo che forse deriva dai movimenti ripetuti delle mani in un'arrampicata; significava anche "ritornare", per cui indica un movimento reiterato ma a ritroso. Nel carattere fan4, tale chiave di lettura forse rimanda al fatto che che quando si mangia, le posate e la mandibola si muovono in continuazione facendo sempre lo stesso movimento reiterato; altrimenti, indica solo la pronuncia. Il radicale oggi appare semplificato in ogni sinogramma. Il carattere 反, come anche il carattere 切, si usa anche come abbreviazione per indicare un antico sistema di indicazione della pronuncia dei sinogrammi detto "fanqie" 反切 e reperibile già nello Shuowen Jiezi 说文解字 di Xu Shen 许慎, nel rimario Qieyun e nella sua espansione, il Guangyun. Il carattere 皀 ritorna in 卽, poi stilizzato come 即, che è la ciotola di riso cotto con il sostegno accanto a una persona inginocchiata in visione laterale, pronta a mangiare siccome il carattere significava in origine "venire a mangiare" e poi "avvicinarsi" e come prestito fonetico "se; anche se/sebbene/nonostante". Ritorna anche in 旣, poi stilizzato in 既, che è lo stesso carattere, ma la persona ha in più la bocca spalancata forse per esprimere difficoltà siccome significa "già; finire" (con un riferimento all'avere già mangiato). Infine, la chiave di lettura fan3 ritorna pure nel carattere "tornare" 返, affiancato al radicale Kangxi del cammino in un incrocio, 辵: questo carattere si riferisce solo al significato "ritornare" e dunque di effettuare un cammino, come indica il radicale. Una variante derivata da una semplificazione è presente nel Liushutong di epoca Ming ed è 𢓉. |
| 店      | dian4              | dim3                          | Indica il concetto di negozio e albergo (in origine il magazzino dove conservare le merci prima della vendita) ed è l'ideogramma di un edificio (radicale Kangxi dell'ampiezza 广: si nota un tetto e una parete) con sotto la contrazione di 坫 dian4, che indica in modo molto puntuale la pronuncia e significa "屏" ("proteggere, schermare") secondo Xu Shen. Inoltre, indicava una piattaforma di terra su cui i commercianti esponevano la merce in vendita ma che in realtà aveva anche altri usi (per esempio, ci si poggiavano sopra i calici vuoti dopo che si beveva tra amici o le offerte in un tempio). Un altro significato con diversa pronuncia è "mettere la bara nella buca prima del funerale", ma la pronuncia in chiave di lettura è molto diversa (zhen1). In sintesi, il negozio è un posto con le piattaforme per esporre i prodotti in vendita. Anticamente finiva in *-m. |
| 飞      | fei1               | fei1                          | Indica il concetto di volare e la versione originale è 𮨶, poi 飛. Esso è il pittogramma di un uccello in visione laterale mentre sta per prendere il volo: nella versione tradizionale si vedono due ali, le zampe e parte del corpo Dopo la semplificazione, resta solo un'ala. Fa parte dei radicali Kangxi. Anticamente iniziava con un suono bilabiale seguito da /j/-. |
| 机      | ji1                | gei1                          | Indica la macchina da cucire 机杼 ji1zhu4 (e oggi un macchinario in generale, anche elettronico) e di opportunità e in origine si disegnava 機: è l'ideogramma di un albero 木 per indicare il legno di cui è fatta la macchina, con accanto 幾 o 㡬 due pendagli composti da bozzoli di bachi da seta (𢆶) e sotto 戍 shu4, la chiave di lettura che significava "difendere" (mostra un'arma affilata 戈 con sotto un uomo 人). Il soldato non sarebbe un riferimento al taglio della seta, quanto a una cura, attenzione e premura verso qualcosa. In alternativa, tutto il carattere indica una balestra in legno con un filo (弩機), significato che si accoppia bene con l'immagine del soldato. Xu Shen si limita a indicare il significato di "opportunità". La chiave di lettura da sola, con un riferimento alla seta fine e tagliata, indica una piccola quantità, come già diceva Xu Shen. Oggi si usa anche nelle domande per dire "quanti?" riferito a piccole quantità. La chiave è oggi semplificata come 几 ji1, a sua volta radicale Kangxi e indicante un tavolino inquadrato di profilo, per cui si vedono due gambe (e.g., il tavolino da tè è 茶几, piccolo e basso). In origine il carattere era squadrato e una variante arcaica più squadrata ma con un tratto extra in basso forse per indicare il terreno o pavimento è 𠀃. In origine la sillaba non era palatalizzata. |
| 分      | fen1               | fan1                          | Indica il concetto di dividere ed è l'oggetto tagliato in due 八 con sotto il coltello 刀 (a sua volta radicale Kangxi). In origine era quasi in mezzo alle due metà, poi è stato spostato più in basso. Anticamente iniziava con un suono bilabiale. |
| 钟      | zhong1             | zung1                         | Indica il concetto di unità temporale (si usa con ore e minuti) e in origine era scritto 鍾, una versione più arcaica è 鐘 e indicava la campana che scandisce i momenti di una giornata. Il radicale del rame, poi "metallo" e "oro" 金 (versione arcaica 𠊍) secondo Xu Shen e le interpretazioni moderne, in cima ha la chiave di lettura 亼 (versione arcaica di jin1 今, cioè una bocca che parla sorridente 口 capovolta al contrario e con sotto un trattino 一). Una bocca stilizzata in modo simile si trova anche nei caratteri 食, 命 e 令 (il primo indica "mangiare", gli altri due indicano gli ordini). Il disegno è dunque chiaro, ma il significato è controverso: può indicare l'atto di non parlare, oppure indica l'atto di tirare la lingua verso il basso perché intenta a bere o mangiare, oppure indica "gemere" (oggi 吟), oppure indica qualcosa di contenuto in bocca e dunque il concetto di "contenere", oggi han2 含; in più, indica anche il dimostrativo "questo" riferito a momenti temporali come prestito fonetico. Dopodiché, riguardo alla parte inferiore di 金 le interpretazioni divergono siccome Xu Shen in basso descrive la terra con dei minerali, mentre le interpretazioni moderne indicano due pezzi di metallo e 王 wang2, che oggi indica il sovrano ed è il pittogramma di un'ascia rituale. A destra, la chiave di lettura originale è 重, versione arcaica 𡍴: è l'immagine di un uomo con la schiena piegata in cima con sotto il sacco rilegato 東 e in basso il terreno: indica il concetto di pesantezza e, successivamente, di gravità e importanza; come prestito fonetico chong2, indica il concetto di "nuovamente". Le interpretazioni di questo carattere come una campana non sono basate sull'osservazione delle prime versioni attestate nei bronzi Zhou. La chiave è stata poi sostituita da 中 zhong1, che indica il concetto di centro: è il pittogramma di un palo con un vessillo che si scuote nel vento (oggi resta solo il palo) piantato in mezzo a un terreno per attirare persone o mostrare la direzione del vento; il cerchio in centro, oggi squadrato, forse era un tamburo; inoltre, la pronuncia in cinese antico era *truŋ, che è un suono onomatopeico che ricorda quello di un tamburo. Il carattere 中 si trova come chiave di lettura anche nel carattere 种, che indica l'azione di coltivare e si usa anche come nome-classificatore per il "tipo/specie": il pittogramma del cereale 禾 (radicale Kangxi) indica molto bene l'azione di coltivare e rende la sfumatura di "tipologia di pianta", oggi invece universale. La chiave di lettura invece riproduce l'azione di piantare qualcosa in mezzo a un terreno, ma non è la versione originale: essa è 種. La chiave di lettura, se interpretata come chong2 "di nuovo", si lega bene all'agricoltura siccome è un ciclo di nascita e rinascita continuo. Quanto invece a 童 (un carattere molto simile), esso indica sia la pupilla, sia il significato moderno di "bambino": entrambi i significati sono spiegabili dal fatto che il carattere, nella versione originale sulle ossa oracolari, è il pittogramma di un coltello 辛 con sotto un giovane schiavo inginocchiato con un occhio enorme al posto della testa, simile a 見. Poi, nelle versioni sui bronzi Shou, il carattere è stato molto compresso siccome in basso si è aggiunto 東 dong1 come chiave di lettura per la pronuncia. Parte dei componenti viene preservata nell'antica variante 𬔥: si vede a lato il coltello (stilizzato in modo fuorviante) e accanto una persona in piedi sul suolo (𡈼 ting3, variante più conservativa 𡔛) con sotto una stilizzazione fuorviante del sacco rilegato come 里: l'occhio, componente fondamentale, è sparito. Il carattere moderno è ancora più fuorviante siccome è sparito anche il corpo del giovane schiavo: restano solo un coltello e un sacco irriconoscibili. Da questo carattere deriva il sinogramma che indica la pupilla, 瞳, e quello che indica il giovane schiavo, 僮. |
| 高      | gao1               | gou1                          | Indica il concetto di "alto, altezza", è anche un radicale Kangxi ed è il pittogramma di una torre. Una versione arcaica è 髙 e da essa si riconosce il tetto, il corpo della torre e una bocca che fa da ingresso. Nella versione attuale, parte della cima della torre è diventata una bocca, il che rende il carattere fuorviante. Il carattere si usa pure come chiave di lettura per la pronuncia: per esempio, in 稿 gao3 indica la bozza (qualcosa di grezzo; anticamente indicava lo stelo dei cereali, che per l'appunto è lungo e alto. Forse il significato di grezzo deriva dal fatto che viene separato dai chicchi e dall'involucro dei chicchi e buttato via o dato da mangiare agli animali da allevamento: la paglia è proprio il sottoprodotto agricolo per eccellenza che viene dato da mangiare ai capi di bestiame), mentre in 镐 indica il piccone (secondo Xu Shen, indicava in origine un utensile di metallo per riscaldare il cibo. Qui indica solo la pronuncia). Un terzo esempio è il carattere che indica la crema/pomata/unguento, 膏: in basso si aggiunge il radicale Kangxi della carne 月. In origine indicava il grasso liquido, contenuto nella carne e considerato la arte più prelibata, il che spiega la chiave di lettura di "alto". |
| 兴      | xing4, xing1       | hing1                         | Indicava il concetto di innalzare (oggi ha un significato più astratto) e la versione originale è simile a 舁 (variante 𦥠), sono un paio di mani in alto e tradizionale (𦥑 ju2, stilizzate poi come 臼, falso amico del mortaio), le stesse mani che compaiono in 學 intente a manipolare i listelli in bambù di un abaco ("studiare"; vedi avanti), e un paio di mani in basso; esse poi reggono tutte quanteㅒ, cioè il pittogramma di un piatto o coppa a cui successivamente si è aggiunto un punto dentro (凡). Il carattere si è poi modificato in 興 (variante 𢍯) per l'aggiunta di 同 tong2, che rimarca la cooperazione a livello di significato; il piatto, a causa dello spazio insufficiente, si è compresso in un tratto orizzontale irriconoscibile. la semplificazione ha lasciato solo il tratto orizzontale e qualche trattino per indicare le mani, per cui gran parte del carattere è irriconoscibile. Anticamente l'aspirazione non era palatalizzata, come mostra anche il cantonese, e la pronuncia originale è xing1. |
| 个      | ge4, ge5           | go3                           | Il carattere è la seconda metà del radicale del bambù 竹 (亇 > 个). Nel radicale del bambù scritto in forma estesa, in base al pittogramma, si notano due foglie di bambù cascanti verso il basso (i due tratti verticali sono proprio la stilizzazione delle foglie: non c'entrano con le canne). Secondo Xu Shen, il bambù è "un tipo di erba che cresce durante l'inverno". Il significato originale era "rinforzare con il bambù", mentre oggi si usa come classificatore generico. Ma il carattere già in passato era la semplificazione della sua versione tradizionale 箇, poi evoluta in 個: il radicale del bambù è stato sostituito da quello della persona. Il significato originale, siccome la chiave di lettura indica il concetto di durezza e solidità, era quello di rinforzare qualcosa con il bambù (固 è un oggetto "chiuso da tutte le parti" come un recinto 囗 e con l'immagine 古, ovvero la contrazione del carattere 盾 che indica lo scudo e il radicale della bocca 口 per indicare il concetto astratto di forza e indicare in parte anche la pronuncia). La semplificazione ha poi ripreso e ufficializzato l'antica variante 个. |
| 工      | gong1              | gung1                         | Indica il concetto di lavoro, è una squadra da carpentiere ed è pure un radicale Kangxi. Nella prima versione del pittogramma nelle ossa oracolari era presente una 丅 con sotto 口, poi assottigliatasi in un tratto orizzontale. In una seconda versione, oggi in disuso, sono presenti dei tratti accanto al radicale, 𢒄, che Xu Shen interpreta come una mano che regge la squadra. Secondo un'altra interpretazione, è un attrezzo per pestare il terreno e/o tagliare l'erba: 口 visibile sulle ossa oracolari era la lama, simile a quella di un'accetta, mentre i tre segni sarebbero i solchi sul terreno pestato; poi si è stilizzato fino a ricordare l'ascia rituale 王. Il vocabolo è imparentato con 功 gong1, che indica il merito e la vittoria siccome è qualcosa che in meritocrazia si ottiene con il lavoro (e anche la forza); qui, la squadra da carpentiere o attrezzo per pestare il terreno indica anche la pronuncia. Il vocabolo è anche imparentato con 攻 gong1, "attaccare" (il concetto di lavoro e 攴 pu1, una mano che regge un'arma) siccome attaccare implica uno sforzo o forse in riferimento alla lama dell'attrezzo per colpire il terreno; anche in tal caso indica pure la pronuncia. Il carattere gong1 si può utilizzare anche come chiave di lettura: per esempio, nel carattere 江 (radicale Kangxi dell'acqua 水) indica un fiume di grosse dimensioni, come lo Yangtze 长江 o il fiume Han 汉江. Si usa pure in 缸 gang1 per indicare un vaso o giara di argilla o porcellana. Si ritrova anche in 红 hong2 per indicare il colore rosso: il radicale dei bozzoli di seta si riferisce all'attività di colorazione della seta. Infine, si ritrova in 虹 hong2 per indicare l'arcobaleno: il radicale dell'insetto (in realtà il pittogramma di un serpente) si ricollega alla versione originale nelle ossa oracolari dell'arcobaleno, disegnato come un drago con due teste. |
| 作      | zuo4               | zok3                          | Indica il concetto di fare/produrre ed è il radicale della persona accanto a 乍 zha4 (versione vicina all'originale 𠆦), il pittogramma di due V l'una sull'altra che indica la lama di un'ascia che taglia un albero per ripulire una zona dalla vegetazione. Zha4 ha poi iniziato a indicare il concetto di "improvvisamente" come prestito fonetico e il concetto di lavoro (per cui poi ha subito l'aggiunta dell'uomo a lato). Il concetto originale resta nel carattere 柞 zuo4, che mostra il radicale dell'albero. Le interpretazioni che indicano zha4 come un colletto sono errate e forse si basano su zhai3 窄, che significa "stretto, angusto", ma è un carattere attestato successivamente allo Shuowen Jiezi; altrimenti, fa riferimento a zuo4 做, che si riferisce al fare vestiti. Effettivamente, il carattere è imparentato etimologicamente e ha lo stesso radicale, ma le affinità si fermano qui. Xu Shen spiegava che zha4 significava 止, cioè "fermarsi", ma la sua spiegazione è errata e non fa alcun riferimento a vestiti. Siccome indica pure il concetto di "immediatamente" come prestito fonetico, si usa nel carattere 昨 per indicare il concetto di "ieri", con il radicale del sole 日 per indicare il movimento del sole e dunque lo scorrere del tempo e accanto il concetto di "immediatamente, poco tempo passato": ieri non è un anno fa. |
| 狗      | gou3               | gau2                          | Indica il cane ed è il radicale del cane inquadrato di lato (犬, che se utilizzato per indicare il cane è un arcaismo) con accanto la chiave di lettura 句 ju4 (versione conservativa 𠯶), che in origine non era colpita da palatalizzazione (era simile a "kiù"). Per approfondire cosa sia questa chiave di lettura, è un pittogramma di due corde annodate (jiu4 丩 < 𠃚) intorno a un palo o enorme chiodo piantato a terra (di cui si nota ancora la forma tondeggiante) e significava "ricurvo". La stilizzazione ha mutato la parte esterna del carattere in 勹, fuorviante siccome non ha alcun collegamento con l'essere umano. Questa chiave di lettura indica la pronuncia, per cui non c'è un collegamento con un cane legato. Poi, tramite il significato lontano di "acciuffare, catturare" (钩爪) e con la sua variazione 勾, ju4 ha incominciato a indicare l'amo. L'ultima versione ha poi aggiunto il radicale del metallo: 钩. La chiave di lettura è usata solo per sbrogliare la pronuncia, a meno che si ipotizzano significati alternativi (il cane è l'animale che sta legato e che acciuffa prede e aggredisce i nemici). |
| 汉      | han4               | hon3                          | Indicava in origine il nome di un fiume in Cina, il fiume Han (un tributario del fiume Chang Jiang), che poi ha iniziato a indicare una dinastia omonima e il nome dei caratteri cinesi, sistematizzati e studiati sotto la dinastia Han, vissuta poco dopo l'unificazione della Cina da parte della Dinastia Qin. La versione tradizionale è 漢 e si nota il radicale dell'acqua e la chiave di lettura 𦰩 han4 (variante 堇 jin3), che indica il concetto di "appiccicoso; argilla" e da cui deriva il carattere 僅 ("soltanto, solamente", con sfumatura di limite e difficoltà), oggi 仅 e originariamente senza radicale della persona in quanto era un prestito fonetico. 𦰩 o 堇 in effetti indica il concetto di limitato e di difficoltà siccome era il pittogramma di una persona legata a un palo mentre viene bruciata viva in una cerimonia sacrificale per invocare la pioggia (in cima si vede la bocca spalancata per le urla, in basso si vede il fuoco). In alternativa, è la contrazione di 暵 e 熯, che significa "secco", dunque un fiume poco navigabile. Questa chiave di lettura ritorna poi nel carattere 難 nan2, che significa "difficile" accanto al radicale dell'uccello con la coda corta. Dopodiché, in riferimento al fiume Han, ha assunto il significato di "fiume che scorre con difficoltà, lentamente e limaccioso" ma che rendeva la terra fertile, esattamente come il fiume Nilo in Egitto (non a caso svariate civiltà primordiali erano grandi imperi cerealicoli sorti in zona fluviale o costiera; si pensi in alternativa ai Sumeri, sorti lungo le coste libanesi). Una variante arcaica e più vicina all'ideogramma originale è 𤁉: "Han" quindi indica "il Fiume Secco" o "il Fiume Lento e Limaccioso" e la dinastia Han è la "Dinastia del Fiume Secco" o "del Fiume Lento". Nella semplificazione, il carattere che indica "appiccicoso" è diventato una mano destra. Oggi indica anche il nome dell'etnia di maggioranza in Cina, gli Han, che prima della dinastia Han si chiamavano "Huaxia" (華夏); il mitico fondatore della prima dinastia cinese, Yu il Grande, prese il nome "Xia" proprio da questo vocabolo quando venne nominato sovrano intorno al 2070 a.C. |
| 语      | yu3                | jyu5                          | Indica il concetto di parlare e di linguaggio specifico (e.g. il cinese, il giapponese, il coreano, il vietnamita...) e nella versione tradizionale è 語: è il radicale della parola 言 con la chiave di lettura 吾, che in cinese classico (Wenyan 文言) significa "io". Per la precisione, la chiave di lettura è il radicale della bocca spalancata con sopra il pittogramma 五 (forma arcaica 𠄡), "cinque", ovvero indicava due (二) listelli di bambù incrociati pur di non tirare cinque linee dopo il numero quattro 亖 (somigliava al numero dieci scritto in numero romano): si pronuncia "wu2" e il numero cinque è la chiave di lettura per la sola pronuncia. L'interpretazione antica del numero cinque secondo Xu Shen è fantasiosa siccome la ricollega ai Cinque Elementi e indica i due tratti orizzontali come Cielo e Terra. Anticamente, la sillaba yu3 e wu2 iniziava con il suono nasale *ng-, che poteva trovarsi a inizio sillaba. La pronuncia in cinese antico di yu3 era simile a 言 yan2 (anch'esso in *ng-), per cui le due sillabe sono imparentate etimologicamente siccome 言 è ricavato con l'aggiunta di un antico suffisso *-n usato per la nominalizzazione: da "parlare", si ottiene "la parola, il parlare". |
| 好      | hao3, hao4         | hou2                          | Indica il concetto astratto di bene, rappresentato concretamente come una donna inginocchiata (radicale Kangxi 女) con in braccio un bambino in fasce 子 per prendersi cura di lui: prendersi cura dei neonati è cosa buona; in altre parole, il bene si manifesta quando la madre cura il neonato siccome non gli sta facendo del male. Una variante arcaica ha i membri invertiti di posizione, 𡥃. Gli studiosi confuciani hanno dato un'interpretazione sessista al carattere, tale per cui il bene era rappresentato dal fatto che le donne si occupassero solo del focolare domestico. Il carattere, se letto come "hao4", significava "ciò che è bene" (oggi "hobby"); la sillaba hao4 (che finiva in *-s in cinese antico) è imparentata con hao3 siccome la seconda indica "ciò che è reputato bene" ed è dunque la forma putativa di hao3. |
| 号      | hao4               | hou6                          | Indicava il concetto di gridare ed è la versione semplificata di 號, di cui resta solo il componente a sinistra (quello a destra era il radicale nella sua forma non conservativa): a sinistra si nota una bocca spalancata sotto il pittogramma di una bocca 口 (ridotta a un tratto orizzontale) da cui esce quello che secondo Xu Shen è uno sbuffo d'aria, tipicamente per stanchezza e fatica (丂 kao3 > palatalizzazione qiao3). Accanto a essa si nota il sinogramma che indica il leone, 虎 (la sua forma come radicale e dunque conservativa è 虍): gridare significava parlare come ruggiscono i leoni, cioè con forza. Il sinogramma poi si è semplificato siccome il leone è sparito. Oggi il carattere significa grossomodo "chiamare". Quanto a kao3 丂, cioè lo sbuffo d'aria, è un carattere in realtà molto complesso siccome era usato come variante di altri caratteri per poi differenziarsi definitivamente. In primis, era anche una variante di 于 yu2, poi diventato un carattere a sé con valore grammaticale (il significato arcaico, riflettuto in "singhiozzare", rimane in 吁, molto simile a 号 ma anche a 曰, 乎, 兮). Come chiave di lettura, yu2 si ritrova nel nome di un antico strumento musicale a fiato, 竽, il che rimarca come sia uno sbuffo d'aria. Infine, kao3 è anche una variante di zhang4 丈, che è un bastone da passeggio per anziani con una mano destra che lo regge. Poi anche questo carattere è diventato a sé. Zhang4 oggi indica un'unità di misura, ma il significato originale si preserva in 杖 zhang4. Quest'ultima spiegazione, per cui kao3 era usato come variante per indicare un bastone da passeggio per anziani, spiega come mai si può notare in basso al carattere 考 kao3: in origine indicava secondo Xu Shen l'anziano ed è il radicale Kangxi dell'anziano 耂 con sotto un bastone da passeggio. Ha poi iniziato a indicare la longevità e oggi, presumibilmente come prestito fonetico, indica indica l'esame (a meno che un esame è qualcosa che stanca e fiacca come un anziano). Questo carattere è una modifica di un carattere più arcaico, 老 lao3, che in basso ha sempre un bastone stilizzato come un pugnale, dunque in modo fuorviante. 考 poi compare come chiave di lettura in altri caratteri come 烤 kao3 e 铐 kao3. Il primo è una modifica della forma originale 熇 kao3 e ha il radicale delle lingue di fuoco compresso a lato 火 e indica il concetto di cuocere. Il secondo ha il radicale del metallo 金 e oggi indica le manette. La chiave di lettura indica forse il controllo e supervisione di una persona pericolosa o criminale messa in manette. |
| 喝      | he1                | hot3                          | Indica il concetto di bere e in origine indicava il concetto di gridare. È una bocca spalancata con accanto 曷 he2, usato come particella interrogativa generica in cinese classico in quanto prestito fonetico: nella chiave di lettura si nota una bocca spalancata da cui esce uno sbuffo d'aria (曰) e sotto si vede un uomo piegato che chiede l'elemosina 匃 gai4 (variante poco riconoscibile 丐). Anticamente 喝 finiva in *-t. Per indicare il concetto di assetato, si usa una variante del carattere, 渴 ke3, che stavolta contiene il radicale Kangxi dell'acqua 水, che indica cosa si desidera. |
| 和      | he2, huo5          | wo4                           | In origine 龢 (a cui si aggiunge la variante successiva 𥤉), indica il concetto di armonia. Nella versione più arcaica, ha il flauto di canne di bambù intrecciate (龠, radicale Kangxi oggi in disuso. Si notato i buchi e le canne intrecciate) accanto a un cereale 禾 come chiave di lettura indicante la pronuncia (oggi si pronuncia "he2", ma la lettura storica era vicina a *"hua"). Indicava dunque il concetto di armonia legata alla musica e, dopo che il radicale del flauto è stato sostituito dalla bocca, dall'armonia legata al canto e forse anche al cantare insieme. In origine indicava anche uno strumento musicale aerofono, il che spiega meglio la presenza del radicale del flauto. |
| 很      | hen3               | han2                          | Secondo Xu Shen, in origine indicava il concetto di fare qualcosa con determinazione o testardaggine, senza ascoltare i consigli di nessuno e disobbedendo a contrordini (不聽从) e anche il concetto di "crudele, terribile; crudeltà", mentre a partire dalla dinastia Yuan (primo mandarino) è un avverbio fantoccio senza traduzione che si mette davanti agli aggettivi/verbi attributivi in cinese moderno standard; tale uso è stato incentivato dal fatto che il cinese ha abbandonato il monosillabismo, per cui hen3 permette di raggiungere facilmente una struttura polisillabica ed è giustificato dal valore contrastivo insito negli aggettivi (verbi determinativi) nel caso in cui non si inserisce un avverbio davanti. A sinistra si vede il radicale Kangxi del doppio uomo o passo col piede sinistro, che in realtà (e in origine) è la parte a sinistra di 行 ("hang2" e successivamente pronunciato anche "xing2"). Tutto questo carattere è un incrocio di strade inquadrato dall'alto, e nell'arcaismo "camminare lentamente" chi4chu4 viene diviso in 彳亍: il passo col piede sinistro e col piede destro è in realtà la parte a sinistra e a destra dell'incrocio, quindi indica una strada percorsa. La parte a destra è 艮 gen4, da non confondere con 良: è un carattere simile a 見 ed è un occhio che si guarda dietro di sé e indica il concetto di non volere cedere di fronte a niente. È anche un tronco celeste, che indica le unità temporali: questo significato è successivo e deriva dal fatto che la parte in basso del carattere è la stilizzazione di uno degli otto trigrammi, che indica il periodo dall'una alle tre di notte. Il significato arcaico in sintesi indica una persona che procede in modo deciso e senza guardare e ascoltare nessuno. Il significato "molto" deriva da un prestito fonetico. Siccome l'occhio non vuole vedere avanti, ciò è stato anche interpretato come odio e infatti forma il carattere 恨 hen4, "odiare": a fianco si nota il radicale Kangxi del cuore in versione verticale, schiacciata e stilizzata, e l'occhio che indica la ferocia verso chi/ciò che si odia. Si trova anche nel carattere 狠: significava "latrato" di cane da guardia e oggi significa "terribile, crudele"; l'occhio indica o l'aggressività o un occhio guardingo, che si vede le spalle. Nel carattere 痕, che indica in 疤痕 la cicatrice, è il radicale della malattia (un uomo su un letto) e l'occhio che rimanda al concetto di fermarsi, in questo caso per malattia debilitante, oppure alla crudeltà di una malattia. In 限, l'occhio che si gira indica invece il concetto di limite, oltre il quale ci si può solo girare indietro: il limite è rappresentato da una collina come radicale Kangxi. |
| 后      | hou4               | hau6                          | Indica il concetto di "successivo, dopo" ed è una stilizzazione estrema di 毓, un sinogramma presente nelle ossa oracolari. Mostra una donna piegata (oggi stilizzata come un paio di capezzoli) mentre partorisce un bambino: accanto infatti si vede un bambino a testa in giù 子 reso come 𠫓 yu4 e sotto 川, falso amico del fiume siccome indica il liquido amniotico. Nella stilizzazione, la parte a sinistra indica il corpo della donna, mentre il componente in basso indica la testa grossa del neonato. Il concetto di "dopo" deriva da quello di "successione; posteri" in riferimento alla nascita dei figli. Xu Shen indica 后 come la versione ribaltata di 司 si1, che però ha una pronuncia completamente diversa, per cui questa teoria è problematica. 司 indica una persona inginocchiata mentre ascolta remissivamente gli ordini, rappresentati dalla bocca spalancata; oppure, è una mano che regge uno scettro e una bocca intenta a dare ordini. Il carattere significava "ordinare", mentre oggi indica il pilota o la ditta/company. Il carattere è stato poi rimaneggiato con un'altra versione tradizionale tuttora in uso, cioè 後: è un pendaglio costituito da bozzoli di bachi da seta 幺 o, secondo un'altra interpretazione, una corda. In basso si nota 夊 derivato da 止, il piede: è dunque una strada con un piede legato. Nelle versioni successive a quelle originali nelle ossa oracolari, si è aggiunto il radicale dell'incrocio. Dunque, indicava il concetto di non potersi muovere perché catturato. Successivamente, il sinogramma assunse il significato di "dietro, dopo", con riferimento al fatto che i prigionieri legati vengono guidati. Una variante successiva è 𨒥: cambia il radicale ma il senso resta lo stesso. |
| 面      | mian4              | min6                          | Il carattere è fuorviante siccome oggi è la fusione di due diversi sinogrammi: 面 e 麵. Il primo indica la faccia/viso (sia concretamente, sia come concetto astratto: "perdere la faccia" nel mondo asiatico significa perdere il rispetto, che a differenza del pensiero occidentale non è personale ma condiviso con il proprio gruppo di appartenenza, e.g. parenti, amici, colleghi... Chi perde la faccia, la fa perdere anche ai propri prossimi e viceversa. La faccia si guadagnava anticamente seguendo una morale confuciana e comportandosi da galantuomo virtuoso; oggi si guadagna per esempio avendo successo nel lavoro e nel business o compiendo grandi gesta). La faccia per la precisione è raffigurata come un sopracciglio (aggiunto successivamente) con sotto una faccia squadrata e un occhio enorme nelle ossa oracolari (目), poi mutato in un naso (自). Se si utilizza in 麵 come chiave di lettura e si affianca al radicale Kangxi del grano 麥, oggi 麦, indica la farina e tutti i suoi derivati, come il pane e la pasta/noodles/ramen (拉面). In realtà, stando al Dizionario Kangxi, questo carattere è la versione popolare del vero carattere che indicava la farina, 麪. La chiave di lettura originale era 丏 mian3, che significa "nascondersi"; forse indica un uomo rannicchiato siccome è simile a 丐. |
| 回      | hui2               | wui4                          | Indica il concetto di ritornare (e oggi anche il numero di volte in una parlata colloquiale) ed è il pittogramma di un mulinello sull'acqua, una spirale oggi squadrata e stilizzata. In origine significava "girare su se stessi, rigirare", significato conservato nella variante 廻 e 迴, a cui si aggiunge un radicale. |
| 会      | hui4, kuai4        | wui2                          | Il carattere, in origine pronunciato "kuai4" e scritto 會 (versione arcaica 㑹), indicava la carne o pesce tagliato finemente e il coperchio: è della carne tagliata finemente al centro con sopra un coperchio (亼, presumibilmente non una bocca) e in basso il contenitore pieno di carne (田, falso amico). Il significato originale di carne tagliata finemente è conservato nel carattere 脍 kuai4, a cui si è aggiunto il radicale della carne 月. Quello di "coperchio" si trova invece in 启会 qi3hui4. Successivamente ha modificato la sua pronuncia e, come prestito fonetico, indica sia la contabilità che il concetto di "saper fare, riuscire a; chance/opportunità"; ha iniziato anche a indicare il concetto di unione, dunque quello di "conferenza; associazione". |
| 几      | ji1, ji3           | gei1 (tavolino) gei2 (alcuni) | Il carattere oggi è la fusione di due distinti caratteri, 几 e 幾; come già accennato, il primo indica il tavolino in visione laterale (sono visibili due gambe), mentre il secondo indica il concetto di tagliare o il concetto di piccolo e fine (丝 bozzoli +戍 persona con un'arma per indicare la premura). Come prestito fonetico, indica pure il concetto di "alcuni". Anticamente, la consonante non era palatalizzata. |
| 家      | jia1               | gaa1                          | In origine 𡩀, dica il concetto di famiglia e oggi è pure un suffisso per indicare gli esperti in un campo e un classificatore per il numero di negozi e di ditte. È un tetto con sotto xia2 𢑓, un maschio di maiale (un maiale disegnato in verticale con i genitali in evidenza). Dopodiché, il carattere è mutato in 𠖔 e infine in 家 e dunque il radicale ha assunto la forma moderna e la chiave di lettura si è modificata in 豕 shi3, un generico maiale messo in verticale, animale che nella Cina antica era un alimento base diffuso. Xu Shen ha ricondotto la chiave di lettura alla contrazione del carattere 豭 jia1, "maschio di maiale", ma in realtà è spiegabile come un uso diretto di 𡩀, dunque di un carattere molto diverso; inoltre, non riconosce 𢑓 come "maschio di maiale" ma, a causa della stilizzazione, scambia i genitali per il carattere 足 aggiunto in basso e dunque per un piede umano. Il maschio di maiale nel carattere jia1 non sarebbe però un animale semplicemente allevato, ma è un animale sacrificato in casa propria quando muore un proprio parente, siccome solo i nobili potevano costruirsi un tempietto sacrificale. Anticamente, la consonante non era palatalizzata. Tutto il carattere si trova come chiave di lettura in 嫁 jia4: la sillaba è imparentata etimologicamente significa "dare una donna in sposa" ed è il radicale Kangxi della donna inginocchiata 女 che, una volta data in sposa, entra a far parte di una famiglia o formare una famiglia, per cui jia4 è l'esoattivo di jia1. Ritorna anche in 稼 jia4, che indica il cereale (radicale Kangxi del cereale 禾), l'alimento base di una famiglia di contadini, coltivato e curato dall'intera famiglia. |
| 叫      | jiao4              | giu3                          | Indica il concetto di chiamare ad alta voce ed è il radicale della bocca con accanto la chiave di lettura per la sola pronuncia 丩 jiu1, il pittogramma di due corde intrecciate tra loro. Il senso originale della chiave di lettura resta nella sua evoluzione 糾 > 纠 jiu1: gli è stato aggiunto il radicale Kangxi della seta (si può notare come sia composto da un pendaglio di bozzoli con dei filamenti in basso, oggi fusi in un unico tratto orizzontale). Una variante del carattere è 𠮪. Anticamente, la consonante non era palatalizzata. Questa chiave di lettura si trova pure nel carattere 收 shou1, "ricevere (messaggi)": sono le due corde annodate in un punto con accanto 攵 pu1, cioè il pittogramma oggi stilizzato di un bastone 卜 in una mano destra 又 per indicare il concetto di autorità e/o un bastone pronto a picchiare. In origine significava "legare" riferito in particolare a criminali e prigionieri arrestati o imprigionati. |
| 今      | jin1               | gam1                          | Indica il concetto di "oggi, adesso/ora" e, nella primissima versione nelle ossa oracolari, è un triangolo con sotto un tratto orizzontale, cioè una bocca aperta non sorridente con un tratto in basso la cui interpretazione è controversa. Il sinogramma si è poi stilizzato e il significato è cambiato in "questo" riferito a unità temporali a seguito di prestito fonetico. Anticamente, la consonante non era palatalizzata e la codina nasale era *-m. |
| 天      | tian1              | tin1                          | In origine indicava la sommità della testa (cioè il capo) ed era un uomo in visione frontale 大 disegnato con una testa enorme, 口, poi diventato un grosso punto nero e infine un tratto orizzontale in cima. Dopodiché ha iniziato a significare ciò che sta sopra il capo, cioè il cielo. |
| 九      | jiu3               | gau2                          | In origine era il pittogramma di un braccio piegato con una mano molto stilizzata; forse il braccio era piegato non per mostrare il muscolo del bicipite, ma per enfatizzare il gomito: quando si piega il braccio, si coinvolge l'articolazione del gomito. Poi è passato a indicare il numero nove come prestito fonetico e per evitare di scrivere nove tratti di fila. Il significato originale viene ricalcato in parte da 肘 zhou3, che indica il gomito. Anticamente, la consonante non era palatalizzata. |
| 开      | kai1               | hoi1                          | La versione tradizionale è 開 (variante arcaica più chiara 𨵑 e 𨴉) e indica il radicale Kangxi della porta a due ante in visione frontale 門 (vagamente simile a quella dei saloon), oggi 门, mentre viene aperta da un paio di mani (廾). Il tratto orizzontale in alto è il chiavistello della porta (闩). Una variante in cui le mani vengono ridotte a una sola è 䦐. Il carattere significa "aprire" e oggi indica anche il concetto di accendere. Oggi, la porta a doppia anta è sparita. Il carattere kai1 appare come chiave di lettura in molti altri sinogrammi, ma in alcuni casi rappresenta un paio di mani, mentre in altri rappresenta due scudi o due armi da guerra messe l'una accanto all'altra per fare un paragone e indicare la parità e livellamento 幵 jian1 (la pronuncia dell'intero carattere finisce a volte in -n), mentre in altri ancora è un pozzo 井 jing3 (la pronuncia dell'intero carattere finisce sempre in -ng). |
| 看      | kan4               | hon3                          | Indica il concetto di guardare ed è una mano 手 messa sopra un occhio 目 intento a scrutare lontano. Anticamente la consonante non era palatalizzata. |
| 见      | jian4              | gin3                          | Come già indicato, è uno dei 214 radicali Kangxi ed è un occhio sopra due gambe, 見, che indica il concetto di osservare, percepire. L'uomo era in piedi ma, nel carattere 视, in origine aveva le gambe piegate. Questo carattere ritorna in 現, oggi 现, in cui indica anche la pronuncia stavolta come chiave di lettura. Il carattere indicava la lucentezza della giada tale per cui attira gli sguardi e deriva da una modifica di 見, prima senza distinzione: le è stato aggiunto il radicale Kangxi dei pezzi di giada legati tra loro, 王, poi modificatosi in 玉 yu4 per distinguere il carattere da quello di wang2, che indica un'ascia rituale (i due caratteri sono confusi a causa sia della scrittura, sia per il fatto che anche la giada poteva simbolizzare la nobiltà e l'imperatore in quanto era un minerale prezioso e molto ambito). I due caratteri sono distinti da un punto che, se aveva un significato non solo calligrafico, indicava un frammento di giada (si pensi a 金). Oggi 现 indica "accadere", siccome qualcosa che accade è qualcosa che appare ed è visibile; si usa anche per dire "adesso", siccome il presente è qualcosa che appare ed è visibile. In entrambi i caratteri, che sono imparentati tra loro, la consonante non era palatalizzata; "yu4" iniziava con *ng-. |
| 块      | kuai4              | faai3                         | Indica il concetto di zolla, scaglia, fetta ecc. e in origine indicava la zolla di terra. La primissima versione del carattere in base alle ossa oracolari e ai vasi di bronzo Shang e Zhou era 凷, cioè una cesta in fibre di bambù intrecciate piena di terriccio 土. Dopodiché è mutato in 塊: il carattere è composto dal radicale della terra e dalla chiave di lettura per la sola pronuncia 鬼 gui3, il fantasma, a sua volta un radicale Kangxi. Questo radicale è una testa mostruosa 甶 fu2 (una testa di demone secondo Xu Shen o forse una maschera) sopra un corpo antropomorfo 儿 e un tratto ondulato poi squadratosi, 厶 che indicava una coda. Il radicale del fantasma è imparentato con 威 wei1, che significa "terrorizzare; dominare" ed è un uomo che regge un'arma con sotto una donna. Quanto alla semplificazione di 塊, il componente a destra è diventato 夬 guai4, il pittogramma di un arco messo in tensione da una mano in basso (il tutto è quasi irriconoscibile per la stilizzazione, ma le varianti arcaiche 𡗒 e 叏 sono molto più vicine all'originale e rendono riconoscibile la mano destra 又, non più fusa con l'arco). Questo pittogramma compare anche in 快 kuai4 e 筷 kuai4: il primo, con il radicale Kangxi del cuore compresso a lato, indica il concetto di velocità ("come una freccia scagliata", ma in origine indicava la felicità, come si vede anche nel vocabolo 愉快 e 快乐), mentre il secondo prende l'intero carattere della velocità come chiave di lettura e aggiunge in cima le due foglie cadenti di bambù come radicale e indica le kuaizi, le bacchette in bambù (o altri materiali) per mangiare. 快, se non indica solo la pronuncia, non rimanda tanto alla velocità nel mangiare, quanto all'idea di un oggetto che si tiene in mano (come l'arco). Anche il carattere 異 yi4, "bizzarro, strano" è simile: è una maschera mostruosa tenuta in faccia da due mani stilizzate (共). Anche il carattere 畏 wei4 è una testa di demone o maschera con un corpo e un bastone in mano (la sillaba è imparentata con 威 wei1 siccome significa "temere"). Quando al carattere 届 jie4, la versione arcaica è 屆: contiene 凷, ma è un pericoloso falso amico: nella cesta non c'è del terriccio, ma gli escrementi di uno stitico: oggi il carattere indica la sessione (ad esempio quella dell'Assemblea Nazionale dei Rappresentanti del Popolo nella Repubblica Popolare Cinese), ma raffigura un uomo seduto (尸, anticamente 𡰣, che poi ha assunto il significato di "cadavere" ed è un radicale Kangxi) con sotto una cesta e un cumulo di deiezioni. In passato indicava la difficoltà a evacuare. Una versione vicina all'originale è 𡲖. Oggi il carattere è sostituito con 屎 shi3, cioè un corpo seduto con il riso in basso (米) per indicare quello che resta di un tipico pranzo nel senso fisiologico dell'espressione (inizialmente, nelle ossa oracolari, al posto della piantina di riso, c'erano cinque palline di sterco che cadevano verso il basso), mentre l'urina viene indicata con un carattere simile, 尿 niao4, in cui il flusso impetuoso d'acqua (水) rende vagamente l'idea. Anche qui, nelle ossa oracolari c'erano tre trattini in fila e orientati verso il basso davanti all'uomo in piedi per disegnare in modo realistico il gettito di urina. |
| 来      | lai2               | loi4                          | Indicava il concetto di grano ed era il pittogramma in visione frontale di una piantina di grano, 來, in cui è riconoscibile la piantina 木 con le radici, la spiga verticale e due foglie (oggi stilizzate come un paio di punti 丷 spesso scambiati per due chicchi) e un tratto orizzontale aggiunto successivamente per enfatizzare la spiga (altrimenti, un lettore avrebbe potuto puntare l'enfasi sulle radici o sulle foglie; si pensi alla differenza tra 木 e 本 oppure tra 大 e 天). Già dalle ossa oracolari significava "arrivare, venire" a causa di un prestito fonetico, per cui durante il periodo pre-Qin era nata la variante 逨 oggi in disuso. Il significato originale è preservato nel carattere 莱, a cui è stata aggiunto il radicale dell'erba in cima, e nel carattere 䅘 lai2 (> 𥟂) e 麳 lai2 (> 𪎌), con il radicale del grano. Oggi 莱 è un nome proprio, mentre gli altri due caratteri sono caduti in disuso. |
| 老      | lao3               | lou5                          | Come già accennato, è un anziano piegato su se stesso con i capelli lunghi o un ciuffo e sotto un bastone 匕, falso amico. |
| 师      | shi1               | si1                           | In origine secondo Xu Shen indicava un gruppo di 2500 soldati e la versione tradizionale è 師. Il componente a sinistra è 𠂤 dui1, da cui deriva 堆 e forse anche 阜, e indica un cumulo di terra, un tumulo e/o una collinetta. Il componente a destra è 帀 zhi1, l'antenato del carattere 匝 za1, che significa "circondare": è un pezzo di stoffa 巾 dentro un contenitore 匚. Tutto il carattere indica dunque un accampamento (una zona circondata da mura difensive e/o un fossato) su un piccolo rilievo montuoso. Una variante del carattere è 𨸲. Xu Shen ha interpretato zhi1 come la versione ribaltata di 㞢, cioè il pittogramma di una pianta da cui deriva 之, usato come particella di determinazione a causa della sua assonanza di pronuncia, ma la spiegazione si basa solo su una somiglianza grafica. Nella semplificazione del carattere shi1, il tumulo è stato ridotto a due tratti che rendono il tumulo irriconoscibile. I due tratti del carattere shi1 si ritrovano pure nel carattere 班, ma qui sono un falso amico siccome è la stilizzazione di un coltello in mezzo a due spaghi a cui sono legati dei pezzi di giada. |
| 了      | le5, liao3         | liu4                          | Indicava il bambino fasciato, siccome non si vedono le braccia di 子. Siccome le braccia sono tagliate via dal carattere e/o non si possono muovere, significa anche "finire, terminare" ma pure "brillante; chiaro/non ambiguo". La pronuncia più antica è "liao3". A sua volta, il carattere è oggi il sostituto di 瞭, che indica "brillante" riferito agli occhi e "chiaro/non ambiguo" (si può pensare che un'azione, per essere chiara, deve essere finita e osservabile nei suoi risultati e viceversa). Questo carattere è il radicale dell'occhio con la chiave di lettura 尞 liao3, cioè un albero (大, falso amico) circondato da fiammelle e con sotto un componente aggiunto più tardi per indicare la pronuncia, 日 (derivante da 呂) e, sempre più avanti, il fuoco (小 derivato da 火, quindi falso amico). Indicava l'atto di bruciare la legna. Il significato originale resta nella sua evoluzione 燎 liao3, cioè questo pittogramma a cui viene aggiunto il radicale Kangxi del fuoco a lato, 火, cioè tre fiamme uguali (un quadrato con tre punte grossomodo) poi stilizzatesi in una fiamma centrale e due lingue di fuoco ai lati. Xu Shen ha interpretato il carattere come 眘 e 火, ma la suddivisione è errata. |
| 冷      | ling3              | laang5                        | Indica il concetto di freddo ed è il radicale Kangxi del ghiaccio (due segni che indicano due striature sul ghiaccio, 仌) con accanto la chiave di lettura per la sola pronuncia 令, che da sola indica il concetto di "far fare, ordinare", come 司, ma che indica anche il concetto di "bello" (e.g. 令名, 令辰, 令闻). Quanto al suo aspetto grafico, 令 indica una bocca 亼 con sotto una persona inginocchiata ritratta di profilo e intenta a dare ordini; l'interpretazione per cui il componente in alto sia un tetto spiovente non si basa sulle ossa oracolari. Da questo carattere deriva un suo quasi-sinonimo, 命: semplicemente, si è aggiunta in basso una bocca spalancata intenta a dare ordini 口 a una variante arcaica del carattere. Oltre a 冷, un carattere molto diffuso in cui compare è 领 ling3, con radicale Kangxi del viso 页 (pittogramma di una foglia, poi passato a indicare il viso attraverso la sfumatura di significato di "piattezza") e 零 ling2, con il radicale Kangxi della pioggia 雨 yu3. Il primo rimanda a un uomo inginocchiato sotto un tettuccio mentre ordina accanto a una testa: in origine indicava il collo, siccome è appena sotto la testa ed è ciò che permette alla testa di muoversi ("far fare"). Il secondo indicava le gocce di pioggerella e a partire dal 1200 circa indica il numero zero per opera del matematico cinese Li Ye 李冶, che propose peraltro l'idea che la Terra fosse sferica in Cina. La chiave di lettura è una sostituzione posteriore siccome la prima versione era composta dalla pioggia con sotto tre pallini per indicare le gocce. Una variante arcaica vicina all'ideogramma originale è 霝. La chiave di lettura in alcune varianti arcaiche compare come 泠, un carattere oggi in disuso che indica il concetto di "rinfrescante", ma non si sa se 令 in 零 è una contrazione di questo carattere (Xu Shen non ne parla). |
| 里      | il3, li5           | lei5                          | Indicava il concetto di villaggio e oggi indica, come prestito fonetico, quello di interno, fodera del vestito, come si vede dalle varianti 裡 e 裏, aventi il radicale Kangxi del vestito a lato o aperto in due per ospitare dentro un ulteriore carattere che fa da chiave di lettura. Il pittogramma originale mostra una risaia sopra un cumulo di terra. Indicava il posto in cui si vive ma pure un'unità formata da 25 famiglie: secondo il Libro dei Riti di Zhou (周礼), 5 famiglie (家) erano un lin2, 邻, mentre 5 lin (25 famiglie) era un li3 里. Come terzo significato, è anche un'unità di misura per la lunghezza. Come prestito, ha assunto il significato di "interno; fodero", a cui si è aggiunto il radicale del vestito in 2 posizioni, poi perso nella semplificazione. Quanto al carattere 邻, in passato 鄰, oggi indica il vicinato: è il radicale della città con, a sinistra, la chiave di lettura 粦 lin4, anticamente 㷠 e che oggi ha come variante 磷: secondo Xu Shen indica i fuochi fatui (鬼火) e nelle ossa oracolari è un uomo 大 circondato da 2 punti in alto e 2 punti in basso che rappresentano le fiammelle nate dall'autocombustione spontanea di gas nel terreno; successivamente, sono stati aggiunti due piedi in posizione divergente in basso. La grafia dell'uomo circondato dai fuochi fatui, che i cinesi antichi interpretavano come spiritelli, si è poi modificata in 炎, abbastanza fuorviante e che ha tratto in inganno anche Xu Shen. A loro volta, le fiamme sono oggi semplificate con il falso amico 米. Se la chiave di lettura non si limita a indicare la pronuncia, 鄰 indicherebbe dunque un piccolo posto abitato pieno di luci. Il focolare è poi sparito per essere semplificato con la chiave di lettura 令, che oggi indica il concetto di "far fare, ordinare" ma che indica anche il concetto di "bello" (e.g. 令名, 令辰, 令闻): il focolare è stato sostituito con un significato che ricorda alla lontana il concetto di comfort o, più probabilmente, per indicare i buoni rapporti con il vicinato ospitale. La chiave di lettura lin2 si ritrova oggi in 磷, con il radicale della pietra, per indicare secondo Xu Shen le rocce e pietre nell'acqua (assumono un aspetto brillante e scintillante) e oggi il fosforo. I due piedi in direzione divergente si ritrovano anche nella versione moderna di 舞, "danzare", la cui versione originale è simile a 𦨅: in cima si nota la chiave di lettura wu2 無 (versione originale 𣞤), cioè uno sciamano 大 mentre esegue una danza rituale con due rami in mano 𣚨, in origine disegnati come 丰丰 (poi 木木) e orientati verso il basso. Poi, siccome la chiave di lettura come prestito fonetico ha iniziato a significare "non (avere), non (esserci)", per conservare il significato originale è stato coniato un nuovo carattere con i piedi in direzione divergente in basso. La chiave di lettura è poi stata stilizzata in una sorta di trama fitta poco riconoscibile e questa semplificazione si ritrova pure nel carattere che indica la danza; in particolare, i rami tenuti in mano sono diventati 4 punti in basso che le etimologie folk e errate scambiano per il radicale del fuoco, che brucia un fascio di sfalci per cui a fuoco estinto "non c'è più, non si ha più". La sillaba che in origine indica la danza 無 sarebbe imparentata etimologicamente con wu1 巫, che indicava lo sciamano e che oggi indica nello specifico una sciamana donna. |
| 六      | liu4, lu4          | luk6                          | Indica il numero sei come prestito fonetico, siccome è il pittogramma in visione frontale di una capanna piccola e molto semplice (un tetto spiovente, oggi appiattito, e due pali ai lati, oggi sbilenchi). Anticamente finiva in *-k. Il significato originale rimarrebbe in lu2 廬 siccome il suono è simile: indica la capanna ed è il radicale dell'edificio con sotto la chiave di lettura lu2 盧, che indica la ciotola di riso e in origine il forno per vasi: nelle ossa oracolari si nota il forno oggi stilizzato in modo fuorviante come 田 a cui si aggiunge un vaso cotto nel forno 皿 e infine la chiave di lettura della tigre per la sola pronuncia 虍. Il carattere è oggi semplificato in 庐 (il forno da vasi è sparito) e la chiave di lettura dunque è diventata 卢, che non ha alcun riferimento al forno da vasi. Il significato originale della chiave di lettura è in 爐 > 炉 lu2. |
| 妈      | ma1, ma5           | maa1                          | Indica il concetto di mamma (in tono colloquiale: non è la madre, indicata come 母亲) e la versione tradizionale è 媽: è il radicale della donna inginocchiata con accanto la chiave di lettura 马 ma1, che è il pittogramma di un cavallo con le quattro zampe ed è anche un radicale Kangxi. La chiave di lettura, come forse avviene anche nel carattere 爸, non è casuale ma trascrive uno dei tipici versi infantili per chiamare la mamma. La sillaba è imparentata etimologicamente con 母 mu3, che però è un termine formale per indicare la madre ed è il pittogramma della donna inginocchiata 女 con l'aggiunta di due punti al suo interno forse per enfatizzare i capezzoli. |
| 吗      | ma5, ma3           | maa3, maa1 (prestiti)         | È la trascrizione fonetica della particella interrogativa diretta a fine frase in cinese moderno standard, "ma5": è una bocca spalancata per indicare la domanda e la chiave di lettura per la sola pronuncia del cavallo, "ma1"; la sillaba è etimologicamente imparentata con 無 wu2 siccome la pronuncia in cinese antico iniziava in *m, dunque questa interrogativa suonava come "..., no?". La versione tradizionale è 嗎 ed esisteva già sia come trascrizione di questa sillaba, sia come variante oggi in disuso di 𦋻 ma4, poi mutato nella versione tradizionale ufficiale 罵 ma4 (poi mutato per la seconda volta in 駡 da cui deriva 骂), per cui in passato significava anche "insultare, bestemmiare": è il radicale della rete sostituito poi da due bocche aperte intente a scambiarsi accuse ad alta voce 吅 con sotto la chiave di lettura del cavallo. |
| 买      | mai3               | maai5                         | Come già accennato, la versione originale è 𧵽 e indica il concetto di comprare, esibito con la rete molto stilizzata e le conchiglie usate come moneta; poi si è modificato in 買 per poi stilizzarsi in un carattere totalmente irriconoscibile invece di semplificarsi secondo un pattern regolare da cui si ottiene 𧹒. |
| 猫      | mao1               | maau1                         | Indica il concetto di gatto e il carattere tradizionale 貓 è molto più chiaro della versione semplificata: contiene il radicale del felino al posto di quello del cane e, a fianco, ha la contrazione del carattere 喵 miao1. Quest'ultimo carattere indica il verso onomatopeico del gatto ed è il radicale della bocca spalancata con la chiave di lettura 苗 miao4 per la sola pronuncia e significa "germoglio, virgulto, piccolo" (un paio di ciuffetti di erba sopra una risaia). 苗 è anche il nome di una minoranza etnica cinese, i Miao, e della loro lingua, il Hmong. |
| 没      | mei2, mo4          | mut6                          | Indica il concetto di non esserci/non avere e la versione tradizionale è 沒. L'ideogramma indica un concetto astratto con la rappresentazione concreta di una distesa d'acqua con un mulinello 回 in cima e una mano destra in basso intenta a cercare un oggetto sott'acqua: siccome è caduto in acqua, non c'è più; il carattere in origine indicava l'atto di ricercare un oggetto nell'acqua, poi il significato originale si è perso. La componente a destra da 𠬸 > 𠬛 (mo2, che indica anche la pronuncia), visibile nella versione attestata nello Shuowen Jiezi, è poi mutata nel carattere non correlato 殳 shu1, che è anche un radicale Kangxi: è il pittogramma di una mano destra 又 che regge una lancia/alabarda, in principio rappresentata con un tratto verticale e la punta in cima e poi mutata radicalmente in 几, falso amico. Questa mutazione ha portato all'etimologia folk quasi interamente scorretta per cui "non avere" significava "buttare nell'acqua un'alabarda". La sillaba mei2 è imparentata etimologicamente con 未 wei4 ed è la sua variante colloquiale; nelle varietà conservative di cinese, entrambi i caratteri iniziano con *m. La lancia compare come chiave di lettura anche (e non a caso) nel carattere "lanciare", 投: il radicale è quello della mano a lato, 手. Quanto invece al carattere 设 she4 ("costruire"), era formato da una bocca spalancata 口, poi sostituita dal radicale Kangxi della parola 言 accanto alla lancia/alabarda e in origine indicava l'atto di impostare/fondare, con un riferimento a un proclama (forse in seguito a una vittoria in guerra). |
| 关      | guan1              | gwaan1                        | Indica il concetto di chiudere, in origine indicava il catenaccio e la versione tradizionale è 關, da una versione più arcaica 𨶚: è il radicale di una porta a due battenti con sotto un tratto verticale (un palo) e due pendagli di bozzoli di baco da seta come falso amico per indicare due catenacci circolari o una corda che tiene chiusa la porta (la chiave di lettura assomigliava vagamente a 串). I pali sono diventati poi due 卝 guan4 e i catenacci dunque quattro: 𢇅 guan1. La chiave di lettura si è poi stilizzata in 𢇇. Il carattere si è poi semplificato nella variante obsoleta 関, per cui i catenacci e i pali verticali sono irriconoscibili. Infine, il radicale della porta è sparito. |
| 系      | xi4, xi5           | hai6                          | Indica il concetto di legame (anche tra persone) e la versione tradizionale è 係. Una variante vicina alla grafia originale è 𦂞 e 𦃟: è disegnata una mano (oggi un tratto obliquo) che tiene in mano una fila di bozzoli di bachi da seta con due parti pendenti e dei fili sfilacciati in basso (stilizzati come due 小, falso amico): i bozzoli sono legati e uniti tra loro fino a formare un unico filo, un pendaglio. Il radicale Kangxi della persona è stato aggiunto successivamente. Un'altra versione tradizionale è 繋, (dalla versione originale e arcaica 繫) con in cima la chiave di lettura 𣪠 > 毄 > 𬆦 ji1 che indica a sinistra la punta dell'asse del carro e a destra le armi per indicare una collisione. Nella versione tradizionale, i due radicali sono tolti. Anticamente, la consonante non era palatalizzata. |
| 有      | you3               | jau5                          | Indica il concetto astratto di avere (e, a partire da un momento successivo, "esserci/esistere"), rappresentato in modo concreto con una mano sinistra 𠂇 che regge un pezzo di carne. Nelle prime versioni, la mano era dall'altro lato. Una variante obsoleta è 𪠥 e contiene la mano destra. Xu Shen ha scambiato il radicale della carne per quello della luna. |
| 米      | mi3                | mai5                          | Indica il riso crudo decorticato (cioè rimosso dalle due glumelle) e, nelle ossa oracolari, si vedono tre chicchi in alto, una linea orizzontale e tre chicchi in basso. Una variante arcaica vicina alla versione originale è 𡭝, con un richiamo a due altri caratteri composti effettivamente da puntini, forse dei granelli di sabbia. Il carattere si è poi stilizzato in una croce "+" circondata da 4 chicchi, per cui l'aspetto finale di una piantina con le radici, il terreno e un paio di chicchi è uno dei più fuorvianti in assoluto se non si consultano le ossa oracolari. Questo sinogramma è anche un radicale Kangxi. Il riso si trova pure nel carattere 类 per formare la parola bisillabica 种类, "tipologia/tipo". Deriva da una semplificazione della versione tradizionale 類, che è frutto di una stilizzazione fuorviante siccome è il radicale del cane 犬 con sopra la chiave di lettura 頪 lei4: la tipologia è riferita ai cani. Il significato esatto della chiave di lettura è difficile da sapere a detta di Xu Shen: 難曉也。从頁、米. Aggiunge però una testimonianza: "一曰：鮮白皃，从粉省". Cioè, significherebbe "aspetto bianco vivido (o che indica freschezza)" ed è collegato a una contrazione di 粉 fen3, che indica la polvere di riso (oggi la farina di qualunque tipo, anche di riso) che ha un colore bianco e si può anche usare come trucco facciale. Quindi, quando era usato per indicare un "tipo" di qualcosa, veniva forse indicato come un tipo di cane diverso da altri in base al colore del muso. Oggi il radicale della faccia è sparito, per cui resta solo il riso (il carattere dunque non c'entra con le tipologie di riso) con un cane che ha perso la coda, mutando in un 大 fuorviante. Quindi 类 è un carattere fuorviante e, siccome 頪 è un carattere raro e di difficile interpretazione già a detta di Xu Shen, è in particolare prono a etimologie folk. |
| 名      | ming2              | ming4                         | Indica il concetto di chiamare per nome ed è un ideogramma che unisce la bocca spalancata 口 con il radicale Kangxi della falce di luna 夕, molto simile a 月. I due componenti si sono poi invertiti di posizione. L'idea dietro la loro combinazione, secondo l'interpretazione principale, è quella di aiutarsi con i nomi delle persone gridati ad alta voce per riconoscerle o individuarle in situazioni di luce scarsa, come la sera tardi. |
| 明      | ming2              | ming4                         | Indica il concetto di brillante ed è il sole accanto alla luna. Nelle prime versioni (ossa oracolari), i due astri potevano avere la posizione invertita. Il carattere compare pure come chiave di lettura nel carattere 萌 meng2, che indica i virgulti nella parola 萌芽: è il radicale Kangxi dei due ciuffi d'erba, oggi fusi, con sotto 明, che indica il concetto di splendente (e dunque qualcosa che è ben evidente, come i virgulti che spuntano dal terreno) |
| 字      | zi4                | zi6                           | Indica il concetto di carattere scritto e scrittura, ma in origine significava "partorire figli, educare figli": è un tetto con sotto un bambino in fasce, che indica pure la pronuncia. Il carattere ha iniziato a indicare poi i caratteri scritti siccome un testo è qualcosa che si genera o che si insegna ai figli nell'educazione. Le altre etimologie che non collegano il significato moderno a quelli specifici arcaici sono folk. 字 appare pure nel carattere nativo vietnamita per indicare il sistema di scrittura, il chu Nom: 𡨸. Nel chu Nom, che è un sistema di scrittura che funziona in modo leggermente diverso da quello cinese, questo carattere indica il senso e assomiglia a un ipotetico radicale (i "radicali chu Nom", che però non esistono). |
| 那      | na4                | naa5                          | Indica il concetto di "quello/a; lì/là" (è la deissi distale, l'opposto della deissi prossimale) e la versione arcaica è 𨚗: a sinistra si nota il pittogramma di un paio di baffi 冄 ran3, falso amico molto evidente di 月 e da cui si ricava la pronuncia di una consonante nasale in Primo Cinese Medio, cioè *ny- (la pronuncia in vietnamita è nhiễm, da cui si ricava *-m nella chiave di lettura). Il carattere è oggi scritto 冉 e questo significato originale è rimasto in 髯. Un'altra interpretazione vuole che sia il guscio di una tartaruga (significato rimasto in 𪚮). Accanto, si nota il radicale Kangxi della città 邑: indica in origine le località lontane ed esotiche dell'occidente o le zone in cui abitavano le popolazioni barbariche non Han, che portavano i baffi folti. I tratti orizzontali in 冄 erano separati, poi si sono fusi. Il pittogramma di è ulteriormente stilizzato a lato del carattere. Quanto ai barbari, un famoso arcaismo per indicarli è yi2 夷, cioè un uomo 大 con un enorme arco sulla schiena 弓. In altri caratteri, sono indicati con il radicale del cane e degli insetti siccome gli Han li vedevano con disprezzo sia in tempo di guerra che in tempo di pace; in particolare, alcune tribù che confinavano con i Huaxia erano tibeto-birmane. La sillaba è imparentata etimologicamente con 爾 ni3, che è anch'essa una deissi ma riferita a una persona, "tu", l'interlocutore. È imparentato anche con 若 ruo4, che come prestito fonetico significava "quello/a". |
| 哪      | na3                | naa5                          | È un'interrogativa in cinese ("Quale? Dove?") in cui il radicale Kangxi della bocca spalancata 口 chiede la domanda. La chiave di lettura 那 non solo rende la pronuncia (cambia solo l'intonazione), ma collega l'interrogativa alla deissi ("Quale posto?"). |
| 呢      | ne5, ni2           | ne1                           | Indicava il concetto di bisbigliare, mentre oggi è una particella in cinese (per esempio, rinforza un'azione in corso). Per la precisione, è il radicale Kangxi della bocca spalancata 口 con accanto la chiave di lettura 尼: è una persona seduta 尸 schiena contro schiena con un'altra persona più piccola 匕 e significa "vicino, intimo; pacifico", per cui entrambi i membri sono fuorvianti. La chiave quindi indica la vicinanza (sia fisica che emotiva, cioè intimità) tra persone, tale per cui si può bisbigliare. Il significato della chiave di lettura è poi mutato in "suora buddista" dal vocabolo 比丘尼 bi3qiu1ni2, un calco fonetico di una parola appartenente al sanscrito classico, भिक्षुणी (bhikṣuṇī). Queste traslitterazioni si trovavano nelle traduzioni in cinese classico dei testi buddisti scritti in lingue indiche, tradotti a partire dal periodo degli Han orientali. I due componenti di 尼 sono inseparabili, contrariamente a quanto ha tentato di fare Xu Shen. Il carattere 昵 ni4, che preserva una parte del senso originario (il disegno originale è 暱, chiave di lettura ni4); il radicale del sole deriva forse da un riferimento al tempo pacifico. |
| 能      | neng2              | nang4                         | Indica il concetto di abilità/saper fare ma anche il permesso, ma è un prestito fonetico perché è il pittogramma di un orso a quattro zampe in visione laterale, stilizzato con numerosi falsi amici: il muso allungato 月, le orecchie 厶 e il resto del corpo, inclusa una grossa zampa posteriore 匕. Il significato originale resta nel carattere 熊 xiong2, con quattro punti in basso per indicare le zampe (falsi amici del fuoco). Il carattere può indicare pure il panda, uno dei simboli della Cina. Anticamente, la sillaba finiva senza la coda nasale *-ng, forse derivata da una variazione dialettale che poi si è imposta successivamente al cinese antico; inoltre, non è un vocabolo nativo cinese, ma è un prestito da una lingua austroasiatica, quindi dal proto-austroasiatico o "proto-Mon-Khmer". |
| 你      | ni3                | nei5                          | Indica la seconda persona (sia singolare che plurale se si mette il contrassegno di pluralità) e la versione tradizionale è 儞, mentre una sua semplificazione alternativa è 伱. Il carattere deriva da 爾 er3, il pittogramma di un telaio per cucire pieno di fili intrecciati. Una variante arcaica più vicina all'originale è 𣙡. Come prestito fonetico, in cinese classico significava "tu". Esso forma poi il carattere moderno, a cui si è aggiunto il radicale Kangxi della persona; il significato arcaico resta nel carattere ni3 檷 > 𪱾 (e variante 𣐐). Dalla pronuncia, si ricava che la chiave di lettura, come ogni sillaba "ER", in Primo Cinese Medio iniziava in un suono nasale (ricostruito come *ny- palatale). In vietnamita, il pittogramma stesso del telaio si pronuncia nhĩ. Se sotto al carattere 你 si aggiunge il radicale Kangxi del cuore/mente per indicare un'attitudine di rispetto, si ottiene il pronome personale per dare del Lei, 您, nin2. La variante 恁, con la sua chiave di lettura 任 non solo indica anch'essa una vocale nasale arcaica, *ny-, ma indica pure la codina nasale *-m, presente anche nello stesso carattere usato come particella onorifica in coreano, "nim". |
| 年      | nian2              | nin4                          | Indica il concetto di anno e una versione arcaica vicina all'originale nelle ossa oracolari è 秂 insieme a 秊: è un raccolto 禾 portato sulla schiena da una persona piegata 人, poi 千 (carattere che oggi indica il numero mille). La persona inoltre indica la pronuncia, siccome da questo carattere si nota che in cinese antico era una sillaba che iniziava con la consonante nasale *n, poi mutata per palatalizzazione nel primo cinese medio *ny-; anche 千 qian1 in cinese antico dunque iniziava con un cluster contenente un suono nasale al secondo membro. Oggi la parte ricurva della pianta di cerale è ancora riconoscibile in alto, mentre il gambo del cereale si è fuso con la persona, stilizzata come ヰ e irriconoscibile. In passato indicava il concetto di raccogliere le messi. Una variante obsoleta del carattere è 䄭. |
| 女      | nv3                | neoi5                         | Come già accennato, è il pittogramma di una donna con entrambe le ginocchia poggiate per terra e le braccia incrociate che evidenziano i seni; una variante arcaica vagamente simile al disegno originale è 𠨰. La sillaba è imparentata etimologicamente con 母 mu3, in cui due punti evidenziano i capezzoli. Il radicale della donna compare come radicale in svariati caratteri. Uno di questi è 委 wei3, che oggi presumibilmente come prestito fonetico indica il membro (es. di una commissione): nelle ossa oracolari (e dunque nelle prime versioni attestate) comprare il simbolo 𠃊 accanto a una pianta di cereale 禾; poi il membro a sinistra nel periodo pre-Qin è stato sostituito con una donna in alto che è piegata sulle ginocchia. Indicava in modo molto espressivo l'atto di piegarsi in base alla forma ricurva a sinistra (che Xu Shen interpretava come "nascondere, nascosto") e al piegamento della spiga per il peso dei chicchi (e successivamente alla donna piegata). |
| 朋      | peng2              | pang4                         | Indica il concetto di amicizia e il pittogramma originale è simile a 拜 e 玨, con i due tratti in alto fusi in un unico tratto: sono delle conchiglie legate a uno spago piegato in due e indicava un'unità di misura di quello che oggi equivale al denaro (si ricorda che in passato si usavano le conchiglie, il che spiega alcuni usi del radicale Kangxi della conchiglia: non era un banale mollusco). Per la precisione un chuan 串 erano cinque conchiglie, mentre un paio di chuan (dieci conchiglie) erano un peng 朋. Il carattere, per la stilizzazione, è mutato in due lune che in realtà sono i due gruppi di conchiglie pendenti; in cima, i due caratteri erano uniti da un unico tratto orizzontale, poi sparito. Le etimologie che non si ricollegano al significato arcaico riferito alla moneta di scambio sono errate. Xu Shen ha scambiato il carattere per quello della fenice 神鳥 perché pensava che i tratti rappresentassero delle piume o un'ala. La variante obsoleta 倗, che ha l'aggiunta del radicale della persona, probabilmente serviva a distinguere il significato originale da quello di "amico", forse derivato dal concetto di associazione di un paio di elementi (chuan e persone) o per indicare come l'amico fosse prezioso. Il carattere si trova come chiave di lettura in "tettoia", 棚 peng2: il radicale Kangxi dell'albero 木 indica il materiale con cui può essere costruita, cioè le assi in legno (quest'ultimo era il significato originale). Indica pure parte del significato perché, nella stessa misura in cui gli amici stanno vicini e i due chuan sono raffigurati vicini, le assi della tettoia sono l'una vicina all'altra (concetto che può riguardare anche i listelli di bambù intrecciati tra loro per formare i rotoli su cui scrivere o gli oggetti legati. Per esempio, un sinogramma molto antico che indicava "rafforzare" ed era usato come prestito fonetico per dire "no; violare", 弗, è l'ideogramma di due pali 林, poi 儿, collegati da una corda 弓 legata a sua volta a una freccia scoccata presente in alcune ossa oracolari e poi sparita: le frecce non si perdono e non si allontanano eccessivamente. Le etimologie che non si basano sulla consultazione in modo esaustivo le ossa oracolari non citano la presenza della freccia. Il significato più arcaico resta parzialmente conservato nel carattere 弼 bi4, "aiutare/assistere", e 拂, a cui si aggiunge il radicale della mano. Si può trovare come chiave di lettura, come in 费 fei4, "pagare, spendere; consumare": il radicale Kangxi della conchiglia 贝 indica il denaro, mentre la chiave di lettura può riferirsi alle conchiglie/monete legate tra loro con lo spago, come i chuan e i peng). |
| 友      | you5, you3         | jau5                          | Indica il concetto di amicizia ed è il pittogramma di due mani destre l'una accanto all'altra (simile a 双), poi l'una poggiata sopra l'altra (si veda la variante arcaica 㕛) e, nella versione attuale, una mano sinistra accanto a una mano destra. |
| 漂      | piao4              | piu1                          | Indica il concetto di bellezza, in origine indicava le increspature e ondine sulla superficie dell'acqua e una variante arcaica più vicina all'originale è 𣻔 mentre la versione originale è 𤄚. Si nota il radicale Kangxi dell'acqua con accanto la chiave di lettura 票 piao4, che oggi indica il biglietto o la banconota e in origine indicava le fiamme impetuose e il concetto di "agitare"; la versione semi-conservativa è 𤊆, mentre quella originale è 𤐫. In alto si vede un paio di mani 臼 mentre mettono qualcosa 囟 su un fuoco con un tratto orizzontale in cima 灭, ma non indica il concetto di fare essiccare qualcosa: indicava il fuoco che saliva dalle lingue di fuoco guizzanti come l'acqua, avvolgendosi nell'aria in tante spirali leggere come le onde. Oggi le mani e l'oggetto si sono stilizzate in 西 mentre il fuoco è appena riconoscibile in 示. Da questa chiave di lettura con riferimento al concetto di agitare (fiamme impetuose) deriva il carattere 飘 piao4, che indica l'agire impetuosamente ma anche il tifone a causa della disambiguazione data dall'aggiunta posteriore del radicale Kangxi del vento, 风 feng1, cioè 風. Siccome il vento è qualcosa di difficile da rappresentare, i cinesi lo hanno raffigurato dapprima con 鳳 come prestito fonetico siccome indicava la fenice, riconoscibile nel pittogramma dell'uccello 鳥; poi lo hanno raffigurato in altri modi non sopravvissuti. La raffigurazione odierna ha una croce che deriva dalla semplificazione del radicale Kangxi dell'insetto 虫: banalmente, gli insetti volano nell'aria. Lo spazio che racchiude l'insetto deriva dal carattere 凡, modificato e preso come prestito in passato sempre per indicare l'aria. |
| 亮      | liang5, liang4     | loeng6                        | Indica il concetto di brillantezza e una variante arcaica vicina all'originale è 𠅙: è la chiave di lettura della torre 髙 (oggi 高) sopra una persona (raffigurata in origine come 欠 e cioè inginocchiata e con la bocca spalancata nei bronzi Shang e Zhou, poi come un paio di gambe 儿 messe sotto alla torre) per indicare come una persona brillante è bene in evidenza, alla pari di una torre alta. Una variante obsoleta che rispecchia la disposizione originale dei componenti è 倞. Siccome le gambe in grafia e in alcuni font nei computer sono stilizzate come un tavolino 几, questa stilizzazione ha portato a delle etimologie folk, ma le versioni originali non indicano un tavolino. |
| 苹      | ping2              | ping4                         | Indica la mela e la versione tradizionale è 蘋: è il radicale Kangxi dell'erba con in basso 频 come chiave di lettura, che indica oggi il numero di volte ma che in passato indicava la riva e aveva la grafia 瀕: è composta da 步 (un passo 止 sotto l'altro 少 per indicare l'atto di camminare, ma in questo caso riduzione di 涉, in origine "attraversare un fiume") e 页; poi, quando come prestito fonetico ha cambiato significato, il radicale dell'acqua è stato tolto. 步 ha come versione originale 𣥗 e un carattere di significato diverso ("discendere") ma di composizione quasi identica è 夅, a sua volta simile a 舛 (due piedi in direzione divergente, per esempio per fare una danza sciamanica). La versione moderna del carattere ping2 invece ha la chiave di lettura 平, che indica il concetto originale di essere piatto, pianeggiante e livellato (come la superficie dell'acqua; è composto da 于 con 八 nelle ossa di tartaruga e scapole di bue, mentre altrove è lo sbuffo di fiato 兮 sotto 一). In origine non indicava la mela, ma una pianta acquatica, la lenticchia d'acqua (duckweeds), che galleggia sull'acqua, indicata dalla chiave di lettura. Poi è passato a indicare la mela, forse perché galleggia sull'acqua come le lenticchie d'acqua. |
| 果      | guo3               | gwo2                          | Indica il concetto di frutta e una variante arcaica usata come carattere tradizionale è 菓: è il pittogramma di tre (poi quattro) frutti (dei pallini ovali, poi stilizzatisi in 田) sopra un albero 木. La variante ha come aggiunta il radicale di due ciuffetti d'erba in alto. La pronuncia antica era simile a "gua". |
| 七      | qi1                | cat1                          | Indica il numero sette come prestito fonetico, siccome in origine significava "tagliare": nelle ossa oracolari il concetto era raffigurato con una croce (un carattere vagamente simile a 十), poi modificatasi. Il significato originale resta nel carattere 切 qie1, cioè il pittogramma del taglio a croce accanto a un coltello. Anticamente finiva in *-t. |
| 前      | qian2              | cin4                          | Indica il concetto di "precedente/prima, passato, primi/in cima" e una variante antica vicina al disegno originale è 𣦃 insieme a quella più arcaica 歬: è formato dal piede in alto (止, oggi stilizzato e confuso talvolta con l'erba) e dal pittogramma in basso di una barca inquadrata dall'alto 舟, che è anche un radicale Kangxi (Xu Shen riteneva che in questo carattere fosse una scarpa). Accanto alla barca, in un secondo momento, è stato aggiunto un remo (stilizzato come il coltello a lato, falso amico). indica quindi l'avanzare della barca e, in senso lato, del tempo. La parte in basso del carattere è dunque il falso amico 刖; se usata da sola, indica una delle Cinque Punizioni nella Cina pre-Han, il taglio di uno o entrambi i piedi (gli altri quattro sono: il tatuaggio indelebile in faccia, il taglio del naso, la castrazione dell'intero organo genitale in caso di stupro maschile o infedeltà femminile e la pena di morte tramite squartamento con o senza cavalli, bollitura da vivi, strangolamento o decapitazione). Quanto a 刖 come "barca", si ritrova pure in 愈, derivato dal pittogramma 俞, che già anticamente significava "soddisfare" ma il cui significato originale è sconosciuto. La versione riportata da Xu Shen 兪 contiene 巛, che lui interpreta come i fluttui d'acqua, ma in realtà ogni singolo componente del carattere è una stilizzazione, per cui il carattere originale è totalmente diverso e di significato sconosciuto. Il carattere originale è il piatto 凡 con accanto 由 messo sottosopra o forse il disegno di un oggetto appuntito (un riferimento a oggetti appuntiti si ritrova in 腧); pertanto, le etimologie di questo carattere che non consultano le ossa oracolari sono interamente errate siccome già nei bronzi Zhou il carattere appariva alterato. Oggi 愈 è un modo formale di dire "sempre più" (愈来愈 = 越来越) e anticamente indicava il miglioramento dello stato di salute durante una malattia, significato conservato nella variante oggi obsoleta 癒 (non è chiaro se di mezzo ci sia un collegamento al concetto di cura, e.g., agopuntura secondo la medicina tradizionale cinese). Un'ulteriore modifica del carattere è 愉, che indica la felicità e ha il radicale Kangxi del cuore non in basso ma schiacciato a lato. Quanto a 舟, è il carattere originale del sinogramma che indica la barca, 船, con variante conservativa 𣍬. Il componente a fianco è 㕣 yan3, ovvero 八 (oggi 几) con sotto la bocca 口: indicava il concetto di scorrere, forse riferito ai flutti d'acqua verso un buco, per poi indicare successivamente le paludi ai piedi delle colline; in alternativa, è la contrazione del carattere 沿 yan2, che indicava la riva del fiume e poi il concetto di "seguire il corso". Il carattere 前 si può trovare come chiave di lettura nei sinogrammi 箭 jian4, 煎 jian1 e 剪 jian3. 箭 Indica le frecce ed è il radicale del bambù con sotto il concetto di passare e/o di avanzare (riferito qui non al tempo o a una barca, ma al moto delle frecce. In origine indicava il bambù usato per costruire le frecce); il secondo significa "cuocere" (originariamente "friggere con un poco di olio") e ha il radicale del fuoco stilizzato in basso; il terzo indica oggi le forbici (in passato "tagliare") e ha il radicale del coltello schiacciato in basso. |
| 钱      | qian2, jian3       | cin2                          | Indica i soldi e la versione tradizionale è 錢: è il radicale Kangxi del metallo 金 accanto alla chiave di lettura 戔 (due armi da taglio l'una sull'altra) poi semplificata in 戋, che indica il concetto di "ferire; accumulare", con riferimento alle armi e all'accumulo delle monete. La versione kanji è 銭 (ha un tratto in più). La chiave di lettura non si usa più da sola con il primo significato, per cui è stato coniato il carattere 殘, oggi semplificato in 残, "opprimere" e "colonizzare": è la chiave di lettura di due armi da taglio con a fianco il radicale Kangxi dei resti umani e della malvagità/depravazione (歹, dei resti umani; una versione molto vicina al pittogramma originale è 𣦵, mentre altre due vicine sono 𣦶 e 歺) con accanto le due punte di lancia per indicare l'oppressione. |
| 请      | qing3              | cing2                         | Indica il concetto di richiedere, invitare e offrire e la versione tradizionale è 請: è il radicale Kangxi della parola 言 con accanto la chiave di lettura 青, che qui è una riduzione di 情, che significava "emozione" (感情). Oggi questo carattere indica la situazione, 情况 (generica, non la propria situazione emotiva). Quanto alla chiave di lettura comune, 青 (versione originale 𤯞 e variante successiva 𤯝) indicava il colore verde (il colore di una pianta che cresce) ed è una piantina in alto (㞢, stilizzata in modo simile a 生 e 丰) con sotto il buco d'ingresso di una miniera con un punto dentro per indicare un minerale di cinabro all'interno (𠂁, oggi 月 stilizzato e falso amico oppure 丹 come carattere a sé). 丹, è un riferimento non al concetto di minerale, ma al concetto di colore (rosso cinabro) siccome era usato per produrre una sfumatura di rosso (il rosso cinabro, 红丹) per tinteggiare i vestiti. Il cinabro ricompare nel carattere arcaico 旃 zhan1 per indicare un vessillo rosso; forse questa sillaba è etimologicamente imparentata. Il significato arcaico contrappone il colore "verde", cioè il colore dell'erba appena spunta in primavera, al giallo, arancione e marrone, tipici colori stagionali dell'autunno. Il secondo significato arcaico è "blu", cioè il colore del cielo (青天). Il terzo è "nero" (黑丝), mentre il quarto ancora in uso è 青年 per indicare la gioventù, "l'età in fiore". |
| 去      | qu4                | heoi3                         | Il carattere ha tre varianti vicine alla versione arcaica, 厺, 𠫟 e 㚎: è simile a 出 siccome ci sono un riferimento umano e l'ingresso di una caverna ma, mentre nel primo è un piede che esce da una caverna, in 去 è un uomo 大 (oggi stilizzato in 土, falso amico) che esce da una caverna (厶, falso amico, originariamente 口). Xu Shen interpreta il componente in basso come la chiave di lettura per la sola pronuncia 𠙴 qu1 (oggi 𥬔), cioè un cesto di legno di salice fatto per contenere il cibo, ma quest'interpretazione è molto probabilmente scorretta siccome le ossa oracolari mostrano una bocca e non un cesto. Anticamente, la consonante non era palatalizzata. |
| 热      | re4                | jit6                          | Indica il concetto di caldo e la versione tradizionale è 熱: la parte in cima è 埶 yi4 (versione più arcaica 𡎐 e variante molto tarda ma straordinariamente vicina alla disposizione dei componenti nelle ossa oracolari 秇) e significava "crescere" con un riferimento all'agricoltura e giardinaggio: è una piantina (木 > 圥) tenuta in mano per essere piantata da una persona inginocchiata (丮 > 丸). Successivamente si è aggiunto un cumulo di terra in basso per indicare il terreno su cui si pianta o si pratica giardinaggio, 土. Un'altra variante conservativa a sinistra è 𤞷, ma dà la falsa impressione che un cane stia praticando l'agricoltura. Il componente in alto si è comunque stilizzato in 执. Il concetto di calore si forma aggiungendo il radicale Kangxi del fuoco stilizzato in quattro fiammelle. Se non indica solo la pronuncia, allora il concetto di calore quindi era messo in comunicazione con quello di crescita delle piante, che ricevono luce e calore dal sole. La chiave di lettura si può pure collegare al giardinaggio, siccome compare in 艺, che indica oggi il concetto generico di arte ma che in passato era riferito nello specifico alla tecnica di giardinaggio: il carattere tradizionale infatti è 藝. Il carattere deriva da una variante di "crescere" 𡎐 ovvero 蓺 (秇 ovvero 萟), a cui poi si è aggiunta la nuvola in basso (in realtà sarebbe la stilizzazione di un rastrello) e che è stato un carattere adottato per indicare specificatamente la tecnica di giardinaggio. Anticamente, iniziava in *ny- e terminava in *-t. In Primo Cinese Medio, tutte le sillabe in R- iniziavano con la "gn" di gnomo, *ny-, conservata nelle pronunce go-on giapponesi e in vietnamita. In coreano è stata trascritta come */z/- e poi è caduta sia a livello grafico che fonetico eccetto nel dialetto di Gyeongsang, in cui è diventata /s/-. In cantonese è caduta già nell'Ottocento, come mostra il dizionario di cantonese di Robert Morrison (1815). |
| 人      | ren2               | jan4                          | Il carattere è un radicale Kangxi ed è il pittogramma di una persona con le braccia alzate inquadrata lateralmente; le braccia e gambe sono ben enfatizzate. Oggi la stilizzazione dà l'impressione che abbia le gambe divaricate. Il carattere ren2 si può raddoppiare e triplicare: se raddoppiato, forma il pittogramma 从 cong2, che in passato significava "seguire" (persone o ordini) ed era una persona che cammina insieme ad un'altra; se triplicato, diventa 众 zhong4, che indica un ammassamento di persone, la "massa". La versione originale di questo sinogramma è quasi identica a 眾 e 衆: è un sole 日, poi mutatosi calligraficamente in 四, con sotto tre persone 人人人. La parte in basso di una delle versioni arcaiche, 乑 (variante 㐺), viene utilizzata nel carattere 聚 ju4, che indica l'ammassamento di persone. Nei caratteri 余 e 舍, il carattere è un falso amico siccome indica il tetto spiovente in paglia di un cottage; in 金, 今, 令 e 食 è un falso amico siccome è la stilizzazione di una bocca. |
| 认      | ren4               | jing6                         | Indica il concetto di (ri)conoscere/ammettere/identificare e la versione tradizionale è 認: è il radicale della parola 言 accanto al carattere 忍 che, se non si limita a indicare la sola pronuncia, rimanda al concetto di pressione (emotiva): è un coltello con un punto lungo la lama che forse indica la pressione verso il basso (刃 ren4) con sotto il cuore/mente, che viene sottoposto a pressione e tenta di resistere. Nella versione semplificata si vede un uomo, riconosciuto e identificato con le parole. |
| 识      | shi5, shi2         | sik1                          | Indica il concetto di conoscere qualcuno (认识) e la versione tradizionale è 識: in origine era senza la chiave di lettura della parola ed era un palo di legno verticale e con un'estremità appuntita, poi stilizzatosi come 戈, ingannevole; oggi significa "raccogliere, radunare" (forse con un riferimento originale ai soldati intorno per esempio a un vessillo, che di fatto è una bandiera con stemma su un palo di legno), mentre il significato di vessillo resta nel carattere 樴. Poi gli si è aggiunto il radicale della lingua scritto come 言. Il carattere veniva poi usato per indicare la distinzione tra suoni nel campo di battaglia, per cui si riconoscono (e.g. attacco VS ritirata; lo stesso 音, presente in 音乐, sembra indicare ciò). Oggi viene sostituito con un semplice 只 solo per indicare la pronuncia; il carattere è attestato già nello Shuowen Jiezi, è una bocca con sotto uno sbuffo d'aria discendente e indica un singolo oggetto di un paio e “solamente/soltanto”. Anticamente, terminava con *-k. |
| 三      | san1               | saam1                         | Come già accennato, sono tre listelli di abaco in bambù (o tre generici tratti) allineati l'uno sopra l'altro. Anticamente finiva in *-m. Nonostante indicava il numero tre, nelle stilizzazioni delle mani i cinesi disegnavano una mano con tre dita per indicarne cinque, e.g., 又 e 彐; il carattere 果 in origine aveva solo tre frutti su un albero, 川 indica lo scorrere dell'acqua con solo tre tratti, il carattere semplificato 众 indica una moltitudine di persone, 森 indica una foresta e 小, da cui deriva 少, indica i granelli di sabbia. Quindi, in svariate stilizzazioni in cinese, tre componenti indicano un gruppo più vasto di qualcosa. |
| 商      | shang1             | soeng1                        | Indica il negozio ma, in passato, era il nome proprio della seconda dinastia cinese, la dinastia Shang, e del feudo vassallo nato durante l'inizio della dinastia Xia, detto oggi proto-Shang; il nesso tra i due significati probabilmente sta nel fatto che i cinesi degli Shang avevano la tendenza a praticare il commercio; in tal caso, la sillaba deriva etimologicamente da 賒 > 赊 she1, che significava "comprare e vendere a credito, scambiare beni a credito"; nel periodo Ming è attestata la variante 𧶟, che contiene il carattere 舍, che significava anche "dare". Il carattere è un altare (stilizzato con una forma simile a 丙 ma che non c'entra niente con la coda di pesce o le spalle) con sopra un coltello 辛 per indicare forse un sacrificio, oppure è la contrazione del carattere 亲 per indicare il legno di noce (in tal caso non come frusta, ma come legna sacrificale da ardere in onore degli astri). Successivamente, nelle versioni sui bronzi Zhou, gli è stata aggiunta una bocca spalancata in basso, 口. Secondo un'altra teoria diffusa ma problematica, 商 è il pittogramma di un vaso contenente vino (立, falso amico) messo su un tavolino 几; questa teoria però non tiene conto che il significato di "mercante" è posteriore e che dunque il carattere rappresentava qualcos'altro quando indicava il nome "Shang" e il feudo omonimo pre-dinastico (proto-Shang) nato 400 anni prima della deposizione della dinastia Xia, se è mai esistita. Da questo carattere deriva 赏, cioè 尚 (chiave di lettura per la pronuncia) con sotto la conchiglia 贝, che ha cambiato significato in “premiare in conchiglie (denaro) un proprio sottoposto o inferiore” e che era intercambiabile con 商. La chiave di lettura 尚 è 八 (oggi 丷) con 向 (il pittogramma di una casetta, cioè un tetto con la finestra, per rendere il suono), che significava sia “aggiungere” (l’ideogramma suggerisce l’idea di tagliare qualcosa per distribuire i pezzi) che “superiore, sopra” (era intercambiabile con 上), il che spiega molto bene 赏. Infine, come prestito fonetico, significa pure “buddista” (和尚, monaco buddista, come anche 僧人). |
| 上      | shang4, shang3     | soeng5                        | Indica il concetto di "sopra, superiore, salire" ed era un pittogramma simile al numero due, 二: era cioè un trattino sopra una linea orizzontale per indicare il concetto astratto di "sopra" (forse la linea orizzontale indica un campo visto come panorama pianeggiante). Poi il trattino si è ribaltato in una linea verticale, 丄; infine si è aggiunto un nuovo tratto, ottenendo 上. |
| 午      | wu3                | ng5                           | Indica il concetto di pomeriggio come prestito fonetico, siccome è il pittogramma di due pallini l’uno sull’altro poi assottigliatisi e raffiguranti un pestello in legno: in alto si nota l’impugnatura, al centro c’è il corpo e verso il basso si notava, nella sua evoluzione, un grosso punto nero (la base rigonfia e tondeggiante del pestello), diventata poi un tratto lungo orizzontale (il significato originale resta nel sinogramma 杵 chu3, che ha il radicale dell'albero. La sillaba wu3 indica il pomeriggio attraverso il significato di "settimo ramo terrestre", siccome indicava il periodo tra le 11 di mattina e l'una del pomeriggio, dunque il primo pomeriggio. Anticamente iniziava in *ng-. |
| 少      | shao3              | siu3                          | Come già accennato, è il pittogramma di quattro granelli di sabbia, come allungatisi in dei tratti. Indica il concetto di "poco; carente; diminuire". |
| 谁      | shei2, shui2       | seoi4                         | Indica il sostituto interrogativo "Chi?" e si pronuncia shei2 (la seconda pronuncia, più vicina a quella antica, è "shui2") e la versione tradizionale è 誰: è il radicale Kangxi della parola 言 con accanto la chiave di lettura per la pronuncia 隹, che raffigura un uccello con la coda corta in visione laterale (è anche un radicale Kangxi; il punto in alto è la testa o il becco sporto in alto, il resto è il corpo con un'ala simile a 丰), da non confondere con l'uccello dalla coda lunga 鳥 ovvero 鸟. L'uccello dalla coda corta da solo, come prestito fonetico, era anche un'antichissima copula già attestata nelle ossa oracolari cinese pre-classico (cioè nel cinese letterario prima della dinastia Han), wei2, poi resa graficamente come 唯 (la bocca spalancata distingue il carattere) oppure 售, 维 e 惟 e avente anche altri usi. Il carattere 售 si è poi distinto perché ha iniziato a significare "vendere", forse con un riferimento alle urla dei mercanti o al loro chiacchiericcio paragonati a un cinguettio, altrimenti zhui1 è solo un prestito fonetico (Xu Shen si limita solo a indicare che significava "vendere"). |
| 十      | shi2               | sap6                          | Indica il numero dieci e in origine era un tratto verticale (un listello di abaco in bambù messo in verticale), a cui è stato aggiunto un punto spesso al centro, poi allungatosi in un tratto orizzontale (l'effetto finale è quello di un carattere simile a una croce latina); forse era un ago, usato come prestito fonetico per il numero "dieci" e infine indicato con il carattere 針 > 针. In 古 è un falso amico siccome è la stilizzazione di uno scudo. |
| 什      | shen2              | sap6                          | Indica il sostituto interrogativo "Cosa? Che cosa?" ed è il radicale Kangxi della persona 人 accanto alla chiave di lettura del numero dieci 十 (forse il pittogramma di un ago usato poi come prestito fonetico) per la pronuncia ma anche per il significato: in origine indicava un gruppo di dieci soldati e, nelle anagrafi antiche, indicava un gruppo di dieci famiglie. Il significato attuale di sostituto interrogativo deriverebbe da un ulteriore prestito fonetico. |
| 么      | me5, mo2           | mo1                           | È un carattere usato nei sostituti interrogativi 什么 e 怎么 e per trascrivere l'onomatopea dei bacetti, 么么 (smack smack). La versione tradizionale è 麽 (versione arcaica 麼) e mostra una semplificazione del pendaglio di bozzoli di baco da seta (幺 > 么) con la chiave di lettura della canapa, lino, oppio per la sola pronuncia (麻: è anche un radicale Kangxi, composto da un edificio con le piante estirpate conservate all'interno). Il significato originale è "piccolo, fine", come indica la dimensione ridotta dei bozzoli, ed è preservato nel vocabolo 幺麽 yao1mo2 (pronuncia irregolare). Oggi resta solo lo schizzo dei bozzoli. Questo sinogramma è molto usato nel vocabolo 什麼, scritto in origine 什物, il che mostra l'origine etimologica di me5/mo2 da wu4 物, che in primo cinese medio iniziava in *mj-. |
| 时      | shi2               | si4                           | Indica il concetto di tempo e la versione originale è 旹: è la pianta 之 con il sole in basso per indicare il passare del tempo legato alla crescita delle piante e indicava la stagione. La piantina indicava pure la pronuncia arcaica (in Primo Cinese Medio assomigliava a "ji", rimasta inalterata in giapponese). Poi il carattere è mutato nella versione tradizionale時: è il radicale Kangxi del sole 日 con accanto il pittogramma che oggi ha il significato di "tempio" come prestito fonetico, 寺, siccome in origine è il pittogramma di una piantina (𡳿) con sotto una mano pronta a strapparla 又 oggi quasi irriconoscibili (è dunque 采 sottosopra) e significava "tenere in mano". La semplificazione di 時 ha portato a una stilizzazione della chiave di lettura, per cui è mutata in cun3 (时), che non riproduce più la pronuncia. Quanto a tenere in mano/tempo 寺, il significato originale resta conservato nel carattere 持, che significa "sostenere" (anche in senso astratto) e ha il radicale della mano 手. 寺 si trova pure nel carattere 等, con il radicale Kangxi del bambù in cima: oggi significa "aspettare, classe/categoria, eccetera", ma in origine indicava l'atto ordinare e sistemare i listelli di bambù usati anticamente come supporto per la scrittura, prima dell'invenzione e diffusione della carta a partire dal periodo Han. Il fatto di riordinare ha portato per prossimità semantica al concetto di enumerare, eccetera (dal periodo Han) e di tipologia. "Aspettare" deriverebbe forse da un prestito fonetico. |
| 候      | hou5, hou4         | hau6                          | Indica il concetto di momento temporale, in origine significava "osservare", una versione arcaica vicina all'originale è 𠊱 e la versione originale è 𥎦 > 矦: era un dirupo 厂, poi stilizzatosi, con sotto una freccia (矢) che colpisce un bersaglio sul dirupo. Il carattere originariamente indicava il bersaglio per le frecce, come anche 的; poi, come prestito, ha iniziato a indicare il marchese e "osservare". Il carattere si è dunque modificato in 矦 perché il radicale del dirupo si è modificato in un altro carattere e infine gli si è aggiunta la persona a lato come radicale. Quanto alla modifica del radicale del dirupo, stando a Xu Shen da questa modifica deriva un nuovo carattere, quello di "pericolo": la prima versione è 厃 wei1 (variante 𡴲), un dirupo con una persona in alto che si accuccia e si sporge per guardare in basso con molta cautela (è un falso amico del coltello in alto). Dall'aggiunta di un ulteriore membro dentro al carattere, 危 (una variante dell'uomo inginocchiato ritratto di lato卩 per rimarcare la sua posizione), deriva la versione moderna. |
| 是      | shi4               | si6                           | Indica il verbo "essere" (mai usato davanti agli aggettivi/verbi attributivi), l'aggettivo "giusto/corretto" e, in cinese classico, era usato come prestito fonetico per indicare la deissi prossimale (questo/a); il significato come verbo copulativo è emerso durante la dinastia Han orientale. Il carattere è formato da 早 chi2 (non è zao3) con sotto il piede in posizione statico 止 zhi3 per indicare la pronuncia; forse il componente in cima, che non è correlato con il carattere che indica il mattino zao3 (deriva da un pittogramma ben diverso ma la stilizzazione porta a un'unione di due diverse sillabe), è il pittogramma di un cucchiaino, dunque è chi2 (oggi 匙) con il radicale della daga/pugnale per indicare l'impugnatura; questo stesso carattere ha poi modificato pronuncia e significato in shi5, "chiave". Il cucchiaino si contrappone al cucchiaio grosso, shao2 (勺). Dopodiché, il carattere shi4 si è stilizzato in modo fuorviante come 昰, che Xu Shen ha erroneamente indicato come il sole 日 con sotto il sinogramma 正, che indica il concetto di giusto e di retta via; questa suddivisione è stata poi ripresa da molte etimologie folk. La versione attuale 是 è ancora più stilizzata. |
| 书      | shu1               | syu1                          | Indica il concetto di libro e la versione originale è 𦘠: in cima ha il pittogramma 聿 yu4, ovvero una mano 彐 con le dita ben visibili mentre regge un pennello con setole messo in verticale (le setole in basso sono diventate dei tratti orizzontali: è simile a 丄 o 丰). In basso, è presente 者 zhe3 che indica la sola pronuncia, che indica un oggetto a forma di bacchetta e le bacchette di bambù per mangiare (oggi dette 筷子). Il carattere si è poi semplificato nella versione tradizionale 書, per cui resta solo il tratto in basso della canna da zuccher/cuocere, che le etimologie folk scambiano erroneamente per il carattere 曰 o per un supporto su cui si scrive. Quanto a 聿, esso forma la versione originale e tradizionale di 笔, cioè 筆, il carattere che indica la penna e il pennello: è il radicale Kangxi del bambù in alto 竹 per indicare il materiale con cui è costruito con sotto la mano che regge il pennello, poi mutata nella chiave di lettura 毛, che mostra anche parte del significato siccome indica i peli del pennello (inventati in un secondo momento). È pure un radicale Kangxi, indicante il pelo ma anche le piume. |
| 水      | shui3              | seoi2                         | Indica il concetto di acqua e liquido ed è il pittogramma di un flutto sinuoso e ondulato al centro di corrente d'acqua con ai lati dei punti (oggi modificatisi in dei tratti) che indicano le gocce e gli schizzi d'acqua. A lato di un carattere, si comprime e stilizza in tre tratti (due punti e una linea). È anche un radicale Kangxi. |
| 睡      | shui4              | seoi6                         | Indica il concetto di dormire ed è il radicale Kangxi dell'occhio 目 accanto alla chiave di lettura 垂 chui2, che ha il significato di "abbassare; penzolare" ed è il pittogramma di una pianta dall'aspetto cadente e penzolante. Una versione arcaica di questo componente e molto vicina alla versione originale è 𡍮: in mezzo al carattere si vedono delle parti penzolanti. In passato indicava l'atto di sedersi e chiudere gli occhi per dormire. |
| 觉      | jiao4, jue2        | gaau3                         | Indica il concetto di percepire e la versione tradizionale è 覺, che è collegato al carattere xue2 學, che è a sua volta complesso e significa "studiare". Il carattere xue2 學 nella versione originale nelle ossa oracolari è due coppie di listelli di bambù intrecciati 爻 per indicare i calcoli aritmetici all'abaco (o la divinazione tramite l'achilleomanzia) con sotto il pittogramma della capanna 六 per indicare la pronuncia in cinese antico in *-k. Dopodiché, il carattere xue2 si è modificato nella sua versione tradizionale 學: è la parte a sinistra del carattere jiao4 敎 (insegnare) ovvero 𡥉 e 𡥈, per cui si vedono i listelli di bambù con sotto un bambino che apprende; in mezzo si sono aggiunte due mani 𦥑 ju2 e un tetto spiovente. La variante 斅 preserva anche la parte a destra del carattere jiao4. Il carattere xue2 in primo cinese medio era *haewk e come riflesso regolare nel mandarino di Nanchino doveva avere *hiao2, dunque *jiao2. Ebbene, il carattere 覺 è la contrazione del carattere xue2 (di cui resta la sola parte superiore 𦥯) con in basso il radicale Kangxi dell'occhio con le gambe 见, che indica la percezione, forse legata in questo ideogramma all'apprendimento dell'aritmetica (del resto, 學 indica lo studio e l'apprendimento cosciente). La chiave di lettura segue la semplificazione di 學 con regolarità, siccome la parte superiore in entrambi i caratteri si semplifica con dei trattini (che comunque rendono il costrutto originale irriconoscibile). |
| 说      | shuo1              | seoi3                         | Indica il concetto di parlare e la versione tradizionale è 說: è il radicale Kangxi della parola 言 accanto a 兑, che significa "scambiare" e che raffigura degli sbuffi d'aria per indicare le parole 八 che escono da una bocca spalancata 口 di una persona, indicata dalle gambe 儿: quindi il riferimento era al dialogare, scambiarsi parole e il significato arcaico secondo Xu Shen era "tradurre". La bocca e le gambe sono combinabili nel sinogramma 兄 xiong1, che indica il fratello maggiore, con la bocca spalancata per dare ordini ai fratelli minori (e anche alle sorelle, secondo la gerarchia confuciana). Dalla chiave di lettura è poi nato il carattere 悦 con l'aggiunta posteriore del radicale Kangxi del cuore e che significa "felice", uno stato mentale tale per cui, per esempio, si ride (兑). |
| 四      | si4                | sei3                          | Indica il numero quattro, scritto anticamente come 亖, cioè quattro listelli in bambù di un abaco messi in orizzontale. Il carattere poi è stato sostituito da 𦉭 e 𠃢, il pittogramma di una bocca spalancata dalla quale esce l'aria 八 (talvolta la bocca viene indicata come un naso in visione frontale, ma la forma del naso nelle prime attestazioni è ben diversa). Anticamente indicava il concetto di espirare e il significato di "quattro" deriva dal fatto che il pittogramma è un prestito fonetico. Il significato arcaico resta nel carattere 呬 xi4, affiancato dal radicale Kangxi della bocca aperta 口 per indicare l'espirazione e disambiguare il carattere. |
| 岁      | sui4               | seoi3                         | Indica il concetto di età (riferito perlopiù ai bambini e facoltativamente agli adulti, ma non agli anziani) e la versione tradizionale è 嵗: ma la versione originale è 𢧁: in origine era il pittogramma di un'arma a tridente messa in piedi, 戈, con accanto un piede 止 sopra l'altro, ovvero 步. Il piede in basso si è stilizzato, mentre quello in cima è diventato 山, molto fuorviante a meno che si pensa al carattere 出. Poi il carattere si è semplificato in 岁, molto fuorviante (la variante 㱑 è meno fuorviante in cima, mentre un'altra variante 𡶔 è meno fuorviante in basso). In passato significava "tagliare", riferito per esempio al grano durante la mietitura; indicava poi l'anno, siccome la mietitura avviene una volta l'anno, e il pianeta Giove. Infine, ha iniziato a indicare l'età. Il significato originale resta in parte nel carattere 劌 > 刿 gui4, "accoltellare" (secondo Xu Shen, 利傷也), in cui il radicale Kangxi del coltello a lato indica molto bene il campo di significato/campo semantico. |
| 他      | ta1                | taa1                          | Indica il concetto di "altri" e la terza persona, divisa in maschile e femminile. la versione originale è 佗 e in origine significava forse "altri": è il radicale Kangxi della persona 人 con accanto la chiave di lettura ta1, 它, che è il pittogramma di un serpente (come 也, 巴 e 虫). Dopodiché, la chiave di lettura è mutata in 也; in cinese pre-classico, questa chiave di lettura era un prestito fonetico, per cui era usata come particella a fine frase per marcare una frase nominale. Se la chiave di lettura non è inserita solo per indicare la pronuncia, il significato di "altro" di 他 deriva dalla diversità enorme tra la fisionomia di un Homo Sapiens e quella di un rettile. Infine, il carattere a partire dal periodo post-Han ha iniziato a significare nella lingua vernacolare/popolare e non letteraria "lui, lei", dunque è diventato un pronome personale. Questo pronome si può indicare con accezione neutra anche dopo la coniazione nel Novecento della sua controparte femminile 她. Invece, 它 è oggi usata per riferirsi a oggetti e concetti astratti ma non a persone. Il significato originale di "serpente" è rimasto nel carattere 蛇 she2. |
| 她      | ta1                | taa1                          | Si tratta della versione femminile di 他: il radicale Kangxi della donna 女 disambigua la differenza di genere. Questo carattere è molto usato a partire dal Novecento. Il femminile si può usare non solo per riferirsi a femmine, ma anche alle nazioni, con una sfumatura di passione, sentimento e patriottismo (e.g. la Cina può essere indicata con 她). |
| 太      | tai4               | taai3                         | Indica il concetto di "troppo" (in origine "enorme") ed è una modifica del carattere 大: per incrementare il suo senso e distinguerlo da 大, è stato aggiunto un tratto orizzontale in basso, oggi mutatosi in un punto. |
| 听      | ting1              | teng1                         | Indica il concetto di udire/sentire/ascoltare e la versione semplificata precede quella tradizionale: quella semplificata è 𠯸 poi mutata in 听 ed è una bocca spalancata mentre parla con accanto la chiave di lettura 厅 ting1 (indica un edificio; la variante in uso in Giappone 庁 in questo senso è più chiara); la chiave di lettura si è stilizzata nel pittogramma dell'ascia 斤 forse per confusione degli scribi; la chiave di lettura infatti finisce in -n e non in -ng. Il carattere 听 esisteva già a sé, si pronunciava yin3 e significava "ridere; avere la bocca grossa". Il pittogramma dell'ascia poi ha iniziato a indicare il jin, cioè il mezzo chilo, siccome i pesetti sulla bilancia potevano avere la forma di una lama di ascia arrotondata (alla pari delle monete). La versione tradizionale successiva e originale è 聴, da cui si ottiene la versione tradizionale ufficiale 聽, cioè il radicale Kangxi del padiglione auricolare inquadrato frontalmente 耳 (ER < *ny-) accanto al carattere 悳 o 惪, oggi evoluto in 㥁 o 𢛳 siccome l'occhio 目 si è ribaltato (non è l'unica volta che accade). La chiave di lettura 悳 de2 indica la virtù, la saggezza e la retta via ed è un occhio che guarda dritto a sé con sotto la mente/cuore. La virtù qui implica il sapere ascoltare e viceversa, ma il carattere non è la chiave di lettura per la pronuncia. Solo in un secondo momento si è aggiunto in basso 𡈼 ting1, che è proprio la chiave di lettura per la pronuncia: è il pittogramma di un uomo 人 seduto su un cumulo di terra 土 (i due componenti si sono fusi), forse seduto proprio ad ascoltare. La stilizzazione 王 per compressione è fuorviante. Un carattere simile come componenti è 聖 sheng4, "saggio; nobile; sacro". Non va confuso con 壬 ren2, uno dei rami terrestri da cui deriva 任: è il pittogramma di un palo da spalla, 工 (falso amico dell'attrezzo per pestare il terreno o della squadra da carpentiere), con una zona poi rigonfiata in mezzo per indicare che è tenuto in mano. Il rigonfiamento è poi diventato un tratto orizzontale. 任 ren4, con l'aggiunta del radicale della persona, significava in origine "trasportare su un palo da spalla; sopportare", per poi diventare "accollarsi la responsabilità", che è un peso metaforico che ci si porta sulle spalle. Il significato di ramo terrestre deriva dal solito prestito fonetico. La versione moderna e semplificata di 聽 è un ritorno alla prima versione rimaneggiata. |
| 同      | tong2              | tung4                         | Indica il concetto di "insieme" e nella versione originale è un carattere simile al piatto 凡 (oggi squadrato come 𠔼) per dire "tutti" e sotto la bocca spalancata 口 per indicare l'atto di parlare, prima sotto il carattere e poi avvolta dalla parte in alto del carattere: indica dunque l'emissione dello stesso suono da parte di tutti. Se il carattere principale non è un piatto, allora è un oggetto pesante come un secchio, per cui parte del significato originale del carattere è conservato in 筒. Il carattere, se messo come chiave di lettura in mezzo al radicale Kangxi dell'incrocio, 行, ottenendo 衕, indica un vicolo (es. gli hutong 胡同 della Vecchia Pechino, 老北京). Oggi i due caratteri sono scritti allo stesso modo. Forse la chiave indica anche un incontro tra strade, come già fa il radicale. Un simile principio si trova pure nel carattere 洞 dong4, che indica la buca/cavità/caverna ma che in passato indicava l'acqua che scorre impetuosa: è il radicale Kangxi dell'acqua 水 con accanto 同; a meno che si limita a indicare la sola pronuncia, indica allora le acque che, scorrendo, si incontrano, rendendo il corso molto più impetuoso. Lo stesso significato si trova pure in 铜 tong2, che indica il rame; è il radicale del metallo 金 con la chiave 同, che indica il fatto che il rame si fonde bene con gli altri materiali. In 筒 tong3, un cestino, si vede invece il radicale del bambù 竹 con sotto la chiave di lettura che forse indica le fibre tutte unite e intrecciate tra loro. |
| 学      | xue2               | hok6                          | Come già accennato, indica il concetto di studiare e la versione tradizionale è 學: è un paio di mani (臼) che manipola i listelli in bambù (爻) di un abaco o per l'achilleomanzia con sotto un bambino, 子; gran parte del carattere è la contrazione di 教. Anticamente finiva in *-k e con un'aspirazione non palatalizzata. |
| 喂      | wei4               | wai3                          | Indica un'interiezione che tipicamente si esclama al telefono ed è il radicale Kangxi della bocca 口 con accanto 畏, il pittogramma di un fantasma con la testa mostruosa 甶 fu2 (se non è una maschera) e il corpo 儿, oggi molto stilizzato e un lungo bastone verticale in mano oggi sparito. La faccia mostruosa è presente in 鬼, 戴, 偶, e 異 e in due casi è una maschera tenuta in faccia (戴 < 𢎑, 異 < 𠔱). Il carattere indicava l'atto di spaventare, poi come prestito fonetico ha iniziato a significare "nutrire gli animali; nutrire" (questo significato si conserva nel carattere 餵, avente il radicale Kangxi del cibo) e infine è diventato un'interiezione. |
| 我      | wo3                | ngo5                          | Indica la prima persona singolare e si modella sul carattere 戈 ge1 (versione originale 𢦐), che indica un'arma e che fin dalle ossa oracolari era usato come prestito fonetico per dire "io": è un bastone simile a 工 con fissato quasi in cima un piccolo tridente. Per distinguere i caratteri, è stata aggiunta una mano in basso, visibile nella versione intermedia 𢦠; oggi la mano è disegnata a lato, è fusa con il carattere e si disegna per prima. Il bastone da diritto è diventato un tratto ricurvo uncinato, mentre in alto e in basso restano due tratti che indicano l'estremità dell'impugnatura; questi tratti si disegnano per ultimi. Anticamente, iniziava con *ng-. Il carattere si trova come chiave di lettura di 饿 e4, cioè 餓 e indicante il concetto di "fame, affamato": è il radicale Kangxi del cibo con la chiave di lettura di "io" per indicare che una persona è affamata e che la pronuncia originale iniziava con *ng- (una prima dimostrazione si trova in vietnamita, dove si pronuncia ngã, ngạ, mentre la chiave di lettura in isolamento non a caso è ngã). In origine, questo carattere era diverso da 飢 ji1: indica anch'esso la fame, per la precisione indica il non essere ancora sazi dopo avere mangiato; invece, 餓 indica la fame per non avere ancora mangiato. |
| 们      | men5, men2         | mun4                          | È un contrassegno di pluralità riferito alle persone e utilizzato per formare il plurale nei pronomi personali e la versione tradizionale è 們: è il radicale della persona 人 con accanto la chiave di lettura della porta a doppia anta 门 per indicare la pronuncia; siccome la porta metaforizza la casa, il tetto comune e dunque un gruppo di persone che vivono sotto allo stesso tetto di casa (una famiglia allargata o un clan), il pittogramma potrebbe non indicare la sola pronuncia. In passato, il pittogramma della porta a doppia anta si usava già da solo come prestito fonetico per indicare questa sillaba. Contemporaneamente, la sillaba 每 mei3 era usata già durante il cinese della dinastia Jin come alternativa; la sillaba men5 (pronuncia originaria men2) è etimologicamente imparentata con la sillaba mei3, che indica "ogni" siccome men5 come sillaba potrebbe derivare dalla contrazione di 每人 "mei3 ren2". La versione disambiguata dal radicale della persona è comparsa durante il periodo Song, quindi durante il tardo cinese medio. Il pittogramma della porta, pronunciato men2, è etimologicamente imparentato con la sillaba 吻 wen3, che indica il bacio e ha il radicale della bocca: in cinese antico iniziava in *m e le labbra si aprono e chiudono come le due ante di una porta. |
| 五      | wu3                | ng5                           | Come già accennato, il numero cinque (versione originale 𠄡) è formato da due listelli di abaco incrociati fino a formare una X. Oggi il carattere è molto stilizzato, per cui la forma a croce è addirittura scomparsa. In primo cinese medio iniziava con *-ng. |
| 喜      | xi3                | hei2                          | Indica il concetto di apprezzare/piacere ed è un tamburo, 壴 zhu4 (versione originale 𧯛), con sotto la bocca sorridente 口, oggi squadrata, per indicare un'espressione di forte apprezzamento e allegria o il canto allegro, in questo caso mentre probabilmente ci si diverte a suonare un tamburo e/o cantare. Xu Shen aggiunge anche una variante arcaica del carattere, 歖, in cui si nota l'uomo inginocchiato con la bocca spalancata, forse per cantare, schiamazzare o ridere. Riguardo al tamburo, in alto si nota una enorme piuma ornamentale 𧯛, in mezzo si nota la pelle montata in verticale e in basso si notano due gambe e la base o il terreno (un tratto orizzontale). Dal pittogramma del tamburo nasce anche il carattere 鼓, incitare/spronare (variante 鼔; è il tamburo con accanto 支, un battente messo in una mano destra, e indicava l'atto di suonare il tamburo. In origine il battente era un trattino verticale). Un terzo carattere è 膨 (in origine "grasso [di aspetto]"), cioè il radicale Kangxi della carne 月 con accanto il tamburo 壴 e tre tratti che indicano tre vibrazioni sonore che si diffondono nell'aria (sono un falso amico dell'ombra) per indicare sia il suono del tamburo, sia il suono del sinogramma, sia forse il suono di un ventre capiente che viene colpito. La chiave di lettura in origine indicava il suono del tamburo. |
| 欢      | huan1              | fun1                          | Indica il concetto di benvenuto (in origine, il concetto di divertirsi) e la versione tradizionale è 歡 è il pittogramma di un gufo 雚 guan4 (una versione modificata di 雈 huan2) per indicare la sola pronuncia, siccome il gufo non ha particolari riferimenti simbolici; il gufo 雚 ha due sopracciglia in alto, due occhioni e il corpo da uccello con la coda corta in basso. Accanto, si trova una persona inginocchiata e la bocca spalancata per dire parole di benvenuto. Oggi il gufo è sostituito da una mano destra, che non indica più la pronuncia e rende il carattere oggetto di etimologie folk che non fanno riferimento alla sua versione tradizionale. Anche 旧 jiu4, che significa "vecchio [oggetti]" e in origine indicava il gufo, è il pittogramma di un gufo sopra un mortaio (舊): oggi resta solo il mortaio in basso, molto stilizzato e già reperibile nella variante 𦾔. La sillaba jiu4 è imparentata etimologicamente con la sillaba jiu3 (久 ), che indica un lungo periodo di tempo come prestito fonetico e che in origine indicava la moxibustione. Il gufo ritorna nel carattere 鹳 guan4, 灌 guan4 e in 罐 guan4 come chiave di lettura per rendere la pronuncia: il primo ha il radicale Kangxi dell'uccello con la coda lunga 鸟 e indica la cicogna; il secondo indica l'atto di irrigare espresso dal radicale dell'acqua; il terzo è un gufo accanto al radicale Kangxi 缶 fou3 (< *bilabiale +/j/), che è una giara per contenere liquidi con il coperchio in alto e il corpo panciuto, in origine simile a 口 e oggi rimaneggiato. Oggi 罐 indica la lattina ed è pure un nome-classificatore. 缶 come kanji indica direttamente la lattina. |
| 下      | xia4               | haa6                          | Indica il concetto di "basso, scendere" ed è l'opposto di 上 fin dalla versione arcaica, 𠄟: è una lunga linea orizzontale con un trattino orizzontale sotto per indicare un punto spaziale in basso. Il trattino si è poi ribaltato in una linea verticale, 丅, a cui si è aggiunto più avanti un ulteriore trattino orizzontale. Anticamente, la consonante non era palatalizzata. |
| 雨      | yu3                | jyu5                          | Indica il concetto di pioggia e, come già accennato, è una nuvola quadrata e stilizzata a forma di tridente con delle gocce di pioggia che scendono, oggi inserite dentro al tridente. Una versione antica del carattere, vicina a quella originale, è 𠕒, mentre una variante indicata da Xu Shen è 𠕲 (il tratto orizzontale è un'aggiunta posteriore e in origine non era nemmeno collegato alla parte in basso dal tratto verticale in mezzo al carattere, ma era scollegato). Il radicale della pioggia si trova in molti altri caratteri come 雹 bao2, 雪 xue3, 霜 shuang1, 雾 wu4 e 電, 雲, 零. 零 è già stato spiegato, mentre da 電 deriva la semplificazione 电 e da 雲 deriva la semplificazione 云, che è anche un radicale Kangxi: è il radicale della pioggia (aggiunta successiva) con sotto una nuvola disegnata come due tratti orizzontali 二 e un tratto pendente a spirale, che oggi è squadrato. 云 poteva anche significare "parlare" come prestito fonetico. Quanto a 雹, indica la grandine: è la pioggia con sotto in origine tre chicchi di grandine l'uno accanto all'altro (versione arcaica vicina all'originale 𩅟) e poi la chiave di lettura 包, che oggi indica la borsa e che in origine è il pittogramma di una placenta con dentro un feto 巳, di cui si vedono bene la testa e il corpicino. In questo carattere indica la pronuncia, a meno che si congettura che indica pure la forma tondeggiante dei chicchi di grandine. Riguardo a 雪, la neve, la versione originale è 䨮 ed è composto dal radicale della pioggia e sotto una scopa di bambù e pagliericcio o vimini (甡 sheng1) tenuta in una mano 彐, cioè 彗 hui4 (oggi 篲): la neve è una particolare precipitazione tale per cui, a differenza della pioggia, si può ramazzare a colpi di scopa. Indica pure il colore bianco, "bianco neve". Nella semplificazione, resta solo la mano che regge la scopa. 彐, nonostante abbia come nome tradizionale "muso di maiale, grugno", è sempre una mano che regge un oggetto. Per finire con il radicale della pioggia, 霜 shuang1 è il radicale in questione con sotto la chiave di lettura per la sola pronuncia 相, cioè un albero dal quale spunta un occhio intento a sbirciare o forse un albero guardato con molta attenzione da un occhio. La sillaba che indica la brina è imparentata con la sillaba liang2 凉, che indica il fresco tramite un prefisso *s- aggiunto a quest'ultima sillaba. Per tornare a 彗 hui4, come prestito fonetico significa anche "cometa" e forma il carattere che indica la saggezza, 慧, in cui la chiave di lettura è sopra il radicale Kangxi del cuore/mente 心 siccome la saggezza è l'attitudine mentale che deriva dalla prudenza unita alla conoscenza consapevole. |
| 先      | xian1              | sin1                          | Indica il concetto di "prima", in origine "avanzare; camminare davanti a tutti" ed è un'impronta umana (止, oggi simile a un fuorviante 生) sopra un uomo in movimento 人 (oggi 儿). Secondo un'altra interpretazione, la parte in cima è 𡳿, la versione originale di 之, per indicare l'avanzamento della crescita di una pianta. Il carattere compare come chiave di lettura di 洗 (radicale dell'acqua), che significa "lavare [corpo, vestiti]" ma che in passato secondo Xu Shen indicava specificatamente l'atto di lavarsi i piedi: la chiave di lettura disambigua molto bene il significato arcaico. |
| 生      | sheng1             | saang1                        | Indica il concetto di nascere e vivere, di crudo (e.g. 生鱼片 fettine di pesce crudo, sashimi), di grezzo e di "accadere" e la versione originale è 𤯓: è il pittogramma (e radicale Kangxi) di un virgulto 屮 che cresce dal terreno 一, in origine indicato come un punto in mezzo al carattere. Si vede utilizzato come chiave di lettura nel carattere 笙 sheng4, che indica un antico strumento a fiato cinese, composto da un bocchino e tante canne di bambù verticali (come indica lo stesso radicale). Si ritrova anche in 青 qing1 (versione originale 𤯞), che indicava in origine il colore di una pianta che cresce, dunque il verde, mentre sotto si nota il cinabro come riferimento alla colorazione dei tessuti. Si ritrova anche in xing4 性, con il cuore/mente a lato; il sinogramma indica il carattere di una persona, dunque la sua natura. Infine, si ritrova anche in xing4 姓, con il radicale della donna a lato; il sinogramma indica il cognome, dunque un'appartenenza a una discendenza. |
| 现      | xian4              | jin6                          | Come già accennato, è il radicale Kangxi del sovrano/giada imperiale (tre pezzi di giada legati da un filo verticale) con accanto l'occhio, 現, e indica il concetto di percepire, accadere e di presente, per cui la sillaba xian4 è imparentata etimologicamente con la sillaba jian4 (见, guardare): il presente e ciò che accade è ciò che si percepisce. Il radicale della giada si riferisce a come la lucentezza della giada viene percepita. |
| 在      | zai4               | zoi6                          | Indica il concetto di esistere e una versione arcaica è 𡉄, mentre un'altra semi-conservativa è 𡉠: è la chiave di lettura 才 cai2 accanto al pittogramma dell'ascia rituale, poi modificatosi in quello della terra 土. La chiave di lettura oggi compare molto stilizzata e dislocata nei suoi componenti. La chiave di lettura cai2 è il pittogramma di un palo piantato nel terreno (una linea orizzontale) e la variante di tale carattere era 弋, poi mutata in 杙. Cai2 è una sillaba imparentata con zai1, "esistere", e indica l'abilità intellettiva e dunque le proprie risorse intellettive, le proprie possibilità. Secondo una vecchia interpretazione risalente a Xu Shen e oggi in gran parte superata, il pittogramma è un virgulto che spunta dal terreno. Un carattere simile e avente lo stesso significato di "esistere" si ottiene se si sostituisce la terra con il radicale Kangxi del bambino in fasce 子: si ottiene il carattere 存 cun2 (variante arcaica 𡥂), sillaba forse imparentata etimologicamente con zai4 tramite un suffisso *-n. In tutti gli altri caratteri, 才 resta inalterato, per esempio in 财 cai2 e 材 cai2: il primo indica la ricchezza e le proprietà/ricchezza (e dunque le risorse materiali) ed è il radicale della conchiglia 贝 con accanto 才 cai2 (che indicava le risorse ma intellettive), mentre il secondo indica il materiale in senso generico (in origine, il legno per costruire) ed è il radicale dell'albero 木 accanto a cai2, che a sua volta indica proprio un palo in legno e dunque ciò che dà forma e esistenza a un oggetto. Significava pure "tagliare" con riferimento al legno e oggi più generico e, come pronuncia, ha formato il carattere 裁 cai2 (versione originale 𧚝), che contiene il pittogramma e radicale Kangxi del vestito 衣 in basso, quindi si riferisce all'atto di tagliare la stoffa per confezionare vestiti in sartoria. La chiave di lettura 𢦏 zai1 (versione più arcaica 𢦒 e versione originale 𢦔) significa "ferire" e contiene un'arma da taglio accanto a un oggetto simile a 屮, interpretato nelle etimologie folk come un virgulto a causa della pronuncia del carattere, a causa dell'etimologia oggi ritenuta errata di Xu Shen e a causa della mancata consultazione delle varianti di questo carattere: in realtà è la punta di una freccia rivolta verso il basso, che rinforza il concetto di ferire. |
| 想      | xiang3             | soeng2                        | Indica il concetto di pensare ed è la chiave di lettura 相, cioè l'albero dal quale spunta un occhio intento a sbirciare (o forse un albero guardato con molta attenzione da un occhio), con sotto il radicale del cuore/mente 心: indica quindi l'osservare dentro la propria mente e interiorità. La chiave di lettura, come prestito fonetico, ha iniziato a indicare anche il concetto di reciproco/vicendevole, infatti si usa nell'avverbio "vicendevolmente", 互相. Il primo carattere 互, il pittogramma di un perno o palo in bambù su cui si annoda una corda, con un basamento superiore e inferiore (cioè due tratti orizzontali) e il corpo centrale. Il significato originale si conserva in 䇘. Il pittogramma alla lontana ricorda 勾. Le interpretazioni che ricollegano tale pittogramma a due mani che si congiungono per indicare la reciprocità sono etimologie folk siccome già Xu Shen spiegava il significato di questo carattere: 䇘，可以收繩也。互，䇘或省。 |
| 小      | xiao3              | siu2                          | Indica il concetto di piccolo e sono tre granelli di sabbia, poi allungatisi in tre tratti: il pittogramma sarebbe allora imparentato con 少, quattro granelli di sabbia. Secondo l'interpretazione di Xu Shen, è il carattere 八 (forse un oggetto diviso in due) con in mezzo un lungo tratto verticale oggi uncinato che indica un'ulteriore suddivisione. La pronuncia molto simile mostra come le due sillabe siano imparentate etimologicamente. |
| 姐      | jie3, jie5         | ze2                           | Indica la sorella maggiore ed è il radicale della donna inginocchiata con accanto la chiave di lettura della lapide dell'antenato o altarino sacrificale, qie3, per indicare la sola pronuncia. Secondo Xu Shen, questo carattere era usato nello Stato di Shu e significava in origine "madre"; dopodiché si è diffuso e ha cambiato significato (蜀謂母曰"姐"), tuttavia si conserva una sfumatura comune di "età maggiore". |
| 些      | xie1               | se1                           | Indica il concetto di "alcuni" usato come classificatore ed è il carattere 此 ci3 con sotto i due listelli di abaco o due generici tratti orizzontali 二 per indicare il numero plurale. Il componente in alto, 此, indica la deissi prossimale in una parlata formale ed è il piede 止, che indica pure la pronuncia, messo accanto a una persona in piedi inquadrata lateralmente 匕, falso amico: in origine, significava "qui, questo posto", il posto in cui qui e ora si sta in piedi/una persona è fisicamente (oggi si dice 此地 e 此处 se si vuole ancora usare questo carattere), mentre oggi significa anche "questo/a". La chiave di lettura ci3 è imparentata etimologicamente con la sillaba 斯 si1, che in cinese classico significava "questo/a" come prestito fonetico e in origine significava "spaccare con un'ascia" (sinonimo di 析 secondo Xu Shen); il significato originale si preserva nel carattere 撕, che ha il radicale della mano a lato. |
| 写      | xie3               | se2                           | Indica il concetto di scrivere, in origine indicava il concetto di trasportare e la versione tradizionale è 寫: è il pittogramma di un tetto con sotto la gazza 舄 que4 (pronunciato anche come xi4), cioè un uccello che trasporta e mette ciò che le serve nel proprio nido, cosa che fa ogni altro uccello (non è chiaro se sia proprio la gazza ladra, un uccello che ruba gli oggetti lucenti perché attirata dal loro scintillio e li mette al sicuro nel suo nido). Già Xu Shen indicava il significato arcaico: 置物也, mentre il concetto moderno di scrivere forse deriva da quello intermedio di "trascrivere", cioè trasporre in parole o spostare un contenuto scritto da un supporto/opera a un altro/a. Quanto al pittogramma 舄 (versione originale 舃), 臼 indica la testa con il becco (è falso amico del mortaio), il tratto orizzontale in mezzo è l'ala mentre i punti in basso indicano le zampette e/o la coda corda, siccome secondo Xu Shen il carattere riprende 隹 (ma in realtà la gazza come aspetto ha la coda lunga). L'uccello nel carattere è 鵲 xi4, la gazza/magpie; una variante arcaica riportata da Xu Shen è 𩁆. Secondo il pensiero cinese, la gazza non è propriamente una "ladra", ma annuncia/porta lieti eventi, tale per cui viene chiamata 喜鹊鸟. La gazza è composta da una riduzione del carattere 唶 jie4, cinguettare (radicale Kangxi della bocca sorridente spalancata 口) con accanto la chiave di lettura 昔 xi1 (versione arcaica 㫺), che indica un tempo passato. Per la precisione, questo concetto astratto viene formato da 𠈌 yu2 (in realtà una variante fin dalle ossa oracolari di 𡿧 zai1) per indicare un'alluvione, evento storico che può essere ricordato a memoria d'uomo e raccontato/tramandato oralmente e per iscritto con sotto 日, il sole, per indicare il concetto di tempo. Al tempo di Xu Shen, l'alluvione è stata stilizzata come 仌, che Xu Shen ha interpretato erroneamente come le striature su un pezzo di carne; poi si sono ulteriormente stilizzate, per cui l'inondazione è irriconoscibile. Il carattere, a causa della stilizzazione della parte superiore, veniva interpretato erroneamente come "carne essiccata al sole", per cui è stata coniata la variante 𦠪 (oggi 腊) xi1 per indicare la carne essiccata. 昔 è anche la chiave di lettura di un sinogramma fondamentale, 错 cuo4 (< 䥘), che significa "sbagliato; errore" (in origine "organizzare/disporre per mettere al sicuro"), e di 措 cuo4 (< 𢵄), di cui urge la spiegazione: è il radicale Kangxi della mano 手 con accanto la chiave di lettura in questione e, se la chiave di lettura non indica la sola pronuncia, indica il concetto di "organizzare, disporre" per mettere al sicuro qualcosa da una calamità (si pensi alla leggenda di Yu il Grande, il mitico fondatore della Dinastia Xia, che bloccò le acque con le dighe e i canali laddove il suo predecessore, Shun, fallì). Quanto a 错, è il radicale del metallo 金 accanto alla chiave di lettura in questione e in origine indicava il concetto di intarsiare i minerali, in particolare la giada, o di placcare con un materiale qualcosa (per cui un oggetto placcato in metallo è messo al riparo dai danni): la chiave di lettura è la riduzione di quello che oggi si scrive 措. Il significato di "errore" deriva da un prestito fonetico e il significato di "placcare" è spiegato da Xu Shen, che aggiunge che colloquialmente si diceva 镀 du4 (questo carattere conserva questo significato sia concreto che astratto: per esempio, "farsi belli" si dice letteralmente "placcarsi in oro", 镀金). |
| 谢      | xie4, xie5         | ze6                           | Indica il concetto di ringraziare e in origine quello di "allontanarsi, declinare, dimettersi, congedarsi" e la versione tradizionale è 謝, cioè il radicale Kangxi della parola 言 accanto alla chiave di lettura 射, che indica il concetto di emettere. Quest'ultimo componente 射 con variante conservativa 𢎤, è indicato correttamente da Xu Shen come un arco (身, falso amico; il tratto in alto è la freccia) che viene teso da una mano 寸 aggiunta in seguito: pertanto, si "emette" qualcosa come le frecce scoccate, mentre in xie4 il senso di allontamento accompagnato alle parole è ben indicato da questa chiave di lettura, che dunque non si limiterebbe a fornire informazioni sulla sola pronuncia. 謝, come indica la pronuncia in shanghainese, aveva la stessa consonante attuale ma in versione sonora. In primo cinese medio, le consonanti sorde e sonore erano ben distinte sia tra loro, sia dalla versione sorda aspirata laddove esisteva: esistevano molte più consonanti rispetto al cinese moderno, che solo il dialetto shanghainese (o "Lingua Hu" 沪语, dal nome di un fiume). |
| 星      | xing1              | sing1                         | Indica il concetto di stella/astro e in origine era 曐, cioè tre astri 晶 disegnati come un sole incollati sopra il virgulto 生 (in origine, erano due ai lati, scritti come due pallini) per indicare la pronuncia; in primo cinese medio, la chiave di lettura non aveva un suono retroflesso ma iniziava in *s, lo stesso identico suono con cui iniziava 星. Oggi sopravvive un solo astro in cima. Oggi i tre astri 晶 jing1 indicano il "cristallo", forse con un riferimento alla sua lucentezza. |
| 期      | qi1                | kei4                          | Indica un periodo di tempo fissato e la versione originale è 㫷 con variante 𣇳: è un setaccio 其 con sotto il sole 日, talvolta scritto in cima e poi sostituito dalla luna in basso (朞) e infine a fianco per migliorare la grafia e la lettura. Xu Shen aggiunge anche un'altra variante arcaica 𣅆. Il setaccio è la chiave di lettura per la sola lettura, da cui si ricava che la consonante ha subito oggi una palatalizzazione. La chiave di lettura stessa 其 è un pittogramma di un setaccio di fibre di bambù intrecciate in visione frontale con due manici verticali in alto (𠀠); più avanti, è stato aggiunto sotto un tavolino inquadrato di lato come chiave di lettura ji1 in passato non palatalizzato (丌, variante di 几), per cui la versione arcaica modificata è 𠔝. Oggi il tavolino in basso è stilizzato come due punti che indicano le due gambe. Come prestito fonetico ha assunto il significato di "questo, ciò" in cinese classico e in una parlata molto formale. Il significato originale resta nel carattere 箕, che presenta il radicale del bambù in alto. |
| 习      | xi2                | zaap6                         | È il pittogramma di un'ala, la versione tradizionale è 習 e una variante vagamente conservativa è 𮊸: è un paio di ali 羽 con sotto il sole 日, poi modificatosi in 白. Originariamente indicava il concetto di sbattere le ali, poi il significato di "imparare" (per studio o anche passivamente per abitudine) è nato attraverso l'atto di sbattere ripetutamente le ali degli uccelli per imparare a volare. Anticamente, finiva in *-p. |
| 校      | xiao4              | gaau3                         | Indica la scuola, ma in origine indicava il recinto in legno di una prigione, come spiega anche Xu Shen (校，木囚也): a sinistra si nota il radicale del legno 木, mentre a destra è presente la chiave di lettura 交, che è il pittogramma di un uomo in piedi 立 che non ha però le gambe divaricate ma incrociate (父, falso amico) per indicare il concetto di legame/nodo (e forse per indicare con un prigioniero non può scappare). Il carattere xiao4 ha iniziato poi a significare "manette", che è il suo secondo significato originale secondo lo Yupian (校，械也). Soltanto dopo ha iniziato a significare "campo militare, correggere, calcolare, prova di stampa" (siccome alcune parti delle macchine a impressione erano in legno), dopodiché ha iniziato a indicare la scuola. Anticamente, la consonante non era colpita da palatalizzazione. La chiave di lettura si può anche usare da sola e, nel carattere 绞, indica il concetto di legare con una corda o strangolare (radicale della seta affiancato al concetto di unire, legare); nel carattere 胶 indica la colla e, più anticamente, la gelatina: si ottiene dalla carne (月) ed è appiccicosa come la colla. |
| 一      | yi1 (+sandhi)      | jat1                          | Come già accennato, è un singolo listello di abaco in bambù messo in orizzontale o forse un singolo tratto generico e astratto. In molti caratteri ha un significato più specifico ma dal punto di vista grafico: per esempio, può indicare il terreno. Anticamente finiva in *-t. |
| 医      | yi1                | ji1                           | Indica il concetto di ospedale e, più anticamente, della figura professionale che oggi equivale al chirurgo e la versione tradizionale è 醫: in cima si nota il carattere 殹 yi4, che indica il gemito: è una frccia, accanto ha 殳. Il carattere tradizionale in cima ha una freccia 矢 (radicale Kangxi) estratta da un corpo ferito e messa in un contenitore (forse un vaso, 匚) e accanto alla lancia 殳, anch'essa radicale Kangxi: indica dunque l'attacco di una malattia e una ferita da freccia trattata. In basso si nota un vaso 酉 (si notano bene il collo e il corpo) che conteneva vino di cereali fermentati, che si poteva usare come anestetico durante le operazioni o come disinfettante siccome il vino contiene alcol etilico. Lo stesso Xu Shen collega l'uso dell'alcol alla terapia: "醫之性然，得酒而使。[...] 酒所以治病也", ovvero "la natura/essenza della medicina è ottenere alcol e usarlo. [...] L'alcol è usato per curare le malattie". Il carattere in basso come prestito fonetico indica anche il decimo ramo terrestre. Oggi resta solo la freccia estratta e messa nel vaso. |
| 院      | yuan4              | jyun2                         | Indica il concetto di edificio (in cui oggi si svolgono uffici politici o accademici) ed è il radicale Kangxi della collina (𨸏 > 阜 > 阝) con accanto la chiave di lettura 完 wan2, ovvero un tetto con sotto una persona in piedi 元 (sotto si riconoscono le gambe, mentre i due tratti 二 enfatizzano la testa perché infatti significava "testa" in origine). La chiave di lettura 完 significa "intatto, interno, completo" e "terminare", con un riferimento a un tetto protettivo e forse anche alla figura umana completa, raffigurata dalla testa ai piedi. Quanto al carattere 院, è dunque una collina con un edificio/il concetto di "completamente" e in origine, come suggerisce il composto, indicava un edificio formato da quattro mura (e non da soli pali, come 广), lo 院子, avente le 院墙. |
| 衣      | yi1                | ji1                           | Come già accennato, è il pittogramma di una tunica simile a un kimono o a un hanbok inquadrato frontalmente: in alto, quasi tutto il carattere raffigura l'apertura del collo a forma di "∧"; la parte in basso del colletto del vestito, grossomodo a metà tra una "y" e una "ʍ", si stilizza e disloca in 𧘇. A lato del carattere, il radicale si schiaccia e stilizza in 衤, altrimenti si schiaccia in basso. |
| 服      | fu4, fu2           | fuk6                          | Indica in origine il concetto di "servire" (e oggi anche il vestito, anche professionale come in 工服) ed è il radicale Kangxi della carne (in origine il piatto 凡 senza l'oggetto dentro, fan2, che rende vagamente la pronuncia, poi 舟 da cui si ottiene 𦨕 e infine 月) con accanto il carattere fu2 𠬝, il pittogramma di uno schiavo inginocchiato inquadrato di lato (una testa e il corpo, oggi un tratto verticale) con sotto una mano destra che lo tiene fermo forse per i capelli. |
| 椅      | yi3                | ji2                           | Indica la sedia ed è il radicale Kangxi dell'albero 木 per indicare il legno e il componente 奇 qi2 per indicare la sola pronuncia; il carattere anticamente si riferiva anche a una varietà particolare di salice, lo 山桐子 cioè l'idesia, che produce delle bacche commestibili. La sillaba che indica la sedia è etimologicamente imparentata con la sillaba yi3 倚, che significa "appoggiarsi". Quanto a 奇, significa "particolare/raro; strano" e indica una persona 大 con sotto 可 ("davvero"), un carattere parzialmente problematico. Sarebbe il carattere 丂 (kao3, la bocca con lo sbuffo d'aria, estremamente squadrato) accanto a una bocca spalancata per indicare certezza e/o stupore. Se kao3 indica un'ascia (siccome kao3 è un pittogramma a volte incerto), allora vuol dire che come prestito ha iniziato a significare "davvero", poi trascritto con un nuovo carattere con il radicale della bocca. Secondo il Jiyun, il carattere ke3 可 indicava anche il canto e la versione 訶 sarebbe la versione originale di 哥 ge1, che significava "cantare" e che oggi significa "fratello maggiore": il carattere infatti mostra due 可 l'uno sull'altro. Il significato arcaico resta nel carattere 歌 ge1, in cui si vede l'uomo inginocchiato con la bocca spalancata in tal caso mentre canta). |
| 月      | yue4               | jyut6                         | Come già accennato, è il pittogramma di una falce di luna ed è un radicale Kangxi. Nella prima versione, era una falce senza tratti all'interno; poi la falce si è aperta e si è aggiunto prima un tratto, poi due. Se usato a lato del carattere, è indistinguibile dal radicale Kangxi della carne, 肉, due fettine di carne secca in scatola; ma nel carattere 期, conserva il significato di "luna" in riferimento al tempo. La carne stilizzata allo stesso modo si ritrova pure nel carattere 俎, la carne tagliuzzata accanto alla ciotola per sacrifici e offerte. |
| 再      | zai4               | zoi3                          | Indica il concetto di "nuovamente" ed è un pesce messo in verticale e scritto in mezzo al numero due (cioè due tratti, ben distanziati l'uno dall'altro) proprio per indicare le due volte, forse in riferimento alla cattura di due pesci. Nei bronzi Zhou, il pesce è stilizzato in modo simile a 丙 bing3, in origine forse il pittogramma di una coda di pesce. Una variante arcaica vicina all'originale è 𠕅. Un carattere straordinariamente simile è 冓 gou4, poi modificato in 遘 (semplificato in 构) e che significava "incontrare": nelle ossa oracolari sono due pesci messi in verticale e l'uno sopra l'altro, con i musi che si puntano l'un l'altro. Xu Shen, non avendo potuto consultare le ossa oracolari, non riconosce alcun pesce all'interno di nessuno di questi caratteri. Ha scambiato 冓 per il pittogramma della legna accatastata (e che appare in versione contratta in 再) e ha indicato bing3 come un paio di spalle. |
| 样      | yang4              | joeng6                        | Indica il concetto di "forma/apparenza" e la versione tradizionale è 樣. in origine secondo Xu Shen indicava la quercia (栩, 杼 xu3), che peraltro produce le ghiande, mentre il concetto odierno deriva da un prestito fonetico. Per la precisione, la quercia è indicata dal radicale dell'albero 木 con la chiave di lettura per la sola pronuncia 羕 yang4: la chiave di lettura indicava un fiume lungo e poi un tempo lungo ed è infatti il pittogramma di una testa di capra con due corna inquadrata di fronte (羊 yang2, radicale Kangxi della capra/specie caprina/ovino) per la pronuncia e sotto un lungo fiume con l'acqua che scorre e un punto in alto che indica un tributario 永 (oggi il significato è mutato e indica l'eternità). La versione kanji toglie lo schizzo d'acqua, 様. Quanto a 永 yong3, il pittogramma che indicava il tributario, oggi indica l'eternità proprio in quanto disegnava lungo fiume. Togliendo lo schizzo/goccia in alto, si riottiene il radicale 水. Nella versione kanji, l'acqua è dunque stilizzata come 氺. Una variante del carattere che conserva il significato originale di "tributario" è 𠂢 pai4, da cui deriva la versione moderna 派. |
| 这 (這) | zhe4 (zhei4); yan4 | ze2; jin6                     | In origine il carattere 這 era pronunciato yan4 e significava "incontrare", concetto ben indicato dal radicale Kangxi del cammino 辵 accanto alla chiave di lettura della parola 言 che indica la pronuncia e forse anche l'atto di scambiare parole con l'interlocutore che si incontra. Un carattere totalmente scollegato era 遮 zhe4, che significava "questo/a" (deissi prossimale), aveva la chiave di lettura della canna da zucchero/cuocere e derivava etimologicamente dalla particella di nominalizzazione in cinese classico 者 zhe3. A causa della confusione nelle grafie, il carattere yan4 ha iniziato a essere pronunciato come zhe4. Infine, la grafia originale è diventata un carattere obsoleto. La versione tradizionale si può usare quando la pronuncia colloquiale si altera in zhei4, che deriva dalla fusione di 这 zhe4 con 一 yi1. La semplificazione sostituisce la chiave di lettura originale con 文, a sua volta il radicale Kangxi che indica la letteratura. |
| 中      | zhong1, zhong4     | zung1                         | Come già accennato, è il pittogramma di un palo con un vessillo (oggi sparito) piantato in mezzo a un terreno con un tamburo rotondo in mezzo, oggi squadrato. Indica il concetto di centro e si usa anche nel nome attuale della Cina, 中国. |
| 国      | guo2               | gwok3                         | Indica il concetto di Stato, Paese, Nazione e la versione tradizionale è 國: in primis si nota il radicale Kangxi del recinto 囗 (presente in dimensione ridotta e poco riconoscibile nel carattere 邑 proprio per indicare la città), forse anche un riferimento a 圓 yuan2 ("rotondo"); dentro si trova la chiave di lettura 或 huo4 (prima versione nelle ossa oracolari 戓), che si può immaginare anche come la contrazione del carattere la contrazione del carattere 域 yu4 (territorio): la chiave huo4 rende la pronuncia, in passato come dice Xu Shen indicava il concetto di nazione e oggi indica incertezza (e.g., "oppure"): è una spada (la difesa) con un ulteriore piccolo recinto (il territorio) e un tratto orizzontale aggiunto successivamente che indica nuovamente il senso di confine e di terreno. Il carattere, imbarazzante per la sfumatura di incertezza che sarebbe stata collegata al governo o ai confini territoriali, è stato cambiato in 囯, cioè il territorio con l'ascia rituale per metaforizzare l'autorità del sovrano. La versione attuale ha una modifica del componente interno, che oggi indica la giada e metaforizza il potere imperiale e la nobiltà: 国. Due varianti rare del carattere sono 囻 (il recinto con dentro il popolo, 民) e 𡆿 (il recinto con dentro un vessillo che indica il clan 氏). Anticamente, finiva in *-k. |
| 住      | zhu4               | zyu6                          | Indica il concetto di risiedere in un posto ed è il radicale Kangxi della persona 人 con accanto il pittogramma di una fiammella su una torcia di legno accesa e a forma di T (poi divenuta 主), che è passata a significare "padrone" e "principale", dunque una luce o una guida per una persona. Il significato originale di torcia (e poi di candelabro) resta nel carattere derivato 炷 zhu4, a cui è stato aggiunto il radicale Kangxi del fuoco compresso a lato 火. |
| 桌      | zhuo1              | coek3                         | Indica il concetto di tavolo (un tavolo alto rispetto al tavolino 几) ed è un rimaneggiamento di 棹: è il pittogramma di 卓 zhuo1 (un uccello 卜 su un nido 日 oppure una persona su un luogo sopraelevato indicato dalla contrazione di 昜 e cioè del sole e dei suoi raggi per indicare il concetto di "alto") e di un albero 木 per indicare il materiale tipico di un tavolo, per cui gran parte del carattere è fuorviante: la parte sopra è irriconoscibile e la parte sotto si può scambiare facilmente per un albero su cui giace il nido o su cui si trova la persona. La chiave di lettura zhuo1 卓 (anticamente 㔬) significa "alto" e vi deriva etimologicamente la sillaba che indica il tavolo alto. |
| 昨      | zuo2               | zok6                          | Come già accennato, è il radicale del sole 日 accanto alla lama che taglia l'albero 乍 con significato di "improvvisamente" come prestito fonetico; il carattere significa "ieri". |
| 做      | zuo4               | zou6                          | Indica il concetto generico di "fare" e a livello di scrittura in origine era la variante popolare del sinogramma 作, mentre ora è un quasi sinonimo; le due sillabe sono comunque imparentate etimologicamente, ma a livello di pronuncia 作 finiva in *-k, mentre 做 non aveva nessuno stop senza rilascio di suono udibile. Contiene anch'essa il radicale della persona 人, ma accanto ha la chiave di lettura 故 gu4, che oggi indica le "storielle": è il carattere 古 gu3 (antichità) accanto al bastone tenuto in mano 夊: le storie sono racconti sull'antichità narrati e tramandati. Ma il significato antico di gu4, che rende anche il senso di 夊, è "causa/motivo" e, nel significato originale, 古 indica più correttamente il concetto di un fatto accaduto o di una cosa nota ("antichità"), tale per cui è palese e/o se ne parla perché si può raccontare, accanto a 夊 con il significato di "condurre", siccome si danno ordini e/o si guida qualcuno. Il significato originale resta in vocaboli rari come 无故 e 借故. Il significato di "causa" (di una cosa avvenuta) e "storiella" sono blandamente collegati. |
| 坐      | zuo4               | co5                           | Indica il concetto di sedersi ed è un cumulo di terra con due persone sedute sopra schiena contro schiena. Una versione molto arcaica e abbastanza simile a una delle prime versioni è 𡋲: le due persone si sono fuse tra loro. Una variante più recente è 𡋑, in cui le persone sono diventate due 厶 o una coppia di bocche, 吅. Il carattere può essere usato come chiave di lettura in 座 zuo4, che possiede il radicale Kangxi dell'ampiezza 广, cioè un edificio con quattro sostegni (e dunque niente mura) inquadrato frontalmente. Il carattere si usa come classificatore per le grandi opere architettoniche artificiali, come gli edifici e i ponti. Indica pure l'atto di sedersi, siccome sotto al tetto ci sono due persone sedute. |

### Paleografia e etimologia
- https://www.yw11.com/zidian/8828/ (Qimingwang, che contiene ricostruzioni della grafia e il fanqie contenuto nel Guangyun del 1008)
- (ZH) Dizionario filologico, su qiyuan.chaziwang.com. URL consultato il 10 novembre 2020 (archiviato dall'url originale il 27 settembre 2020).
- https://humanum.arts.cuhk.edu.hk/Lexis/lexi-mf/ (Multi-function Chinese Character Database, per visualizzare le riproduzioni dei caratteri nelle versioni antiche)
- https://hanziyuan.net/ Chinese Etimology (per visualizzare le riproduzioni dei caratteri nelle versioni antiche)
- Howell, Lawrence J.; Hikaru, Morimoto. Etymological Dictionary of Han/Chinese Characters, 2016 [PDF] (https://bradwarden.com/kanji/etymology/kanjietymology.pdf), (per le ricostruzioni della grafia e senso e go-on)

### Shuowen Jiezi, cinese storico e cantonese
- https://www.zdic.net/ (contiene le definizioni dello Shuowen Jiezi in caratteri semplificati e alcune glosse)
- https://www.cidianwang.com/shuowenjiezi/ (contiene le definizioni dello Shuowen Jiezi con la riscrittura in lingua moderna e alcune glosse)
- Baxter, William H.; Sagart, Laurent. Old Chinese. A New Reconstruction, Oxford University Press, USA, 2014. (per informazioni base e aggiornate sull'antico cinese collegabili all'etimologia. Matisoff ha fatto uso sia della ricostruzione di Karlgren, sia di una versione di Baxter del 1992)
- http://lodel.ehess.fr/crlao/document.php?id=1217 Guangyun (9000 caratteri) con pronuncia in primo cinese medio ricostruita da Baxter (2011, fonte recente)
- http://ocbaxtersagart.lsait.lsa.umich.edu/BaxterSagartOCbyMandarinMC2014-09-20.pdf Archiviato il 10 ottobre 2022 su ghostarchive.org URL di servizio di archiviazione sconosciuto. Dizionario di 5000 caratteri con pronuncia in antico cinese ricostruita da Baxter/Sagart (2014, fonte recente)
- https://cantonese.org/ Dizionario di dialetto cantonese CC-Canto (romanizzazione Jyutping)